# Gustav II Adolf
Gustav II Adolf, född 9 december (enl. g.s.) 1594 på slottet Tre Kronor i Stockholm, död 6 november (enl. g.s.) 1632 i Lützen i Tyskland, var kung av Sverige från 1611 till sin död. Under hans regeringstid grundlades Sveriges stormaktsställning i Europa och han ledde Sveriges inträde i det trettioåriga kriget, där landets krigsmakt kom att avgöra den politiska och religiösa maktbalansen i Europa. Han hedrades år 1633 av Sveriges ståndsriksdag med att han fick epitetet Gustav Adolf den store.
Gustav II Adolf samarbetade med sin rikskansler Axel Oxenstierna för att genomföra flera reformer och moderniseringar av den svenska statsförvaltningen, rättsväsendet och ekonomin. Tillsammans med Oxenstierna grundlade kungen flera städer och läroverk runtom i det svenska riket, inklusive staden Göteborg och Västerås gymnasium, inrättade Svea och Åbo hovrätter, utvecklade rikets handel och bruksindustri och skapade en administrativ struktur som till stora delar blivit bestående i det moderna svenska samhället. Han reformerade också den svenska militären genom att skapa en stark och lättrörlig armé, baserad på hans erfarenheter från hans tidigare krig och nederländsk stridstaktik, där infanteri, kavalleri och artilleri samverkade effektivt, vilket senare blev en förebild för europeiska arméer.
Under största delen av Gustav II Adolfs regeringstid fördes flera krig mot Sveriges grannländer. Han avslutade Kalmarkriget med Danmark 1613, där Sverige ålades betala Älvsborgs lösen. Han förde även framgångsrika krig med Ryssland fram till 1617 och med Polen fram till 1629, vilka ledde till svenska landvinster i bland annat Ingermanland och Livland. Sommaren 1630 ledde han Sverige in i trettioåriga kriget och stod på de protestantiska tyska staternas sida mot de överlägsna katolska arméerna under den tysk-romerske kejsaren Ferdinand II. Han förde ett framgångsrikt fälttåg i det tysk-romerska riket och blev en central protestantisk enande gestalt, samtidigt som han vann sin största militära seger mot den kejserliga armén i slaget vid Breitenfeld i september 1631. Kungens konfrontation med den kejserliga arméns generalissimus Albrecht von Wallenstein ledde till hans död i slaget vid Lützen den 6 november 1632. Efter kungens död kom både Axel Oxenstierna och kungens generaler att fortsätta kriget i hans ställe och utvidga Sveriges inflytande och territorium i både Skandinavien och Tyskland fram till krigets slut 1648.
Gustav II Adolfs eftermäle har genomgått betydande förändringar genom historien. Under 1600- och 1800-talen betraktades han som en hjälte för protestantismen och religiös frihet, men senare har han kritiserats för sin roll som en aggressiv erövrare. Under 1900-talet minskade glorifieringen av Gustav II Adolf, men hans betydelse som militär och politisk ledare förblev framträdande, särskilt i Tyskland. Flera lutherska kyrkor i Tyskland är uppkallade efter honom, liksom den lutherska skolan Gustavus Adolphus College i USA. I Sverige, Finland och Estland lever hans minne kvar genom flera statyer och torg och hans dödsdag firas årligen under namnet Gustav Adolfsdagen.

## Titel
Gustav II Adolfs fullständiga titel på svenska löd: Wij Gustaf Adolph medh Gudz nåde, Sueriges, Giötes och Wändes konungh och storfurste till Finlandh, Hertigh wtij Estlandh och Carelen, herre vtöfuer Ingermanlandh.

## Barndom och uppväxt (1594–1611)

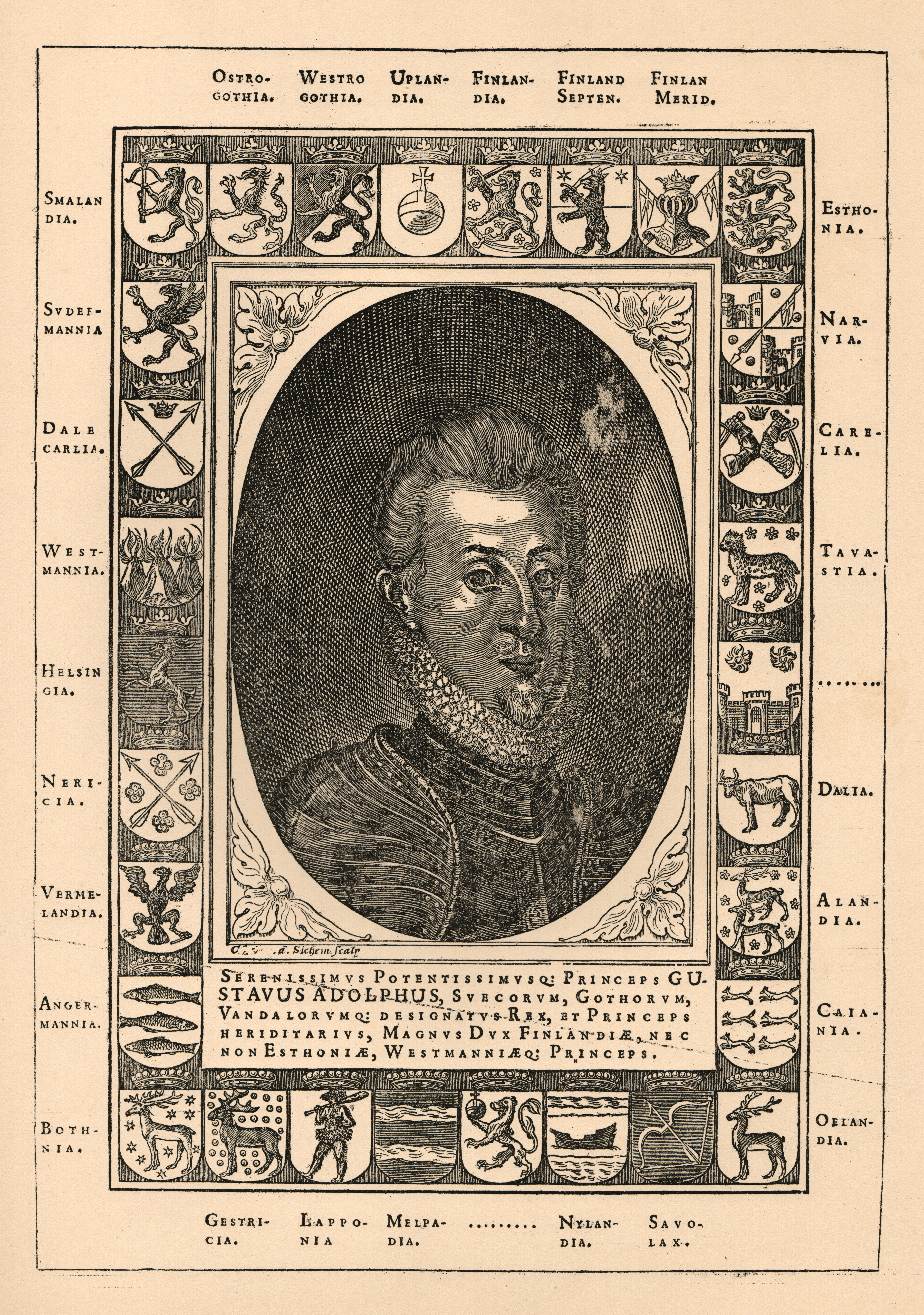
Ungdomsporträtt av Gustav Adolf, utförd av Christopher van Sicher 1610.

Gustav II Adolf föddes på slottet Tre Kronor den 9 december 1594 som son till den dåvarande hertigen Karl (senare kung Karl IX) och dennes hustru i andra äktenskapet, Kristina av Holstein-Gottorp. Namnet Gustav bar han efter farfadern, kung Gustav Vasa, och namnet Adolf efter morfadern, hertigen Adolf av Holstein-Gottorp. Han hade två yngre syskon, Maria Elisabet och Karl Filip, liksom halvsystern Katarina Karlsdotter Vasa, halvbrodern Carl Carlsson Gyllenhielm och kusinen hertig Johan. Gustav Adolf tillhörde genom sin härstamning på mödernet från det holsteinska huset också kretsen av de tyska furstesläkter ur vilka förkämparna för protestantismen framgått, inklusive Filip den ädelmodige av Hessen, Moritz av Sachsen, Vilhelm av Oranien och Moritz av Oranien. Den unge hertigsonen växte mestadels upp på Nyköpingshus i Nyköping, varifrån hans far styrde sitt hertigdöme, som bestod av Värmland, större delen av Södermanland och Närke och vissa socknar i Västmanland och Västergötland.
Sveriges kung vid Gustav Adolfs uppväxt var sedan 1592 Sigismund, son till hertig Karls bror kung Johan III, som sedan 1587 även var kung av det polsk-litauiska samväldet. Sigismund, som var romersk-katolik, stöttade katolicismen i Sverige, vilket ledde till att reformationen och den av hans farfar Gustav Vasa inledda antikatolicismen i Sverige avstannade under hans regeringsår. På grund av detta och andra anledningar, startade hertig Karl ett avsättningskrig mot Sigismund med målet att bryta den svensk-polska unionen och slutföra reformationen i landet. Inledningsvis mötte hertig Karl motstånd, men segrade till slut i kriget i och med slaget vid Stångebro i Östergötland, varmed Sigismund drog sig tillbaka till Polen-Litauen och tidigare kungatrogna i Sverige under konflikten straffades hårt, bland annat genom Linköpings, Kalmar, Åbo och Viborgs blodbad.
Gustav II Adolfs väg till tronen var en process som präglades av militär träning, politiska intriger och internationella konflikter. Redan som barn introducerades han till maktens centrum genom sin faders handlingar och de militära kampanjer som präglade tiden. Norrköpings arvförening 1604 fastställde Karl som Sveriges kung och etablerade Gustav Adolf som kronprins, följd av hans arvingar samt prins Karl Filip och hertig Johan och deras manliga arvingar. Från en tidig ålder deltog Gustav Adolf i riksrådets överläggningar och genomgick en militär utbildning, främst genom kontakter med erfarna krigsmän, inklusive utländska officerare som kom till Sverige efter det spansk-nederländska krigets slut 1609.

### Utbildning
År 1602 förordnades magistern Johan Schroderus (senare adlad Johan Skytte) till Gustaf Adolfs lärare, med Johannes Bureus som sitt biträde. Förebilden i kronprinsens läroplan var den franske författaren Philippe de Commines, vars år 1524 utgivna verk Memoirés behandlade kungarna Ludvig XI:s och Karl VIII:s regeringstider. Andra förebilder var verk skrivna av filosoferna Justus Lipsius och Pierre de la Ramée. Från sina lärare undervisades kronprinsen inom religion, moderna språk, grammatik, retorik, dialektik, aritmetik, geometri, optik, musik, astronomi, geografi, mekanik, politik, historia och juridik. I fråga om retoriken framhölls drottning Elisabet som en förebild.
Kronprinsen lärde sig att utomordentligt väl behärska modersmålet tyska och svenska. Under sina unga år hade prinsen införskaffat utmärkta kunskaper även inom latin, nederländska, franska och italienska, liksom med tiden lärt sig tala lite spanska, engelska, skotska, polska och ryska. De moderna språken skulle främst studeras för att Gustav Adolf skulle kunna inhämta den militära litteraturen, inklusive om vilka krigsmaskiner som Moritz av Oranien använde. Han skulle dessutom upptränas inom ridderliga idrotter såsom ridning och bruk av vapen, liksom läsa om Alexander den stores och Julius Caesars fälttåg och Karl Knutsson och hans far Karls regeringstider. Kronprinsen var en mycket begåvad och läraktig elev och förblev lojal mot sin far och dennes politik.

### Åren som tronarvinge

Gustav II Adolf iförd riddarrustning. Målning av okänd konstnär.

Karl IX:s regeringstid präglades av konflikter, särskilt mot Polen efter att kung Sigismund avsatts som Sveriges kung 1599. Hertig Karl ledde svenska styrkor i ett krig mot Polen, som inleddes 1600. Gustav Adolf, tillsammans med sin familj, vistades i Reval under början av fälttåget i Livland, och Karl förde dem senare till Åbo i Finland innan de återvände till Stockholm 1602 efter en slädfärd runt Bottniska viken. Trots de polska striderna blev Sveriges engagemang i Ryssland en central fråga under "Stora oredan", den period då Ryssland var i kaos efter tsar Boris Godunovs död. Sigismunds son Vladislav utropades till tsar, men svenskarna, under fältmarskalk Jakob De la Gardies ledning, övervägde att sätta Gustav Adolf eller hans bror Karl Filip på den ryska tronen. Gustav Adolf valdes till rysk storfurste 1611, men den svenska ambitionen att dominera Ryssland avbröts när Michail Romanov utropades till tsar 1613, och den nya dynastin Romanov tog makten.
Samtidigt som Sverige var inblandat i konflikter med både Polen och Ryssland, valde Danmarks kung Kristian IV att anfalla Sverige 1611. Detta blev startskottet för Kalmarkriget, där danska trupper angrep svenska fästningar som Älvsborg, Jönköping och Kalmar. Gustav Adolf fick sitt första militära befäl i detta krig när han ledde en framgångsrik attack mot Kristianopel, en nyanlagd dansk gränsstad. Sveriges situation var dock fortsatt svår, då Kalmar slott och Öland föll till danskarna i augusti 1611. Gustav Adolf fick därefter uppdraget att återerövra Öland och lyckades besegra en dansk styrka vid Räpplinge i september, vilket ledde till att danskarna tvingades lämna ön efter en belägring av Borgholms slott, som föll den 7 oktober.
Gustav Adolf hade också börjat spela en aktiv roll i Sveriges inrikespolitik. Vid riksdagen 1609 höll han sitt första offentliga tal, och under faderns sjukdom, som följde ett slaganfall, fick han successivt ta över fler regeringsuppgifter. Vid riksdagen i Örebro 1610 deltog han ofta i regeringens framställningar till ständerna, och när Karl IX avled den 30 oktober 1611, blev Gustav Adolf den självklara tronarvingen. Karl hade under sina sista dagar fattat beslut om försvarsåtgärder för vintern, men när han dog var det Axel Oxenstierna, riksrådets inflytelserikaste man, som styrde processen för Gustav Adolfs trontillträde. Efter Karl IX:s död sammankallades en riksdag i Nyköping, som öppnades i december 1611. Drottning Kristina och hertig Johan överlämnade regeringen till Gustav Adolf den 16 december. Förhandlingarna om kronprinsens trontillträde leddes av Oxenstierna, och Gustav Adolf ställdes inför ett val: antingen skulle han acceptera en kungaförsäkran som begränsade hans makt, eller så skulle han under ett år vara omyndig och därefter under sex år dela regeringsmakten. Han valde att acceptera kungaförsäkran, dock med vissa modifieringar. Försäkran innehöll inskränkningar av kungamakten till förmån för högaristokratin. Både riksrådets och ständernas inflytande poängterades i kungaförsäkran genom att kungen inte fick stifta lag, börja krig, sluta fred, stillestånd eller förbund utan deras samtycke. Den 26 december 1611 blev Gustav Adolf, endast 17 år gammal, Sveriges fullmyndige kung med ständernas godkännande och tog därmed titeln Gustav II Adolf. Oxenstierna blev utsedd av den nyblivne kungen till Sveriges rikskansler och kom att bli Gustav II Adolfs mest förtrogne tjänare.

## Första regeringsåren (1611–1617)

### Kriget med Danmark

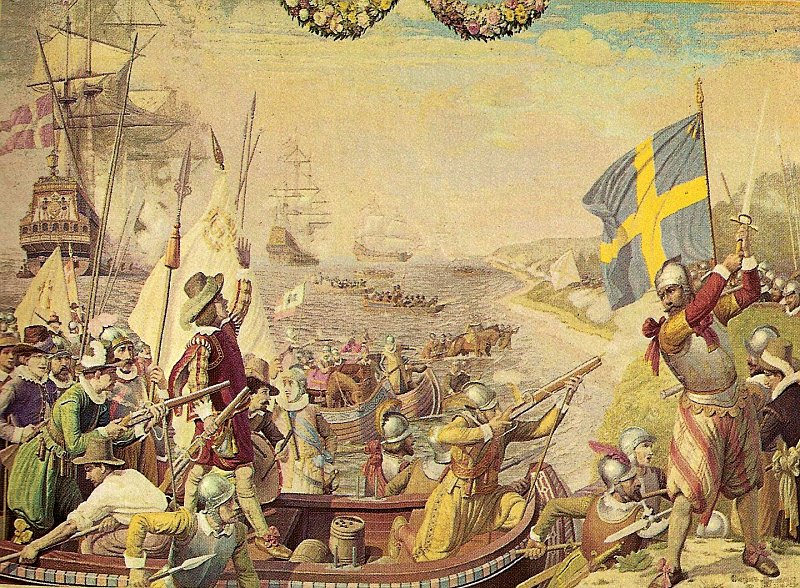
Kalmarkriget illustrerat på en 1800-talsgobeläng, tillverkad som kopia på en 1600-talsgobeläng förstörd i samband med Frederiksborgs slottsbrand 1859.

Vid slutet av 1612 års fälttåg hade Kristian IV av Danmark lyckats ta kontroll över viktiga fästen i Sverige, inklusive Kalmar slott, Lödöse och Älvsborg, men misslyckades med sina försök att erövra Jönköping och Stockholm. Gustav II Adolf, som strävade efter att återta Kalmar, insåg att slottet var alltför välbefäst för en direkt attack. Medan hertig Johan och fältmarskalk Jesper Matsson Krus förberedde försvar av västra Sverige, genomförde Gustav II Adolf ett plundringståg i Skåne. Den 5 februari 1612 ledde kungen en svensk armé in i nordöstra Skåne, där de plundrade och brände ner 24 skånska kyrksocknar, inklusive staden Vä. Tanken var att attackera Åhus, men kungen tvingades dra sig tillbaka när danska trupper tog staden. Istället fortsatte han norrut mot Vittsjö, men den 11 februari överrumplades hans trupper av danskt kavalleri, vilket resulterade i stora förluster för svenskarna. Kungen själv hamnade i livsfara men räddades av Per Banér. Under vintern och våren reste Gustav II Adolf till Stockholm för att hantera regeringsärenden och delta i sin faders begravning.
Den 18 september 1612 föreslog Kristian IV ett gränsmöte för att diskutera fred. Danskarna hade varit framgångsrika, men kriget hade varit kostsamt, delvis på grund av användningen av legosoldater. I slutet av november 1612 möttes diplomater på gränsbron vid Sjöaryd, inte långt från den danska byn Knäred. Gustav II Adolf befann sig i Värnamo, men deltog även inkognito i förhandlingarna. Freden i Knäred slöts den 21 januari 1613, där Sverige stod som förlorande part. Det hårdaste villkoret var den dryga Älvsborgs lösen på en miljon riksdaler specie för att återfå Älvsborg, Lödöse samt sju härader i Västergötland. Sverige behövde samla in dessa medel, vilket ledde till tuffa ekonomiska pålagor på befolkningen. Beslutet om hur kostnaderna skulle fördelas togs utan att bönderna var representerade, och även kungen fick smälta ner sitt bordssilver för att bidra. Fyra kammarråd, inklusive Johan Skytte, ansvarade för indrivningen av medel. När detta inte räckte var Sverige tvunget att låna pengar från Nederländerna, en skuld som aldrig helt återbetalades. Försäljningen av koppar blev avgörande för att finansiera lönen. År 1618 var Sverige fortfarande skyldig pengar för Älvsborgs lösen. En kraftsamling gjordes för att få fram de sista medlen, och i början av 1619 betalades hela summan, vilket återställde Älvsborg och dess omgivningar till svensk kontroll. Kalmarkriget och de ekonomiska påfrestningarna av Älvsborgs lösen ledde till en allvarlig ekonomisk kris för Sverige. Trots detta blev Sverige diplomatiskt mindre isolerat, med närmare relationer till England och Nederländerna, vilket resulterade i ett försvarstraktat med Nederländerna i april 1614.

### Kriget med Ryssland

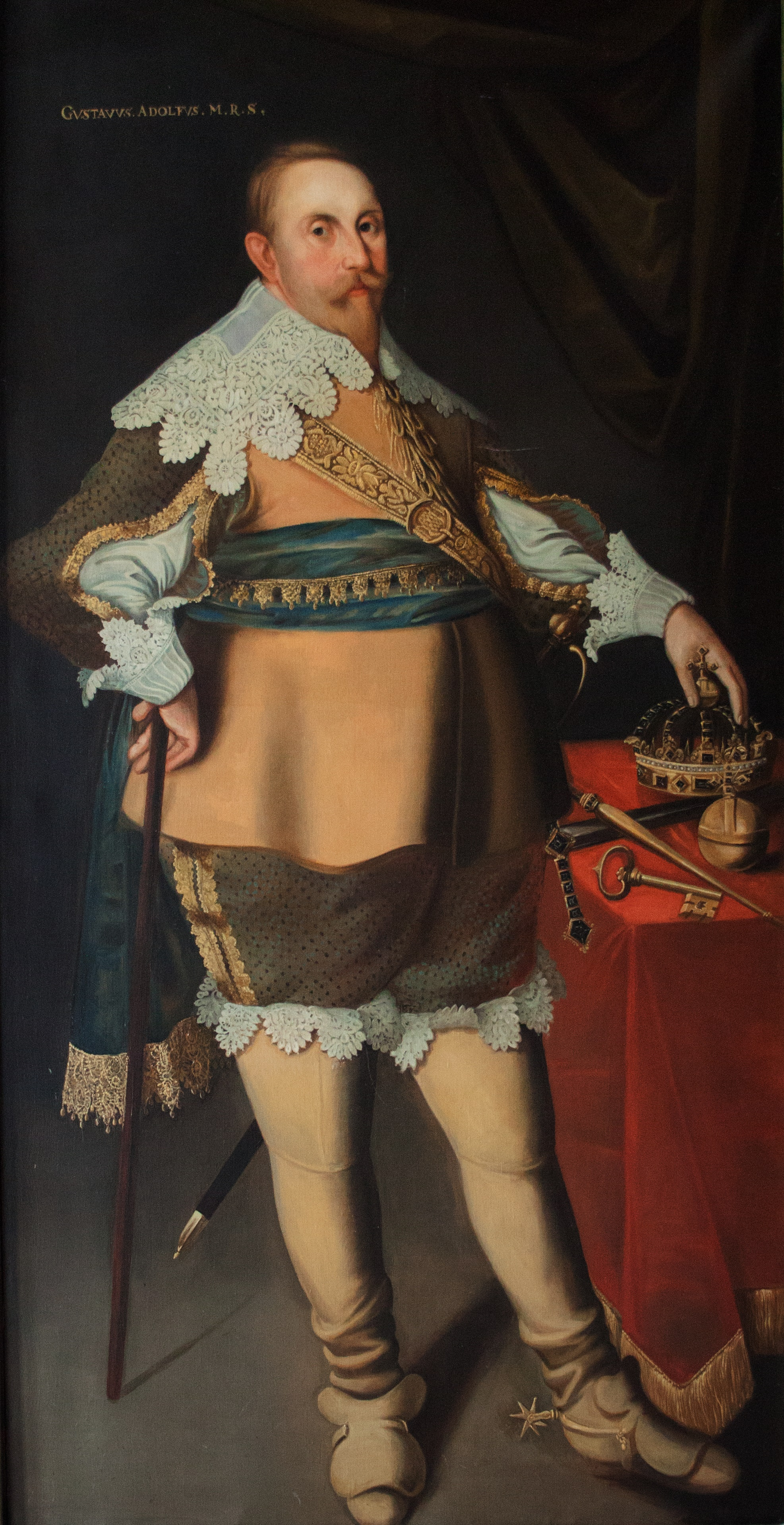
Gustav II Adolf av Jacob Heinrich Elbfas.

Efter det danska kriget avslutades även det ryska kriget, och Gustav II Adolf gav i maj 1613 instruktioner till Jakob De La Gardie angående tsarvalet av Karl Filip. Om Karl Filip inte blev vald, ville Sverige etablera en fästningsgördel i Pskov och Ladoga samt få kontroll över ishavsområdet och Archangelsk. Sverige siktade på att få monopol på Rysslands handel i Östersjön och Ishavet. De La Gardie varnade kungen för att ett sådant expansionistiskt mål skulle kunna driva Ryssland närmare Polen. I början av 1614 sammankallades en riksdag i Örebro, där kriget mot Ryssland var huvudfrågan. Gustav II Adolf strävade efter fred, men ville kombinera detta med territoriella vinster. Änkedrottningen och hertig Johan förespråkade en fred utan stora landvinster, medan Axel Oxenstierna påpekade att Sverige inte kunde föra två krig samtidigt. Därför var det nödvändigt att sluta fred med Ryssland, då konflikten med Polen var mer grundläggande. Det beslutades att förstärka trupperna för det ryska kriget. Ryska trupper hotade Novgorod, som De La Gardie hade erövrat i juli 1611. En svensk seger i juli 1614 säkerställde ockupationen av staden, där Gustav II Adolf själv deltog i striderna. Hans resa till de ryska områdena var äventyrlig, bland annat upplevde han en brand vid Åbo slott. Vid sin ankomst till krigsskådeplatsen deltog kungen i sin första belägring vid Gdov, där staden gav upp efter två stormningsförsök i september 1614.
Under 1615 fokuserade svenskarna på att inta Pskov, vilket ledde till ökad rekrytering och finansiell belastning. Sjön Peipus användes för transporter, och i september belägrades staden. Samtidigt inleddes fredsöverläggningar, vilket tvingade svenskarna att dra tillbaka sina trupper utan att uppnå sina krigsmål. I februari 1616 erbjöd Jakob I av England sina medlingstjänster, vilket båda parter accepterade. Huvudmedlaren, John Mericke, sökte förhandla fram ett stillestånd för att underlätta fredssamtalen. Svenskarna ville dock först förbättra sin förhandlingsposition genom militära framgångar. Fredsförhandlingarna fortsatte under hösten 1615 och in i följande år i Diderina, sydost om Novgorod. Trots att svenskarna inte gjort några stora vinster i kriget mot Ryssland, var ryssarnas förhandlingsläge svagt, då de också krigade mot Polen. Slutförhandlingarna ägde rum i Stolbova i februari 1617, där fredsavtalet undertecknades den 27 februari. Genom freden erhöll Sverige Ingermanland med Nöteborg och Kexholms län, vilket innebar att flera ryska fästningar, som Ivangorod och Kexholm, blev svenska. Novgorod återlämnades till Ryssland och gränsen drogs genom Ladoga. Sverige fick dock inte kontroll över den ryska Östersjöhandeln eller Ishavshandeln, vilket begränsade de förväntade vinsterna av konflikten.

### Rättspolitik
Inrättandet av Svea hovrätt i februari 1614, på initiativ av Axel Oxenstierna, markerade en viktig förändring i Sveriges rättsliga och administrativa historia. Hovrätten skapades för att kunna utdöma "kungadom" både i kungens närvaro och frånvaro, samt för att ersätta Lübecks Oberhof, som tidigare hanterat överklaganden från den svenskskontrollerade staden Reval. Snart uppstod dock en konflikt mellan Oxenstiernas strävan efter lagstadgade former och Gustav II Adolfs önskan att bevara sin makt. Rättegångsordningen ändrades för att möjliggöra revision, men kungen var noga med att använda detta verktyg sparsamt. Kungen blev efteråt involverad i Erik Jöransson Tegels och Nils Chesnecopherus arvsrättskonflikt, liksom i Johannes Messenius högförräderidom. Under senare delen av sin regeringstid grundade Gustav II Adolf Åbo hovrätt i Finland år 1623 och Dorpats hovrätt i Livland år 1630, då kungen ville säkerställa att rättvisa och rättssäkerhet bättre kunde upprätthållas för hela det svenska riket.
Under denna tid hotades statsledningen av uppror från allmogen. Hösten 1613 spreds rykten om att soldater deserterade från kriget i Ryssland, vilket ledde till att allmogen sympatiserade med de rymda soldaterna. Gustav II Adolf utfärdade dödsdomar för deserterande soldater, men efter ett möte med Oxenstierna och andra rådsmedlemmar i Västerås lovade han att dessa skulle slippa straff om de återvände snabbt. Det uppstod även ett uppror bland bönderna i Dalarna, som krävde att alla adelsmän skulle dödas. Kungen reste själv till Leksand för att möta prosten Elaus Terserus, som fick i uppdrag att lugna bönderna. Vid årsskiftet 1616-1617 inträffade en annan allvarlig händelse då bönder i Västbo härad i Småland, inför häradshövdingen, dödade en hatad tingsskrivare. Kungen beordrade att alla bönder i häradet skulle samlas i Jönköping. Under denna sammankomst dömde han både anstiftarna av dråpet, liksom fogden som befanns ha gjort tjänstefel, till avrättning. Dessutom ålades alla män i häradet mellan 15 och 60 år en särskild penningbot. De dråpare som flytt till Danmark förklarades fredlösa i hela Sverige.

### Kärleksrelationer

Gustav II Adolf och Ebba Brahe av en okänd konstnär.

Karl IX och hans hustru Kristina önskade att Gustav II Adolf skulle få en furstlig gemål. År 1610 skickade Karl IX en svensk beskickning till England, där Johan Skytte och Gustav Stenbock fick positiva intryck av prinsessan Elisabet Stuart, medan kung Jakob I också visade intresse för Gustav II Adolf. Dock motsatte sig Jakob I maka, Anna av Danmark, att Danmarks fiende skulle bli hennes svärson. År 1611 kom den unga damen Ebba Brahe till det svenska hovet. Mellan nyåret 1613 och några år framåt skrev Gustav II Adolf kärleksbrev till henne och kallade henne för "Wällborna Fröken, hiertans aldra kiäraste". Relationens utveckling motarbetades av hans mor, som var fientligt inställd till Ebba. Magnus Brahe, Ebba Brahes far, ville inte inblandas i konflikter inom den kungliga familjen och gav därför ingen hjälp. Kristina hade andra planer och ville att Gustav II Adolf skulle gifta sig med en dotter till lantgreven av Hessen, men kungen visade inget intresse för detta alternativ. Kärleksrelationen med Ebba Brahe avklingade under 1615, i samband med att Gustav II Adolf, inför belägringen av Pskov, inledde en ny relation med holländskan Margareta Slots, som var gift med den avlidne ingenjören Andries Sessandes. I maj 1616 födde Margareta deras son, Gustaf Gustafsson af Vasaborg. När Margareta senare gifte om sig erhöll hon som kunglig donation Benhammars gård i Vallentuna.

### Kröning och riksdagar
År 1617 sammankallades två ständerförsamlingar i Sverige; den första i Örebro i början av året och den andra i Stockholm i slutet av sommaren. Resultatet av riksdagen i Örebro blev Örebro stadga, som fastställde stränga åtgärder mot katoliker och dem som hade kontakt med Sigismund av Polen. Enligt stadgan skulle personer som sände unga män till Polen för att studera vid jesuitkollegium eller som reste dit straffas. De som konverterade till katolicismen skulle bli fredlösa, och alla katoliker ("papister") hade tre månader på sig att lämna landet. Den som försökte dölja sin katolicism riskerade dödsstraff. Örebro riksdag var även betydelsefull eftersom den inledde tillämpningen av 1617 års riksdagsordning, som angav riktlinjer för riksdagens förhandlingar.
Under riksdagen i Stockholm, som inleddes senare samma år, höll Gustav II Adolf tre viktiga tal den 26, 27 och 29 augusti. I dessa tal förkunnade han Sveriges seger över Ryssland och betonade sin plikt som kung. Samtidigt riktade han kritik mot Polen och förklarade att det var omöjligt att fortsätta fred med detta land. Trots ett stillestånd som gällt sedan 1611 hade Sigismund vägrat att erkänna Gustav II Adolf som kung av Sverige. Vid denna tidpunkt hade svenska krigshandlingar mot Polen redan inletts. Kröningen av Gustav II Adolf ägde rum den 12 oktober 1617 i Uppsala domkyrka, ledd av ärkebiskop Petrus Kenicius. I samband med kröningen hölls en tornering inspirerad av tyska hovtraditioner, och festligheterna avslutades med den första teologie doktorspromotionen vid Uppsala universitet. Kungen utnämnde doktorerna, som inkluderade ärkebiskop Kenicius, biskop Paulinus samt hovpredikanterna Johannes Rudbeckius och Johannes Bothvidi.
Kröningen gav Gustav II Adolf ökad auktoritet både inåt gentemot de egna undersåtarna och utåt gentemot andra stater. Kungens auktoritet stärktes ytterligare genom att viktiga opponenter bortföll. Hertig Johan dog 1618, varpå hans hertigdöme drogs in. Prins Karl Filip blev inte myndig 1617, vilket han hade önskat.

## Giftermålet med Maria Eleonora (1616–1620)

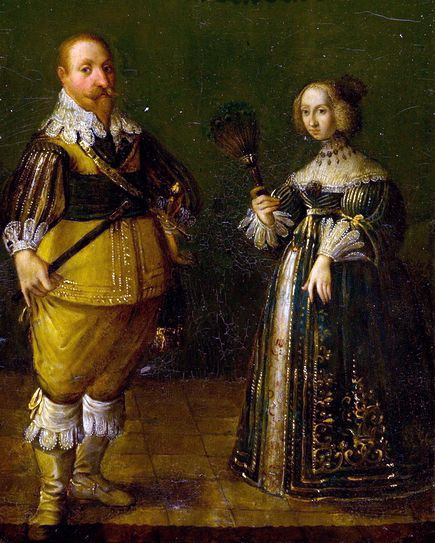
Gustav II Adolf och Maria Eleonora (1620) av Samuel Hoffmann.

När kungens mor aktivt motsatte sig äktenskap mellan honom och svenska kvinnor, föreslog hon istället dottern till lantgreven Moritz av Hessen-Kassel. Gustav II Adolf visade dock inget intresse för detta alternativ. Efter att hans tidigare kärlek Ebba Brahe hade avtagit, vände sig Gustav II Adolf mot Maria Eleonora, en prinsessa av ätten Hohenzollern. Från slutet av 1616 började Gustav II Adolf intensivt arbeta för att göra Maria Eleonora till sin gemål. Hans ansträngningar stöddes av viktiga allierade, däribland lantgreven av Hessen, svågern Johan Kasimir och kurfursten Johan Sigismund av Brandenburg. Trots detta var det betydande motstånd, särskilt från kurfurstinnan Anna av Preussen, som var djupt emot att Gustav II Adolf skulle bli svärson, särskilt eftersom han förde krig mot Polen, vars kung var länsherre över Preussen. Maria Eleonora önskade att gifta sig med Gustav II Adolf, men hennes bror, kurprinsen Georg Vilhelm, och andra inflytelserika personer, som kurfursten Johan Georg av Sachsen, motsatte sig detta äktenskap.
Under sommaren 1619 ville Gustav II Adolf agera mer beslutsamt och använde sin förtroendeman, brandeburgaren Johann Georg von Arnim, för att nå sina mål. Kurfursten Johan Sigismund hade deklarerat att ingen annan friare skulle accepteras, och att giftermålet borde ske snarast möjligt. Med detta som bakgrund rustade Gustav II Adolf för bröllop. Parallellt med detta kom ett brev från kurfurstinnan Anna till änkedrottning Kristina, där hon bad om hjälp att avstyra äktenskapet med hänvisning till att det skulle kunna skada Brandenburg i ljuset av de pågående konflikterna med Polen. Kurfurstinnan och Maria Eleonora reste till Braunschweig, vilket satte käppar i hjulen för Gustav II Adolfs planer. Trots att Johan Sigismund dog i slutet av 1618 fortsatte Gustav II Adolf sina strävanden. Konflikterna mellan den nya kurfursten och hans mor fördjupades, då hon motsatte sig förslaget att Maria Eleonora skulle gifta sig med Vladislav, son till den avlidne kurfursten. I mars 1620 anlände Arnim och Johan Kasimir till Stockholm för att planera en strategi för att "erövra" Maria Eleonora. Detta ledde till en hemlig expedition där Gustav II Adolf reste inkognito med en grupp unga män under olika alias, dels under namnet Adolf Karlsson och dels som "kapten Gars" efter initialerna i kungens latinska namn: "Gustavus Adolphus rex Sueciae (Gustav Adolf, Sveriges kung)". I Berlin fördes förhandlingar med kurfurstinnan Anna, men inga avtal kunde nås. Även i Heidelberg, där Gustav II Adolf träffade grevinnan Katarina, visade han inget intresse för alternativet till äktenskapet. Under tiden hade kung Sigismund av Polen uttryckt intresse för att gifta sin son med Maria Eleonora, vilket ytterligare komplicerade situationen. Både Anna av Preussen och Maria Eleonora var emot detta förslag, vilket stärkte Gustav II Adolfs position. Efter intensiva förhandlingar den 18 juni 1620 lyckades Gustav II Adolf övertyga Anna om att stödja hans frieri. Dagen därpå förlovade sig Gustav II Adolf och Maria Eleonora.
Den nyvalde kurfursten Georg Vilhelm protesterade mot sin mors beslut och försökte påverka situationen, men han kunde inte styra sin mor. Anna såg till att Maria Eleonora hölls borta från sin bror genom att skicka henne till Braunschweig. Efter förlovningen återvände Gustav II Adolf till Sverige, och Axel Oxenstierna fick avsluta äktenskapshandeln. Den 25 november 1620 ägde bröllopet rum i Stockholm, och tre dagar senare kröntes Maria Eleonora i Storkyrkan. Vid ankomsten till Sverige var Maria Eleonora fortfarande under 21 år, och förväntningarna på henne att snabbt föda en son var stora. Hennes första graviditet resulterade i ett missfall samma dag som Gustav II Adolf avseglade till Livland 1621. Den 16 oktober 1623 föddes deras dotter Kristina Augusta, men hon dog inom ett år, vilket orsakade stor sorg för drottningen. I maj 1625 födde Maria Eleonora en dödfödd son, och den 18 december 1626 föddes deras sista barn, dottern Kristina. I kraft av Norrköpings arvförening lät kungen redan 1627 ständerna erkänna Kristina som "rätta arvfurstinna och drottning" ifall han inte skulle få någon äkta son.

## Kriget med Polen (1617–1629)

### Erövringen av Livland

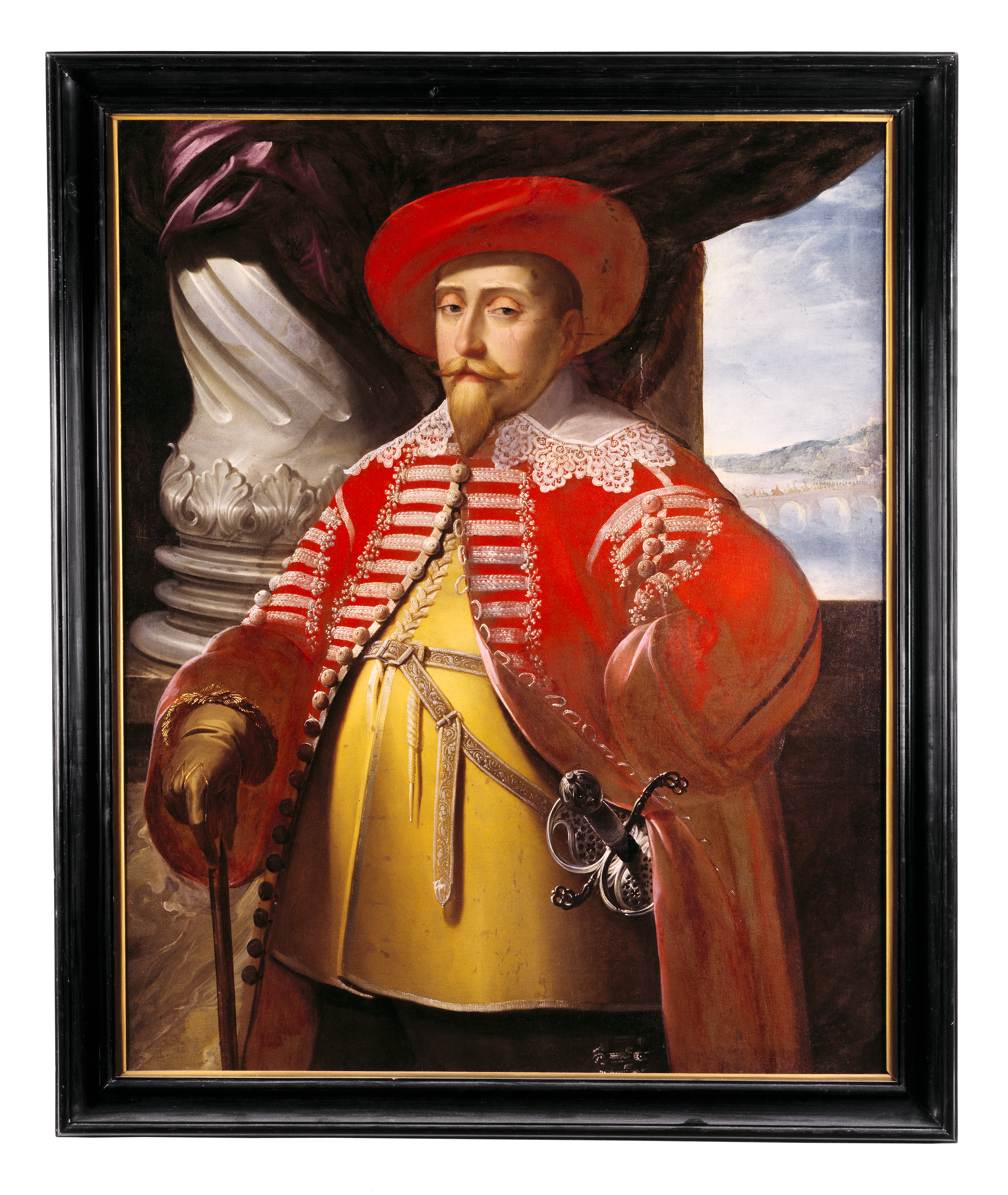
Gustav II Adolf iförd polsk rock (delia), målning av Matthäus Merian d.ä. från 1632.

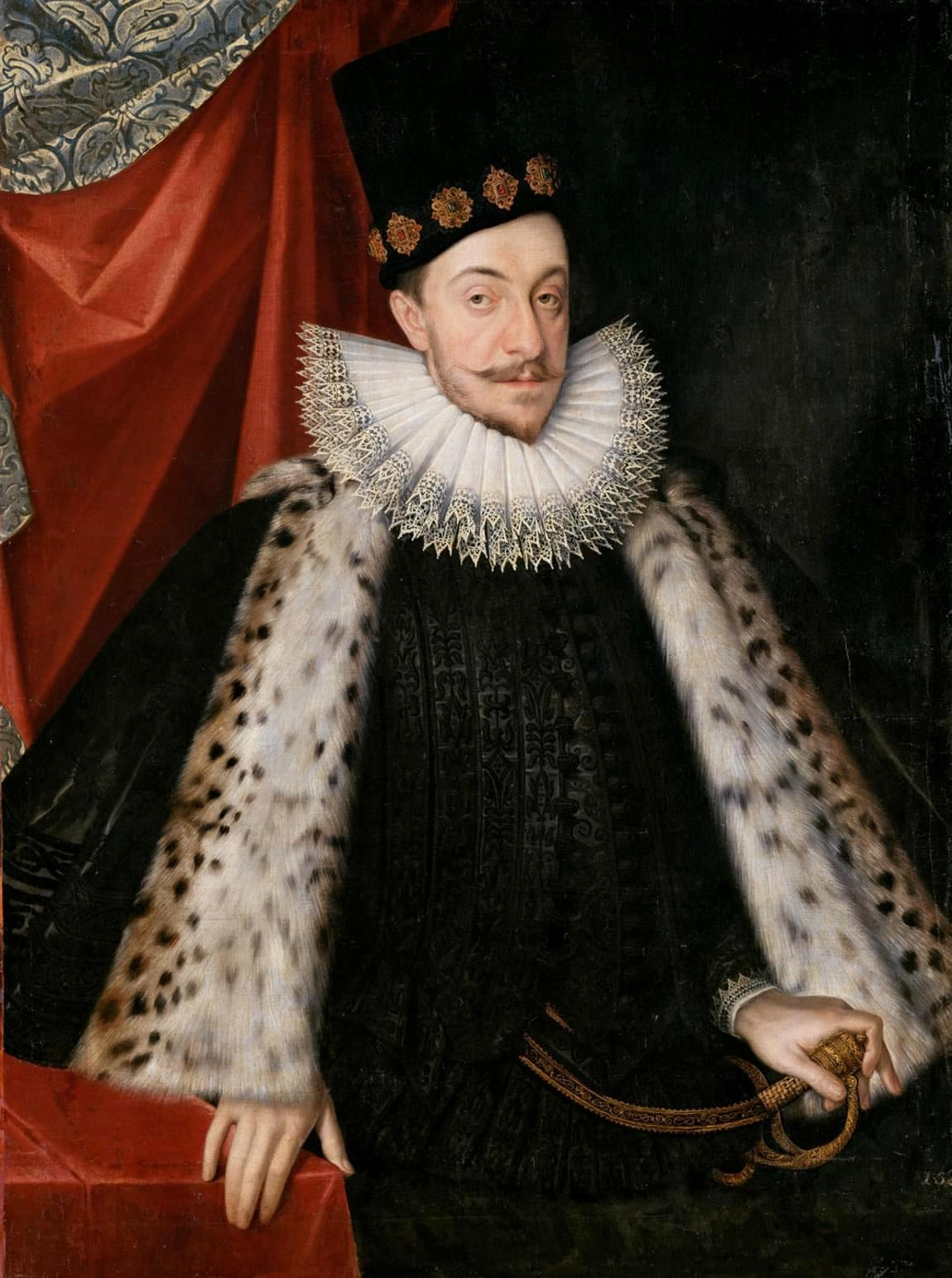
Polens kung och Sveriges tidigare kung Sigismund. Målning (1590) av Martin Kober.

Under 1617 hade Sverige kommit i krig med Polen. För svenskarna var tidpunkten lämplig, eftersom polackerna var involverade i strider både med ryssar och med det Osmanska riket. Under en kort tid hade svenskarna en betydelsefull allierad av guvernören över det polska Livland, Georg Wolmar von Fahrensbach, som mottog svenska trupper i Dünamünde i juni 1617 och hjälpte dem att erövra Pernau. Med efter hotelser från polsk sida återgick Fagrensbach i polsk tjänst och lämnade tillbaka Dünamünde till polackerna. Gustav II Adolf använde sig även av en aktiv diplomati i sin kamp mot Polen, då han under hösten 1617 skickade en beskickning, ledd av Johan Skytte, till Köpenhamn, Haag, London och Moskva. Någon framgång nåddes dock inte i dessa alliansdiskussioner. Gustav II Adolf ansträngde sig då för att få en vapenstillestånd med Polen, som kom till stånd den 28 november 1618 i Tolsburg, där det stadgades att vapnen skulle vila till den 11 november 1620. Riksdagen sammanträdde i Stockholm i juni 1621, där Gustav II Adolf förespråkade att återuppta kriget med Polen. Trots opposition från prästeståndet fick kungen ständernas godkännande i sin polska politik. Under hösten skulle en särskild landtågsgärd uttas.
Under våren 1621 hade Gustav II Adolf förberett kriget genom kraftiga rustningar. Den 22 juli 1621 utfärdades den officiella krigsförklaringen och den 24 juli seglade den stora svenska örlogsflottan ut från Sandhamn. Kungen själv ledde fälttåget som gick från Pernau mot Riga, som belägrades i slutet av augusti. Vid belägringen utsatte sig Gustav II Adolf upprepade gånger för livsfara. Efter flera uppmaningar till dagtingan gav sig Riga den 15 september. Svenskarna hade nu planer på att ta hela Livland. Men fältsjukan kom att härja den svenska armén, som efter hand inte blev operationsduglig och tvingade kungen att återvända till Stockholm i februari 1622. En av dem som insjuknade var prins Karl Filip, vars tillstånd förvärrades till den grad att denne dog den 25 januari 1622 i Narva. Till följd av riksdagen i april 1622, där Gustav II Adolf begärde ökade skatter för krigsfinansieringen, kunde han återvända till krigsskådeplatsen i sommaren 1622 och erövra fästningen Mitau söder om Riga. Den 31 juli 1622 undertecknades ett stilleståndsavtal som skulle vara till den 21 april 1623, men som senare förlängdes till den 31 maj 1624.
Gustav II Adolf avseglade till Danzig i juni 1623. I förhandlingarna mellan kungen och Sigismund kunde staden framgångsrikt slå vakt om sin neutrala ställning. I samband med besöket avslog Gustav II Adolf en polsk propå om underhandlingar för en mer defensiv fred. Följande år, 1624, försökte Gustav II Adolf ha nytt krig med Polen, men samtidigt som han förberedde kriget förhandlade sig Jakob De la Gardie fram till förlängt stillestånd fram till den 1 juni 1625. I ett utskottsmöte med ständerna i början av mars 1625 beordrade kungen De la Gardie att säga upp stilleståndsavtalet. Till de protestantiska staterna framhöll Gustav II Adolf dels att det var polackernas fel att strider skulle återupptas, dels att detta var ett led i den stora kampen mellan katoliker och Protestanter. Den 28 juni 1625 avseglade kungen med sin armé utanför Nynäshamn och anlände till floden Dünas mynning ett par dagar senare. Senare kunde trupperna erövra fästningarna Kokenhusen, Birzen och Bauske, staden Dorpat och hela östra Livland. Gustav II Adolf försökte vidga kriget genom att med förhandling få Ryssland och Siebenbürgen som medkrigförande, men dessa vägrade att angripa Polen.

### Offensiven i Preussen
Den svenska armén behöll sin stridsberedskap över vintern 1625 och 1626. Den 7 januari 1626 möttes kungen och hans trupper av en polsk styrka strax söder om Düna, som de lyckades besegra i slaget vid Wallhof. Några dagar efter slaget lämnade kungen sina trupper och återvände till Sverige. I stället lät han inrikta sig på att angripa Polen i Ostpreussen, där han skulle kunna utöva större tryck mot sin fiende. Syftet var i första hand att polackerna skulle erkänna honom som svensk kung och acceptera Livland som svenskt land. Den 23 juni 1626 avseglade kungen och ankrade senare vid Pillau väster om Königsberg. Utan svärdsslag kunde svenskarna under sommaren erövra städerna Brauensberg, Fischhausen, Elbing och Marienburg. Samtidigt använde svenskarna maktspråk mot Danzig, blockerade dess handel och tog ut stora avgifter på Wisła-trafiken. Först den 22 september kunde Gustav II Adolf konfrontera med Sigismunds trupper vid Mewe. Slaget vid Mewe blev en svensk framgång, men då Gustav II Adolf insjuknade i oktober var han oförmögen att förfölja Sigismunds retirerande trupper. Han stannade i Sverige från oktober 1626 till maj 1627, medan Axel Oxenstierna utsågs till generalguvernör på Preussen. Karl I av England utnämnde Gustav II Adolf till riddare av Strumpebandsorden 1627.

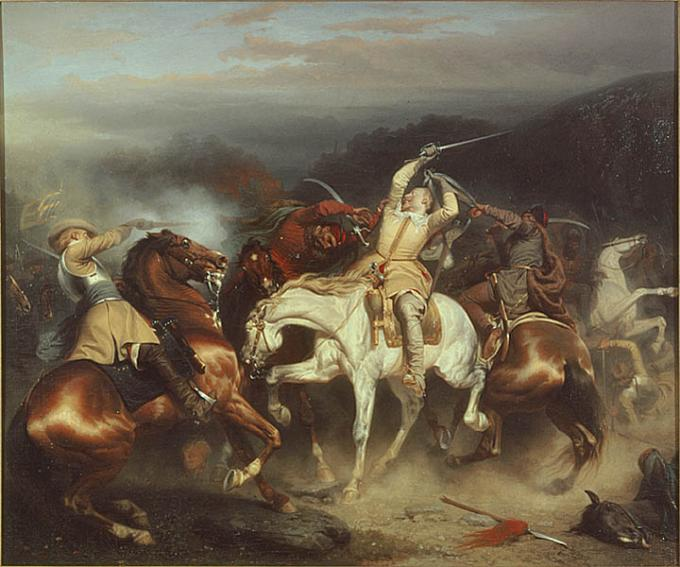
Gustav II Adolf vid Stuhm (1853) av Carl Wahlbom.

Vid sin återkomst till krigsskådeplatsen 1627 hamnade Gustav II Adolf i dödlig fara upprepade gånger. Vid en misslyckad flodövergång av Wisła den 23 maj blev kungens båt beskjuten och höll på att sjunka, medan kungen själv blev lätt sårad. Den 7 augusti 1627 drabbades kungens trupper samman med en polsk styrka i slaget vid Dirschau. Då kungen själv befann sig långt framme i den svenska stridslinjen blev han synlig för polackerna, varpå två polska soldater sköt ner kungen med ett par muskötskott. En muskötkula hade träffat "tu finger ifrån strupen i halssen på högre sijdan, så att loded gick öfver axlebeenet och fastnade baak till öfver skulderbladed i musklerna, så att armen slog i högden". Kungen överlevde striden, men kulan blev kvar i axeln, vilket resulterade i att han fick permanent stelhet i sin högra arm och känselförlust i två fingrar på höger hand. I oktober återvände kungen till Kalmar och Sverige. En riksdag sammanträdde i början av december, där kungen och de församlade diskuterade om den fortsatta krigspolitiken och beslutade om nya skatter och utskrivningar. Man kom överens om att Sverige nu skulle ha tre arméer, en i Preussen, en i Livland och en i Sverige. Armén i Preussen gav besked om att kriget skulle fortsätta där.
Den 12 maj 1628 avseglade Gustav II Adolf från Stockholm mot Preussen. Där tågade han med sina trupper söderut längs floden Wisła för att skaffa sig ett större basområde. Den 15 juli 1627 inledde Gustav II Adolf en belägring av Danzig efter en strid där den svenska armén mötte den polska flottan, som drog sig tillbaka efter stora förluster men räddades delvis av ihållande regn. Trupperna led av den polska gerillakrigföringen, liksom att flera soldater insjuknade eller rymde från armén. På grund av dödläget tvingades Gustav II Adolf avbryta belägringen den 22 oktober. Kungen landsteg på Ölands norra udde den 1 november och i Kalmar gjorde upp krigsplaner inför det kommande året. Den 21 maj 1629 var kungen åter i Preussen, där han kom i direkt konfrontation med polska och kejserliga trupper vid Honigfelde öster om Wisła den 17 juni. De svenska förlusterna blev större än de polsk-kejserliga och kungen själv var nära på att bli tillfångatagen av polska kosacker. Efter striden var både arméerna i ett alltmer eländigt skick samt att krigsområdet var utomordentligt utarmat.
Under krigets gång har England, Nederländerna och Brandenburg ogillat svenskarnas krigföring i Preussen. År 1629 tillkom även Frankrike som ytterligare ett land som var berett att söka mäkla fred. Den 16 juli 1629 mottogs Gustav II Adolf av det franska sändebudet Hercule de Charnacé i Marienburg, som framhöll vilka viktiga uppgifter som väntade den svenske kungen i Tyskland. Den 30 juli inleddes förhandlingar mellan Sverige och Polen, med Charnacé som medlare. Efter ett tillfälligt sammanbrott i förhandlingarna ingrep medlare från Brandenburg och England. Trots svårigheter närmade sig parterna varandra och den 13 september kunde ett avgörande möte hållas i byn Altmark på gränsen till det svenska intresseområdet. Resultatet blev ett vapenstillestånd på sex år. Sverige skulle behålla hela Livland ner till floden Düna, medan i Preussen skulle Sverige erhålla området öster om Wisła samt Frisches Haff med landtungan Frische Nehrung. Från hertigdömet Preussen fick svenskarna området norr om Memel ner till Pillau. Av utomordentlig betydelse för svenskarna var att de i fortsättningen skulle kunna ta upp tull vid Pillau och Danzig. Dessa så kallade licenter gick upp till 3,7 miljoner riksdaler årligen, vilka var mycket viktiga för den svenska statsekonomin. När stilleståndet gick ut 1635 och ny förhandling skedde förlorade Sverige dessa licenter.

## Inrikespolitik (1620–1632)

### Böndernas situation

Gustav II Adolf av en okänd konstnär.

Även om Gustav II Adolfs regeringstid präglades av krig, både sådana han ärvt och sådana han själv sökt, var det också en tid av inre utveckling i Sverige. Sveriges resurser hade ansträngts till det yttersta för att betala Älvsborgs lösen, som slutligen betalades 1619, men redan 1620 krävde kungen en ny skatt. Vid ett utskottsmöte beslutades om en särskild boskapspenning som skulle gälla under två år och tas ut på allmogens boskap samt med en avgift på utsäde. Frälsebönder betalade hälften så mycket som skatte- och kronobönder, och skatten motiverades av kriget mot Polen. Bönderna protesterade genom att gömma sin boskap, men skatten förlängdes, fördubblades 1624 och utsträcktes till alla stånd 1627. Skatten var i kraft under hela Gustav II Adolfs regeringstid. Andra skatter infördes också, som kvarntullen från 1625, som innebar en avgift på all mald säd, men bönder med egna kvarnar betalade istället en fast avgift. År 1628 införde kungen även tremarkshjälpen, en skatt på tre mark per person över 12 år, som betalades i kopparmynt.
Krigen ledde till att adelsmän fick köpa kronans jord för att snabbt skaffa medel till krigföringen, vilket minskade mängden beskattningsbar mark. Försäljningen av kronojord inleddes 1622 och omfattade både stora och små enheter, trots att dessa frälseköp stred mot Norrköpings riksdagsbeslut från 1604, som förbjöd kronan att avhända sig jord utan återköpsrätt. Donationer utan krav på motprestation hade samma effekt. Under Gustav II Adolfs regeringstid drogs vissa förläningar in om mottagarna inte fullgjorde sina skyldigheter, men försäljningen av kronojord ökade under Kristinas förmyndarregering och nådde sin kulmen under hennes regeringstid mellan 1645 och 1654, vilket resulterade i att adeln 1655 ägde två tredjedelar av Sveriges jord. Denna stora överföring av egendom, som påbörjades under Gustav II Adolf, ledde senare till reduktionen i slutet av 1600-talet under Karl XI.
De svenska bönderna var, till skillnad från många andra delar av Europa, representerade i riksdagen. Deras inflytande där var dock oftast begränsat. Under Gustav II Adolfs regeringstid stärktes bondeståndets roll och utvecklades till att representera alla bönder i riket, snarare än bara det egna häradet. Bönderna började formulera skrivelser som berörde deras situation i hela landet, ofta med kritik riktad mot adeln. De klagade bland annat på den omfattande bortförläningen av jord och på den tunga skjutsningsplikten. Mellan 1630 och 1632 ersatte kungen riksdagsmöten med utskottsmöten, där bönderna inte fick delta, vilket ledde till att de protesterade mot sin uteslutning. Tidigare hade deras klagomål främst handlat om de många och långa riksdagarna.

### Städer
Mellan åren 1619 och 1624 tilldelade Gustav II Adolf stadsprivilegier till i tur och ordning Alingsås, Göteborg, Söderhamn, Luleå, Piteå, Borås, Norrtälje, Sala och Sundsvall. Vid ungefär samma tid grundades städerna Nystad, Nykarleby, Gamlakarleby och Torneå i Finland. Vidare tilldelades Umeå nya stadsprivilegier 1622, Vänersborgs föregångare Brätte blev stad 1620, och Jönköping, som brändes ner 1612, återuppbyggdes och fick nya stadsprivilegier 1614 och 1620. Syftet med grundläggandet av de nya städerna var dels att staten ville förhindra lanthandel, dels att städerna skulle bli centra för maktutövning från statens sida med bland annat ökad möjlighet till uppbörd. De nya städerna fick begränsade friheter, då det bottniska handelstvånget befästes genom att borgarna inte fick handla med utlandet.
Gustav II Adolf och hans rådgivare var angelägna om att Stockholm skulle vara en representativ stad. Sveriges begynnande maktställning skulle avspegla sig i rikets främsta stad. År 1625 förhärjades västra Stadsholmen av den "stora branden". Efter branden upprättades en ny stadsplan för detta område. Stora Nygatan, som först kallades Stora Konungagatan, utlades och gatorna i västra delen av Gamla stan kunde rätas ut. På 1630-talet började Stockholms omvandling till en stad med präktiga stenhus, såsom slotten Karlberg och Jakobsdal samt palatset Makalös. Stockholm fick under Gustav II Adolfs tid alltfler huvudstadsfunktioner. Det kungliga huset och hovet tillbringade den mesta tiden på Stockholms slott, även om kungen själv ofta var i fält. Viktiga förvaltningsfunktioner förlades till huvudstaden: Svea hovrätt och de utbyggda kollegierna med främst kammaren och kansliet. Stockholm var också centrum för landets militära upprustning, skeppsflottan, skeppsbyggnaden, artilleriet, repslageriet och krigsrustningar av olika slag. Stockholms roll som viktig befästningsort upphörde vid 1620-talet, men i stället blev funktionen som militärt centrum viktigare.

### Bruksindustrin

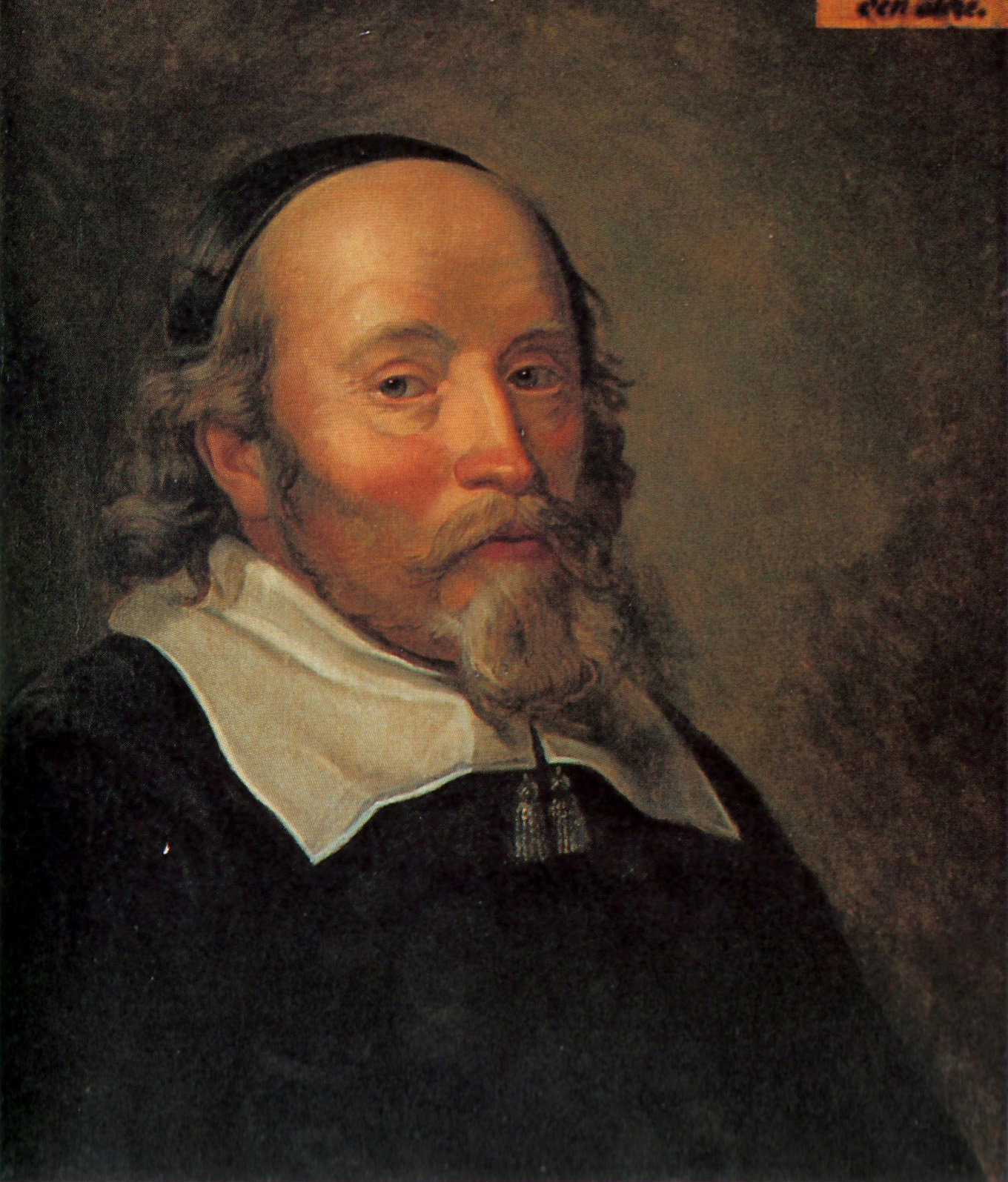
Kungen främjade vallonen Louis De Geers bruksindustri och vapenproduktion i Sverige, vilket gjorde honom känd som "den svenska industrins fader". Målning av David Beck.

Utlänningar, särskilt valloner och tyskar, spelade en avgörande roll i utvecklingen av Sveriges gruv-, koppar- och järnindustri. Vallonerna Willem de Besche och Louis De Geer var centrala figurer. de Besche anlände till Sverige 1595 och hjälpte hertig Karl att leda järnindustrin i Södermanland, medan De Geer, som kom i kontakt med de Besche 1614, arrenderade Finspångs bruk 1616. De Geer bidrog med både ledning av gruv- och krigsindustrin samt holländskt kapital. Han deltog i att utrusta svenska soldater och blev 1623 delägare i Sveriges första kopparkompani. År 1626 fick han jämte de Besche och Paul Auleander privilegium att gjuta järnkanoner vid styckebruk. År 1627 blev han svensk medborgare och erhöll jämte de Besche prolongation på arrendet av Finspång, Österby, Lövsta, Gimo, Åkers och Skeppsta bruk, arrende av Nyköpingsverken på sex år samt arrende på Lax- och Kvarnholmarna i Norrköping. De båda arrenderade flera viktiga bruk och importerade runt 1 000 vallonska arbetare främst till Uppland. Dessa bosatte sig vid bruk som Lövsta och Österby som med tiden blev samtidens största svenska industrier. Dessa invandrade arbetare, oftast kalvinister, fick behålla sin tro och bedriva gudstjänster enligt sina egna traditioner. Samtidigt som Sverige gynnades av invandring till landet, försökte staten förhindra utvandring, och ett förbud mot att lämna riket utfärdades 1620.

### Handel
År 1622 införde staten "lilla tullen", en införselskatt på varor i svenska städer, som kom att finnas kvar till 1810. Denna tull kompletterades av en accis, en skatt på all slakt, bryggning och bakning i städerna, oavsett om det var för privat bruk eller försäljning. Handeln reglerades av handelsordningen som Gustav II Adolf utfärdade 1614 och reviderades något 1617. Kronan fick sina inkomster från den internationella handeln genom den "stora sjötullen" i stapelstäder. För att upprätthålla kontrollen begränsades antalet sådana städer.
Bland Sveriges viktigaste exportvaror under 1600-talet var tjära och framför allt metaller, där koppar och järn stod för 80 procent av exportintäkterna. I början av seklet dominerade koppar, medan järnet blev viktigare mot slutet. Falu koppargruva nådde sin topp under första hälften av 1600-talet, och Sverige var då den enda europeiska exportören av koppar. Under 1620-talet steg kopparpriset innan det senare sjönk. Tidigare exporterades råkoppar, men efterhand raffinerades den och såldes som gårkoppar, medan råkopparsexport förbjöds. Mässingsindustrin började också växa fram, och koppar blev viktig för krigsindustrin. År 1625 införde Gustav II Adolf kopparmyntfot för att dra ytterligare nytta av kopparrikedomen, men trots försök att sprida systemet till andra länder var det inte framgångsrikt. När för mycket kopparmynt producerades minskade deras värde. Järnframställningen expanderade kraftigt under början av 1600-talet, med en övergång från osmundjärn till det mer lönsamma stångjärnet, vilket gjorde att export av osmundjärn förbjöds. Mellan 1615 och 1640 nästan femdubblades järnexporten, som också blev avgörande för krigsindustrin.
Viljan att reglera och kontrollera näringslivet var tydlig på flera områden. Staten bildade handelskompanier för att styra handeln och öka inkomsterna. År 1619 grundades Svenska handelskompaniet för att bland annat hantera kopparhandeln, där staten fick del av vinsten genom en koppartull och begärde lån från kompaniet. Missnöje med förvaltningen ledde till att kompaniet upplöstes 1628, och Louis De Geer och Erik Larsson tog över som kungliga faktorer för kopparförvaltningen. Ett ambitiöst projekt var Söderkompaniet, grundat 1626 av holländaren Willem Usselincx, som var medgrundare till Nederländska västindiska kompaniet. Den 21 december 1624 fick Usselincx privilegier av Gustav II Adolf till att ha monopol på Sveriges handel med Afrika, Asien, Nordamerika och Sydamerika. Trots problem med kapitalanskaffning kom Söderkompaniet att ha viss betydelse, bland annat genom att stå bakom Sveriges första expedition till Delawarebukten i Nordamerika 1638, vilket ledde till grundandet av kolonin Nya Sverige.

### Kyrkan
År 1618 publicerades Gustav II Adolfs bibel, en reviderad version av Gustav Vasas bibel, med målet att göra texten mer tillgänglig genom att införa versindelningar. Gustav II Adolf strävade efter enhetlighet, särskilt inom religionen. Reformerta kristna fick dock behålla sin tro, medan utlänningar i Göteborg med annan trosuppfattning endast tilläts fira lutherska gudstjänster. Ett undantag gjordes för Louis De Geer och vallonerna, som tilläts kalvinsk gudstjänst och Jean Calvins postilla. Judar var inte välkomna i Sverige. När Göteborg grundades diskuterades om sefardiska judar skulle få bosätta sig där för att bedriva handel, men Axel Oxenstierna motsatte sig detta bestämt. Ett uttryck för den religiösa enhetligheten var missionen bland samerna. År 1619 trycktes den första samiska boken, En liten sångbok. Missionen inleddes av kyrkoherden i Piteå landsförsamling, Nicolaus Henrici, men senare engagerade sig Johan Skytte för att bekämpa "lapparnas avguderi" och "trolldom". För att sprida kristendomen bland samerna grundades Skytteanska skolan i Lycksele, där samiska pojkar skulle utbildas.

### Utbildning

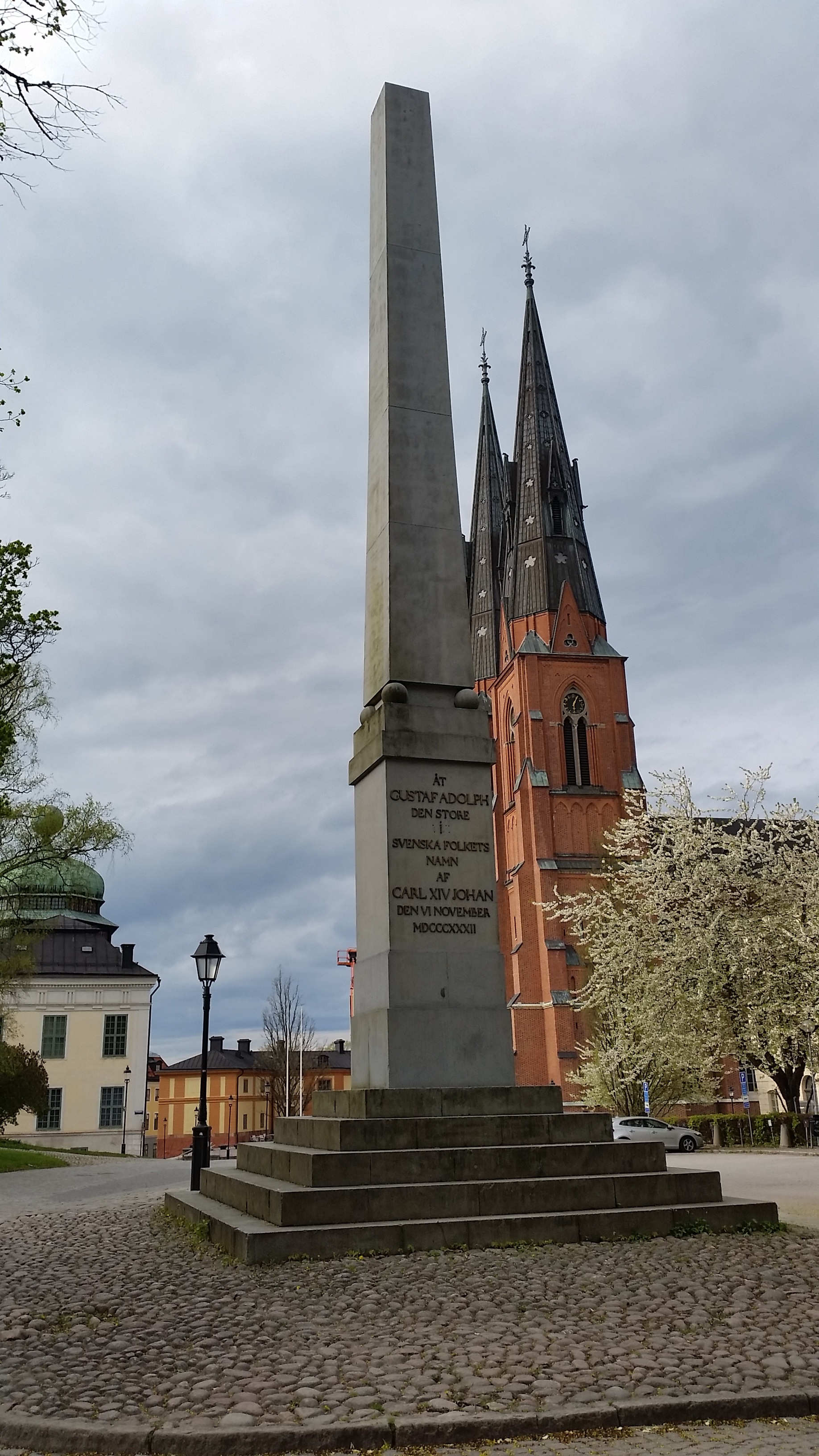
Obelisken på parken Odinslund i Uppsala till minne av Gustav II Adolf.

En av de viktigaste kulturella framstegen under Gustav II Adolfs regeringstid var inrättandet av gymnasier. En grund lades när både Gustav II Adolf och Axel Oxenstierna besökte Västerås 1623, då både blev bortdrivna från Stockholm på grund av pestens härjningar där. Vid detta tillfälle gav kungen ett privilegiebrev för Västerås skola. Efteråt år 1626 grundade Johannes Rudbeckius Sveriges första gymnasium i Västerås, och på Gustav II Adolfs begäran grundades efteråt Strängnäs gymnasium och Katedralskolan i Linköping. Senare under 1632 grundade Rudbeckius Sveriges första skola för flickor, Rudbeckii flickskola i Västerås. Gustav II Adolf spelade en avgörande roll för Uppsala universitet, där han insåg behovet av upprustning för att förhindra att svenska studenter sökte utbildning utomlands. Vid ett utskottsmöte 1620 kritiserade kungen utbildningsstandarden, vilket ledde till en omfattande reform som utökade universitetets fokus till historiska, politiska och juridiska studier, så att studenter skulle utbildas till att bli lämpade för tjänstgöring i de framväxande statliga kollegierna. Dessutom inrättades 64 studieplatser för särskilt kvalificerade studenter och en kommunitet för fattiga studenter. Medicinsk undervisning stärktes också under 1620-talet och Sveriges första professor i medicin, Johannes Chesnecopherus, fick sin professur 1613.
I samband med upprustningen av Uppsala universitet donerade kungen 1624 för evärderlig tid 400 gårdar, torp och andra jordegendomar i Uppland och Västmanland, samt kronotionden från åtta socknar. Universitetet fick därmed alla inkomster från tiondelsinkomster, räntor och dagsverken, inklusive extraskatter, från dessa jordar. Den stora donationen kom från kungens egna arvegods, som var betydande efter Vasasläktens expansion under reformationen. Donationen gav universitetet en stark ekonomisk grund, vilket gjorde det möjligt att attrahera internationellt framstående lärare och stärkte dess ställning i Europa, samtidigt som det blev mer oberoende av statliga bidrag. Även adelsynglingar började i högre grad söka sig till Uppsala, istället för att utbildas vid det tillfälliga riddarkollegiet i Stockholm, Collegium illustre, som hade sin verksamhet mellan 1626 och 1629.
1630 och 1632 grundades gymnasier i Reval och Dorpat, och den 30 juni 1632 undertecknade Gustav II Adolf stiftelseurkunden för Dorpats universitet, som öppnades den 15 oktober. Sedan tillkom i snabb takt Åbo Akademi 1640, Greifswalds universitet 1648 och Lunds universitet 1668.

### Adeln och rikets styrelse

Gustav II Adolf (1630) av Jacob Heinrich Elbfas.

Under Gustav II Adolfs regeringstid, särskilt under 1620-talet, förstärktes adelns ställning markant. Den politiska förändringen manifesterades genom kungaförsäkringen, som i stor utsträckning tillgodosåg högadelns intressen. Detta bekräftades genom 1612 års adelsprivilegier, som gav adeln utökade rättigheter. Adelns ökade makt möttes dock med motstånd från bönderna, vilket ledde till att Gustav II Adolf vidtog vissa åtgärder för att balansera adelns inflytande. Bland annat beslutade kungen att inte tilldela nya förläningar till adelsmän utan att de bidrog med motsvarande tjänster till kronan. Flera adelsförläningar drogs också in, särskilt i början av kungens regeringstid.
Under denna period var ett av de viktigaste stegen adelns bidrag till Älvsborgs lösen, där både adelsmän och deras bönder deltog. Frälsebönder fick betala lika mycket som skatte- och kronobönder, vilket innebar en ekonomisk börda för adeln. På 1620-talet infördes fler extraskatter, som tremarkshjälpen från 1628, där även högadeln bidrog. År 1627 gick adeln med på att deras bönder kunde skrivas ut till soldattjänst på samma nivå som skattebönder, detta även inom frihetsmil och rå och rör. Samtidigt tilläts adeln köpa kronogods, vilket gav staten tillfälliga inkomster men försvagade dess skattebas långsiktigt. 1626 års riddarhusordning skapade en struktur för adeln, uppdelad i herreklassen (bestående av grevar och friherrar), riddarklassen (riksrådsättlingar) och svenneklassen (övriga adelsätter). Riddarhuset etablerades som en en institution för att erkänna adelskap, även för utländsk adel i svensk tjänst.
Utöver den sociala och politiska utvecklingen genomfördes också betydande förändringar i den civila styrelsen. 1626 års kansliordning organiserade statens administration mer regelstyrt, med utrikesärenden uppdelade mellan sekreterare och en särskild avdelning för arkivering, vilket lade grunden för Riksarkivet. Beslutsfattandet blev kollegialt, med gemensamma beslut av rikskanslern och kansliråden. Postväsendet utvecklade genom postförordningar som skedde 1620 och 1624, och den första svenska tidningen, Hermes Gothicus, publicerades 1624, följd av en stabilare publicering 1645 med Ordinari Post Tijdender. Även på det ekonomiska området gjordes reformer, med en kammarordning från 1618 som reglerade statens finanser. Här fattade riksskattmästaren och kammarråden gemensamma beslut. Under 1620-talet utfärdades dessutom instruktioner för landshövdingar, som förberedelser för den mer formella landshövdingestadgan från 1635. Endast adelsmän kunde bli landshövdingar, vilket underströk adelns starka grepp om den civila förvaltningen.
Axel Oxenstierna spelade en nyckelroll i dessa reformer. Han formade mycket av den administrativa struktur som kom att prägla det svenska samhället under flera århundraden. En viktig del av detta var de självständiga ämbetsverken, där kollegialt beslutsfattande blev en grundpelare. Samtidigt visade sig länsindelningen vara ytterst beständig, med en stark regional administration. Riksrådet fick ökat inflytande under Gustav II Adolfs regering, och med kollegiesystemet knöts allt fler av riksrådets medlemmar till huvudstaden. Detta gjorde det möjligt för kungen att utnämna rådsherrar till interimsregering under perioder när han själv var upptagen med krig utomlands.
Den kulturella sfären fick också ett uppsving under Gustav II Adolfs regeringstid. Den 20 maj 1630 inrättades Riksantikvarieämbetet, där den framstående runforskaren Johannes Bureus blev den första riksantikvarien. Bureus hade tidigare varit Gustav II Adolfs privatlärare och väckt kungens intresse för fornminnen, då kallade "antiquiteter". Som riksantikvarie reste Bureus runt i det svenska riket för att dokumentera runstenar, samla mynt och gamla handskrifter. Han intresserade sig också för allmogens kläder, vapen och lokala seder, och bidrog till att bevara kunskapen om det svenska kulturarvet. Dessa initiativ markerade början på en systematisk bevarandeverksamhet i Sverige.

### Arméns och flottans organisation

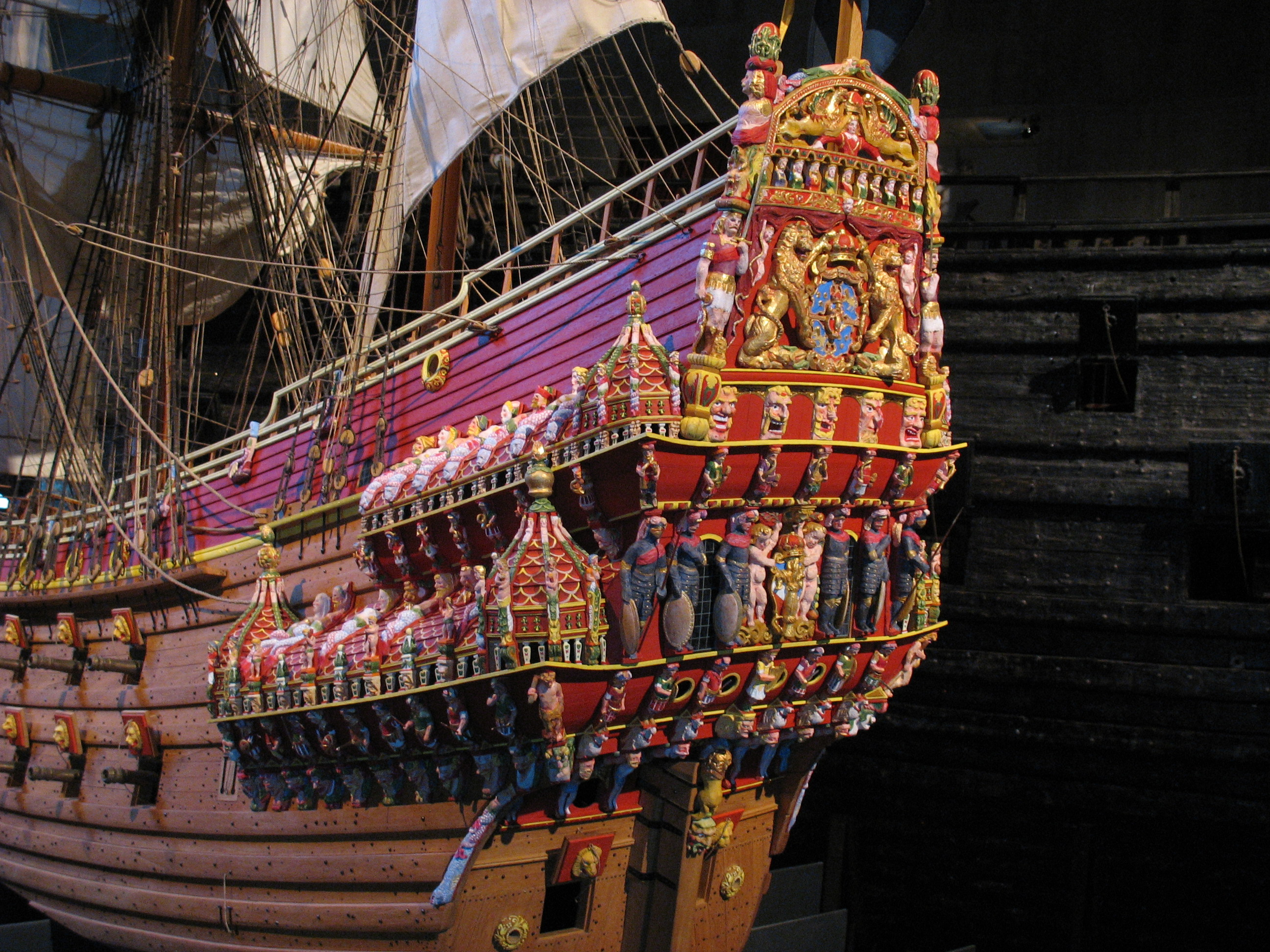
En modell av regalskeppet Vasa på Vasamuseet. När fartyget byggdes var hon avsedd att bli en symbol för Sveriges militära och politiska makt, vilket även inbegrep Gustav II Adolfs auktoritet som krigarkung.

Gustav II Adolfs många och långa krig byggde på en stark militär organisation som utvecklades från Gustav Vasas tid. Sverige hade ett indelningsverk där svenska män var soldater och jordbrukare. Gustav II Adolf reformerade armén och införde systemet där varje rote om 10 män skulle bidra med en soldat. Armén organiserades i regementen baserade på landskap och bestod av både infanteri och kavalleri. Totalt kunde Sverige mobilisera omkring 36 000 soldater, och detta kompletterades med artilleri, som dock utvecklades långsamt. Gustav II Adolf var själv starkt engagerad i arméns organisation och författade detaljerade regler för soldatutskrivning, där även präster hade en viktig roll.
Gustav II Adolfs stridsmetodik vidareutvecklades från nederländsk taktik, särskilt från Moritz av Oranien, och baserades på hans erfarenheter från det polska kriget. Den svenska armén var organiserad i brigader, som var mer lättrörliga än de spanska tertiorna, med pikenerare och musketerare samlade i bataljoner. Musketerarna sköt i samordnade salvor, vilket skapade förödande effekt och öppnade vägen för pikenerarnas anfall. Gustav II Adolf utvecklade även kavalleriets taktik genom att minska användningen av karakoll och istället satsa på snabbare anfall med blanka vapen. Han moderniserade även artilleriet genom att införa lättare och mer mobila kanoner, som exempelvis läderkanonen. Den svenska arméns slagordning med två linjer, kombinerad med lättrörligt artilleri och kavalleri som anföll med blanka vapen, gjorde den mycket effektiv. Gustav II Adolfs taktik blev en förebild för senare europeiska arméer. Moderna historiker har dock ifrågasatt Gustav II Adolfs rykte. Basil Liddell Hart ansåg att det var en överdrift att kalla hans armé unikt disciplinerad eller att Sveriges krigsmakt var den första militärstaten som förde långvariga krig. Istället menade han att kungen skickligt förbättrade redan existerande stridsmetoder. Richard Brzezinski påpekade att flera av Gustav II Adolfs innovationer egentligen utvecklades av hans ledande befäl och att hans mytomspunna status som fältherre till stor del skapades av senare historiker.
Vidare ville kungen stärka den svenska flottan inför sina framtida krig. Flottan var i dåligt skick efter flera bakslag och konkurrensen med Danmark samt katolska hot i Östersjön förvärrade situationen. Tidigare bestod flottan av små fartyg, men Gustav II Adolf ville ha större krigsskepp för att markera svensk makt. På kungens befallning byggdes fem praktfulla regalskepp, av vilka tre skulle utgöra flottans kärna fram till 1660-talet. Ett av regalskeppen som byggdes var Vasa, som dock förliste under sin jungfrufärd den 10 augusti 1628.

## Bakgrunden till Sveriges ingripande i trettioåriga kriget (1628–1630)

### Krigets inledning

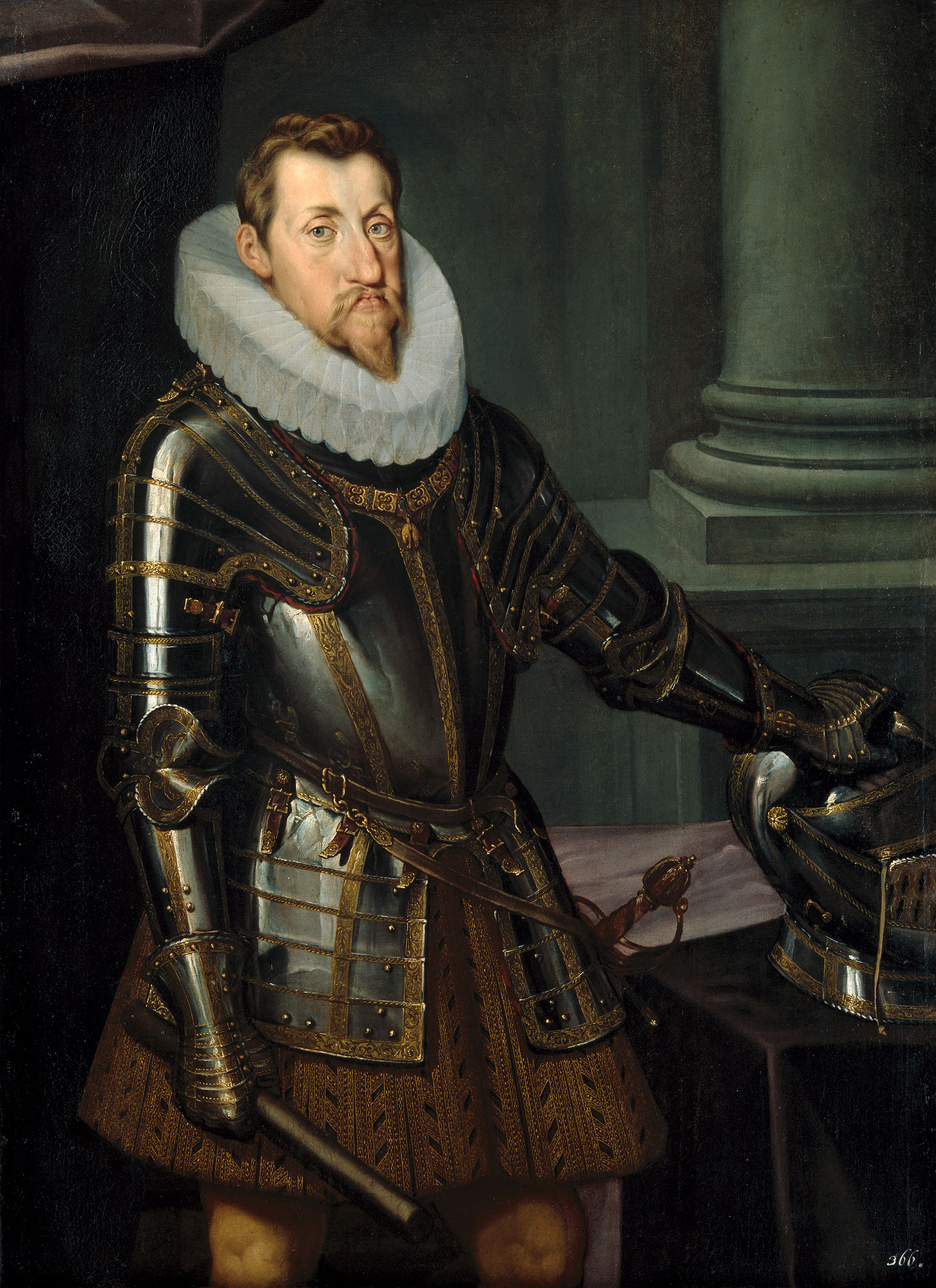
Tysk-romerske kejsaren Ferdinand II (1614) av en okänd konstnär.

1618 inleddes trettioåriga kriget, det krig som skulle följa Gustav II Adolf under resten av hans livstid. Den dramatiska händelsen som brukar anses vara början till kriget var en "defenestration" på kejsarborgen i Prag den 23 maj 1618. Kort efter defenestration skedde krigets första gnista genom den protestantiska revolten i Böhmen. I verkligheten underblåstes kriget på grund av flera inre och yttre spänningar gentemot det Habsburgska riket. Den religiösa splittringen mellan de katolska och protestantiska staterna inom det tysk-romerska riket kom att under krigets gång utvecklas till ett mindre världskrig mellan Europas maktblock. Det katolska Frankrike skulle under krigets andra halva komma att befinna sig i krig med såväl Habsburgarna som med det katolska Spanien. Spanien i sin tur hade under en längre tid varit involverat i åttioårskriget mot Nederländerna. Senare kom även Danmark, kurfurstendömet Sachsen och andra mindre tyska stater och riksstäder att involveras i konflikten med den tysk-romerske kejsaren och ärkekatoliken Ferdinand II.
Med stort intresse följde Gustav II Adolf händelseutvecklingen i Tyskland och smidde planer på att till Sveriges fördel ge understöd för protestanternas kamp. Redan 1614 hade kungen uttryckt önskan om att Sverige skulle ansluta sig till den evangeliska unionen. Vid sin tyska "friarresa" 1620 fick han mer kunskap om oenigheten mellan de tyska protestantiska staterna. I augusti samma år lade han fram ett förslag till de tyska hansestäderna om en allians, men förslaget avvisades. Vid nästa initiativ från Gustav II Adolfs sida, sommaren 1623, var situationen radikalt annorlunda. Det böhmiska upproret var krossat i grunden och kungen vände sig till Moritz av Oranien och de nederländska Generalstaterna. Han sände först Jan Rutgersius och sedan Gustaf Horn med förslag om en svensk-nederländsk offensivallians, till vilken tyska protestantiska furstar, som ännu motstod kejsaren och katolska ligan, skulle kunna ansluta sig. Dels skulle man enligt förslaget stödja Nederländarna i deras kamp mot Spanien, dels möjliggöra en svensk offensiv genom Preussen och Polen mot kejsarens arvländer. Samma år, 1623, lade Gustav II Adolf fram en plan för hertig Adolf Fredrik av Mecklenburg. Sverige och de nordvästtyska staterna skulle sluta en allians, riktad både mot kejsaren/ligan och mot Kristian IV av Danmark.
Under det tidiga tyska kriget vann de kejserliga och katolska styrkorna betydande segrar, särskilt i Böhmen och Pfalz. År 1624 blev kardinal Richelieu Frankrikes förste minister och gav fransk politik ett nytt fokus: att motverka Habsburgarnas dominans. Samtidigt försökte England, genom Karl I, stödja sin svärson Fredrik V för att återinsätta honom som kurfurste av Pfalz utan att engagera sig i ett allmänt religionskrig. En allians mot Habsburg diskuterades mellan England, Danmark och Sverige, men Sveriges deltagande dröjde på grund av osäkerhet och behovet av att säkra landet mot Polen. Kristian IV tog på sig rollen som ledare för den Nedersachsiska rikskretsen, men led ett förödande nederlag mot den kejserlige fältmarskalken tillika Katolska ligans överbefälhavare Johann Tserclaes Tillys armé i slaget vid Lutter am Barenberge 1626, vilket resulterade i förlust av protestantiska allierade. Ernst von Mansfelds död senare samma år försvagade också den protestantiska sidan. Trots danska försök att organisera ett motstånd, förenade sig den kejserliga arméns överbefälhavare, generalissimus Albrecht von Wallenstein, med Tillys armé och erövrade Jylland, Mecklenburg och delar av Pommern 1627. Varje fas i kriget hade fram till dess gynnat kejsaren och den katolska ligan, medan protestanternas ställning försvagades alltmer. Samtidigt började tecken på fredsvilja märkas hos Sverige.
Hösten 1627 kontrollerade Wallenstein stora delar av norra Tyskland, inklusive Pommern, där hertig Bogislav XIV regerade. Hemliga förhandlingar inleddes mellan Wallenstein och Sverige för en möjlig allians mot Danmark, men dessa avbröts. Wallenstein planerade att besätta den strategiskt viktiga staden Stralsund, men mötte motstånd från stadens borgerskap, vilka även fick hjälptrupper från både Kristian IV och Gustav II Adolf. Stralsund kämpade för sitt oberoende och i juni 1628 slöt stadens ledning ett avtal med Gustav II Adolf, vilket ledde till svenskt inflytande. Trots hårda strider gav Wallenstein upp belägringen i juli, vilket blev en stor prestigeförlust för den katolska sidan. Sverige stärkte därefter sitt grepp om Stralsund och behöll kontrollen över staden fram till 1815.

### Beslutsgången

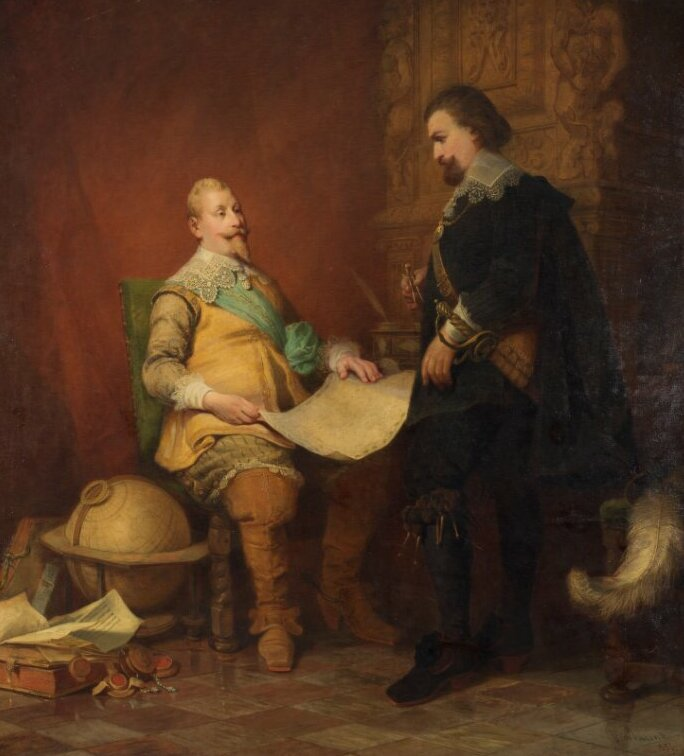
Gustav Adolf och Axel Oxenstierna. Olja på duk av Johan Christoffer Boklund.

Gustav II Adolf blev under största delen av sin regeringstid djupt engagerad i konflikten mellan protestanter och katoliker i Europa, i synnerhet i Tyskland. Han såg kriget i Polen som en del av den protestantiska kampen, och försvaret och det efterföljande avtalet med Stralsund gav Sverige ett brohuvud på tysk mark. I slutet av 1629 började Sveriges riksråd, under kungens ledning, överväga Sveriges deltagande i det tyska kriget. Kungen drev på för en offensiv strategi, då han påpekade att kriget var oundvikligt och att kejsaren av Österrike hade fientliga avsikter mot både protestanter och Sverige. Kungens argument för krig baserades på både religiösa och politiska motiv, där han såg det som ett försvarskrig och hänvisade till Bibeln för att rättfärdiga Sveriges agerande. Sverige inledde intensiva diplomatiska förberedelser och förhandlingar med olika tyska stater, men mötte mycket motstånd från de protestantiska furstarna, som fruktade att Sverige skulle drabbas lika hårt som Danmark hade gjort i sina försök att bekämpa kejsaren. Kungen och Axel Oxenstierna diskuterade olika strategier, där Oxenstierna föreslog en fortsatt offensiv i Polen medan kungen förespråkade en inriktning mot Tyskland. Trots diplomatiska försök, inklusive medlingsförsök från Danmark och förhandlingar med Wallenstein, såg det ut som att krig skulle bli oundvikligt. Gustav II Adolf förberedde sina arméer och ökade Sveriges diplomatiska kontakter med andra stater, inklusive Frankrike, samtidigt som han behöll en försiktigt skeptisk hållning till potentiella allierade som Ryssland och Brandenburg.
Johan Adler Salvius författade Gustav II Adolfs krigsmanifest, som trycktes på flera språk och spreds runtom i Europa. Manifestet hävdade att Sverige alltid sökt fred, särskilt med Tyskland, men påstod att landet tvingades ingripa på grund av flera orättvisa handlingar. Dessa inkluderade att ett brev adresserat till furst Gábor Bethlen av Siebenbürgen hade snappats upp, och att Sverige attackerades av kejserliga trupper i Polen. Vidare nämndes att Wallenstein hade utsetts av kejsaren till "general över Östersjön", vilket ansågs kränka Sveriges traditionella herravälde över detta hav. Stralsund hade också belägrats av kejserliga trupper, och stadens ledare vände sig till Sverige för hjälp när ingen annan kunde skydda dem. Sverige hade försökt med fredsförhandlingar, men dessa hade avfärdats av motståndarna. I manifestet framhölls också att kungen inte hade något annat val än att ta till vapen för att skydda Sveriges intressen, dess allierade och upprätthålla friheten i Östersjöområdet. Manifestet var dock riktat till furstar och ledare snarare än till allmänheten och undvek att nämna Sveriges egna svagheter eller potentiella aggressiva ambitioner. Det refererade inte heller till den religiösa konflikten mellan katoliker och protestanter, även om den var en viktig faktor i kriget. Manifestet har diskuterats av senare historiker, bland andra Voltaire och Samuel von Pufendorf, och kritiserats av vissa, såsom Fredrik II av Preussen, som ansåg att Gustav II Adolf utnyttjade de politiska problemen i Tyskland för att stärka Sveriges makt.
Profetior och symbolik spelade också en stor roll i att stärka Gustav II Adolfs position som en gudomligt utvald ledare bland de protestantiska styrkorna. I svenska flygblad som spreds i norra Tyskland framställdes Gustav II Adolf som "Der Löwe aus dem Norden" (Lejonet från Norden) och Der Löwe aus Mitternacht (Lejonet från Midnattslandet), en messiasgestalt som härrörde från äldre profetior. I en av dessa profetior, som var falskt tillskriven Paracelsus, skulle ett gult lejon från Midnattslandet (Norden) komma för att besegra ondskans örn (kejsaren) och underlägga sig hela Europa och delar av Asien och Afrika. Svenskarna utnyttjade denna profetia i den protestantiska propagandan för att framställa Gustav II Adolf som en frälsare i kampen mot de katolska arméerna.

#### Historikers bedömningar
Den svenske historikern Sverker Oredsson har i sin biografi om Gustav II Adolf redogjort att svensk historieskrivning om stormaktstiden har traditionellt delats in i två skolor. Den "gamla skolan" menar att Sveriges expansion under stormaktstiden främst drevs av försvar mot yttre hot, inklusive hot från Danmark, Polen, Ryssland och det tysk-romerska riket. Anhängare till denna tolkning inkluderar historiker som Johan Hallenberg, Erik Gustaf Geijer och Michael Roberts. Den "nya skolan", som representerades av bland andra Ingvar Andersson och Artur Attman, hävdar att Sveriges huvudmål var att främja handel, särskilt genom att kontrollera Rysslands utrikeshandel. Det svenska ingripandet i det trettioåriga kriget diskuteras oftast ur ett säkerhetsperspektiv. Enligt Christian Friedrich Rühs var Sveriges inträde i kriget oundvikligt för att skydda hemlandet, medan Gustav Droysen såg kriget som en försvarsåtgärd som senare utvecklades till ett anfallskrig. Droysen argumenterade att Gustav II Adolf inte agerade för att rädda protestantismen, utan för att försvara Sverige. Martin Weibull å andra sidan betonade religionens betydelse och såg Gustav II Adolf som en räddare av protestantismen och en befriare av Europa från Habsburgs makt. Nils Ahnlund och Curt Weibull underströk både säkerhets- och expansionsaspekterna i Sveriges agerande. I sin bok Ofredsår (1993) argumenterade den svenske historikern och författaren Peter Englund att det sannolikt inte fanns någon enskild avgörande anledning till kungens beslut att gå i krig. Istället var det troligtvis en kombination av religiösa, säkerhetsmässiga och ekonomiska överväganden. Michael Roberts ansåg att kriget både handlade om Sveriges säkerhet och om att skydda den tyska protestantismen. Efter beslut vid årsskiftet 1629 fokuserade Sverige på krig mot kejsaren, med motiv som hämnd och stolthet snarare än ett direkt hot från en kejserlig flottstation i Wismar.
Enligt den "nya skolans" historiker var en central del av Sveriges strategi över Östersjöområdet att söka kontroll över floders mynningar, som Neva, Düna, Oder och Elbe, vilket skulle ge Sverige mer inflytande över handeln i regionen. Vissa historiker har dock påpekat att det inte räcker att enbart förklara Sveriges deltagande i det trettioåriga kriget med ekonomiska motiv. Enligt Michael Roberts var Sveriges kontroll över floden Wisłas delta viktig för att finansiera fortsatta krig, men inte ett långsiktigt handelsmål. Förhandlingar kring fredsslutet visade att besittningen av områden vid Oder var avgörande för Sverige, men inte krigets huvudsakliga orsak. Oxenstierna argumenterade att ett anfallskrig skulle ge det svenska riket ära och öka dess rykte. Gustav II Adolf och Oxenstierna visste att ett segerrikt krig skulle stärka Sveriges ställning både internationellt och inom riket. Sverige under Gustav II Adolf utvecklades till en krigisk nation, och kungen såg krigen som nödvändiga för att stärka sin makt. Även fast ingen tysk protestantstat önskade svenskt ingripande, kunde kriget utmålas främst som en kamp mellan katoliker och protestanter. Med stöd av Frankrike och kardinal Richelieus politik mot Habsburg såg Gustav II Adolf kriget som en möjlighet att vinna ära och stärka Sveriges inflytande i Europa, särskilt genom kontroll över strategiska områden som Stralsund, Rügen och Oders mynning.

## Trettioåriga kriget (1630–1632)

### 1630 års fälttåg

Karta som visar Gustav II Adolfs fälttåg i tysk-romerska riket.

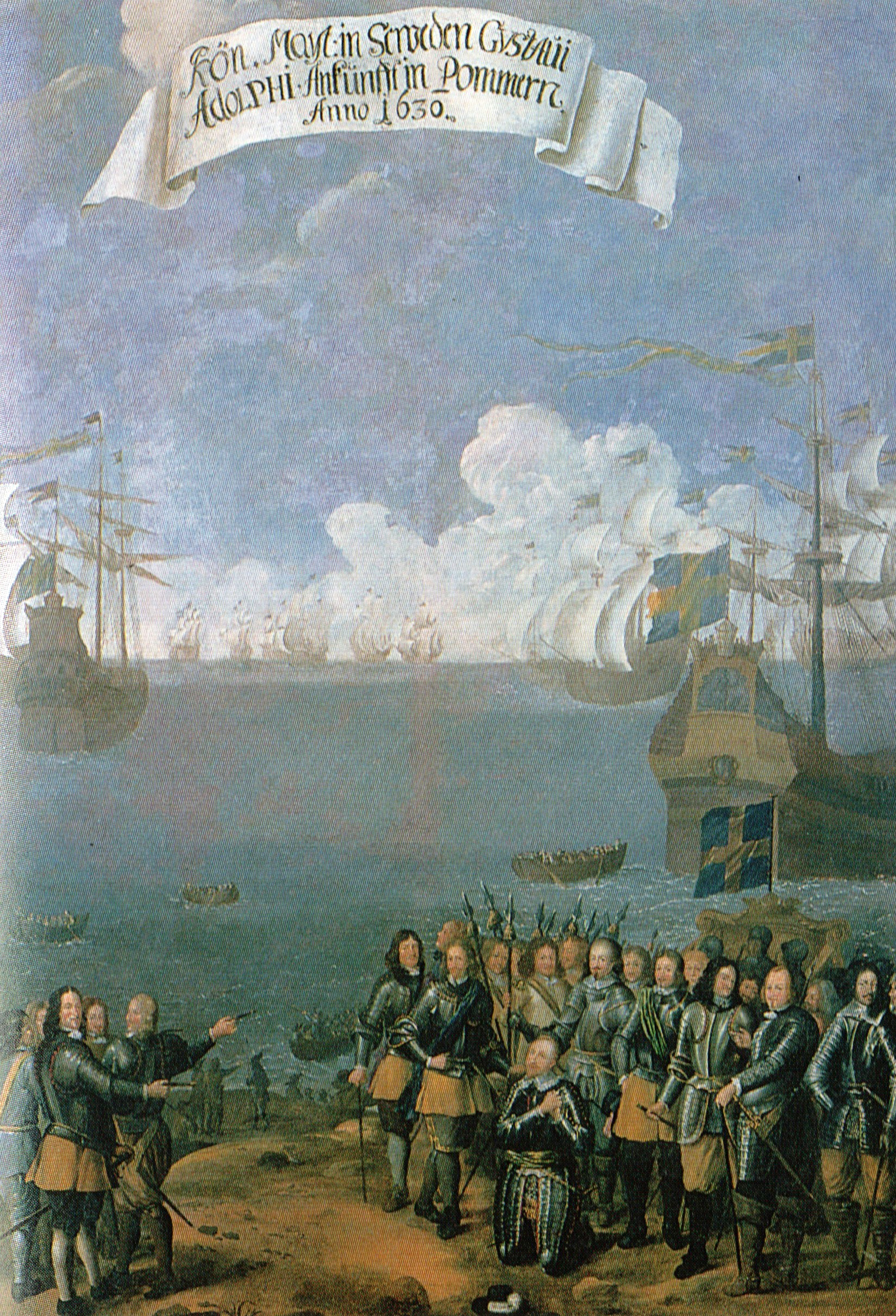
Gustav II Adolf landstiger i Tyskland 1630. Målning av okänd konstnär.

I mars 1630 förberedde Gustav II Adolf en militär expedition mot det tysk-romerska riket och samlade en armé på 13 641 man i Stockholm. Den 19 maj höll han ett avskedstal där han underströk att kriget inte var av egen vilja utan för att försvara Sverige och dess intressen. Arméns styrning lämnades till riksrådet, men kungen fortsatte att ta viktiga beslut, särskilt om utrikespolitik och militära utnämningar. Expeditionens avfärd försenades på grund av ogynnsamma vindar, men den 17 juni satte flottan, bestående av 120 fartyg, kurs mot Tyskland. Under resan nåddes kungen av nyheter om svenska framgångar vid Rügen, där Alexander Leslie hade drivit bort kejserliga trupper. Gustav II Adolfs armé landsteg den 26 juni vid byn Peenemünde på ön Usedom nära Stettin, där Bogislav XIV tvingades till ett fördrag med Sverige. Trots sina tidigare löften till Wallenstein att inte tillåta svenska trupper i staden, hade hertigen inget annat val än att samarbeta med Gustav II Adolf. I augusti formaliserades ett försvarsfördrag som säkerställde svensk närvaro i Pommern och tillät svenska trupper fri inkvartering och rätt till handel på floden Oder.
Samtidigt slöt Gustav II Adolf en allians med staden Magdeburg, som led av kejsarens försök att återkatolicera området. På den kejserliga sidan var Wallenstein bunden i Sydeuropa och fick svårt att svara på den svenska invasionen. Under tiden växte de kejserliga kurfurstarnas missnöje med Wallenstein, vilket ledde till hans avsättning som överbefälhavare i augusti 1630. Svenskarna stärkte sin bas i Pommern, och i augusti kontrollerade de stora delar av Östersjökusten. Dock kämpade Gustav II Adolf med brist på resurser från hemlandet, särskilt spannmål och pengar, vilket han vädjande skrev om till sina rådgivare. Konflikten i Tyskland eskalerade ytterligare när katolska kurfurstar pressade kejsaren att avsätta Wallenstein, vilket markerade en viktig vändpunkt i kriget. Kejsarens beslut att ge efter för kurfurstarnas krav ledde till osäkerhet om hur den kejserliga armén skulle klara sig mot den svenska invasionen.
I september 1630 beslöt Gustav II Adolf att rikta svenska armén mot Mecklenburg istället för att direkt konfrontera den kejserliga armén vid Gartz. Anledningen var att fiendens styrkor där var svaga och han hoppades på stöd från lokalbefolkningen. Trots logistiska svårigheter på grund av sjukdomar och ogynnsamt väder lyckades svenskarna inta staden Ribnitz. Gustav II Adolf förde förhandlingar med de landsflyktiga hertigarna av Mecklenburg, Adolf Fredrik och Johan Albrekt, men fick inget militärt stöd från dem. Under tiden fick fältmarskalken Gustaf Horn ansvaret för de svenska styrkorna i Pommern. Svenskarna stötte på motstånd från den kejserlige fältmarskalken Gottfried Heinrich zu Pappenheim och hans trupper, som kom till undsättning när Frans Karl av Sachsen-Lauenburg belägrade sin bror Augusts slott i Ratzeburg. Svenskarna tvingades dock dra sig tillbaka från Mecklenburg i oktober, då förstärkningar från Wallenstein försvagade deras ställning. Mot slutet av 1630 började Gustav II Adolf förbereda sig för nya strider. I november försökte han stoppa kejserliga styrkor från att undsätta Kolberg, men en förvirrad strid i tät dimma ledde till stora svenska förluster. Men svenskarna lyckades återhämta sig och vann viktiga segrar vid Greifenhagen och Marwitz, där de erövrade stora förråd och stärkte sin position i Pommern. Vintern 1630 avslutades därmed med svenska framgångar, vilket gav dem både moralisk och strategisk fördel inför kommande strider.
Efter Gustav II Adolfs avvisande av Brandenburgs neutralitetsförslag 1630, försökte protestantiska kurfurstendömena Sachsen och Brandenburg skapa ett neutralt tredje parti i det tysk-romerska riket. Johan Georg av Sachsen, som tidigare stödde kejsaren, började överväga en allians med Brandenburg mot kejsaren, delvis på grund av hans motstånd mot restitutionsediktet. Gustav II Adolfs tidigare förtroendeman Johann Georg von Arnim arbetade för medling mellan Sverige och kejsaren, men utan framgång. Gustav II Adolf var skeptisk inför fortsatt krig, men han började snart planera omfattande krigsinsatser mot kejsaren. Sverige tvingade Pommern in i en allians och slöt även en allians med Hessen-Kassel, kallad "den hessiska eventualkonfederationen". Denna allians lovade stöd till Hessen-Kassel mot kejsaren, men endast om det var möjligt. Samtidigt förändrades Frankrikes politik under kardinal Richelieu, som efter att ha besegrat sina inhemska fiender 1630 kunde fortsätta sin anti-Habsburgpolitik och inleda förhandlingar med Sverige. I januari 1631 kunde Gustav II Adolf och Frankrikes sändebud Hercule de Charnacé sluta en allians genom fördraget i Bärwalde. Sverige fick stora subsidier från Frankrike för att hålla en armé på 36 000 man i Tyskland. Fördraget syftade till att säkra Östersjön och skydda tyskarnas friheter, men en kompromiss nåddes om katolikernas religionsutövning. Richelieu föredrog hemlighet kring fördraget, men i Sverige firades det offentligt som en stor framgång. Denna allians blev starten på ett långvarigt svenskt-franskt samarbete som var avgörande under trettioåriga kriget och senare konflikter, såsom under Gustav III:s tid. Detta förbund fortsatte att forma svensk utrikespolitik långt in i framtiden, tills Sverige i slutet av 1800-talet svängde mot ett närmare beroende av Tyskland.

### 1631 års fälttåg

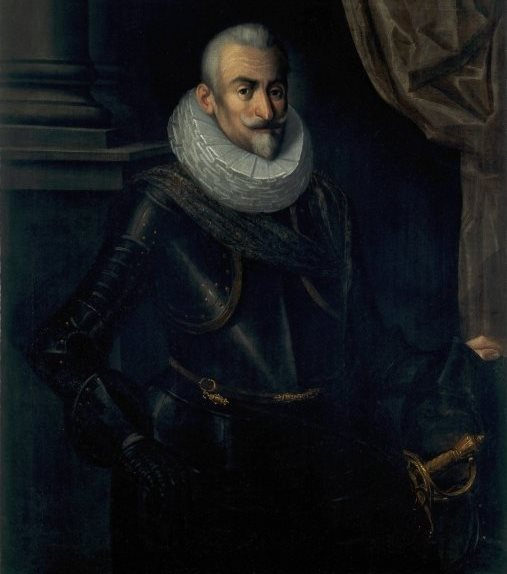
Katolska ligans överbefälhavare Johann Tserclaes Tilly av en okänd konstnär.

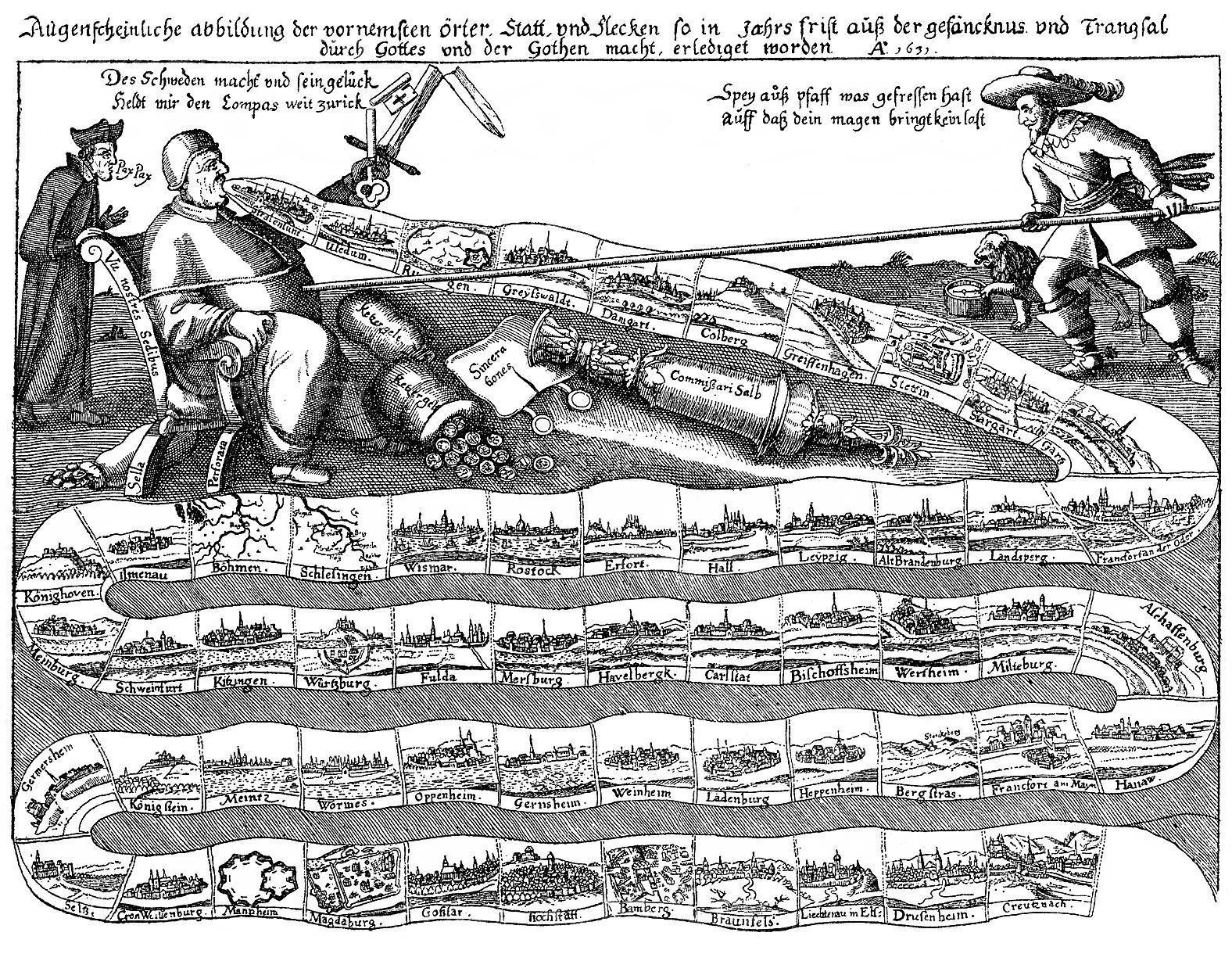
Samtida tysk propagandabild som skildrar hur Gustav II Adolf tvingar påven Urban VIII, symbolen för den katolska trosuppfattningen, till att lämna ifrån sig alla protestantiska städer och fästningar i Tyskland som erövrats av katolikerna.

Vid årsskiftet 1630/1631 förändrades krigsläget markant i det trettioåriga kriget. Gustav II Adolfs armé hade framgångar längs Oderlinjen men mötte motstånd vid de kejserliga fästningarna Küstrin och Landsberg. Johann Tserclaes Tilly stod inför interna politiska spänningar. Kurfursten Maximilian av Bayern ville att Tilly skulle prioritera sin verksamhet i västra Tyskland, medan kejsaren var orolig för ett svenskt anfall mot Schlesien. Tilly lämnade en styrka under Pappenheim att belägra Magdeburg, medan han själv marscherade till Warthe för att möta den svenska armén. Inget fältslag ägde dock rum då båda sidor undvek en konfrontation. Den svenska armén drog sig tillbaka och inriktade sig på att belägra kejserliga fästningar, däribland Demmin. Gustav II Adolf visade personlig tapperhet när han inspekterade belägringsarbetet och utsatte sig flera gånger för livsfara. Demmin kapitulerade den 15 februari 1631 och strax därefter följde fästningen Kolberg.
Efter dessa segrar gick svenskarna i vinterkvarter, medan Tillys armé marscherade norrut och erövrade Neubrandenburg den 7 mars. Gustav II Adolf undvek då ett fältslag trots att han vid tillfället hade numerär fördel, vilket historikern Michael Roberts betraktade som ett strategiskt misstag. Under tiden samlades protestantiska stater i Tyskland för ett konvent i Leipzig den 6 februari 1631. De protestantiska furstarna, däribland kurfurstarna av Sachsen och Brandenburg, motsatte sig kejsarens restitutionsedikt och krigets utsugning av deras länder. En försvarsallians, det så kallade Leipzigförbundet, bildades med en armé på 40 000 man för att skydda furstarnas rättigheter. Alliansens syfte var defensivt, men spänningarna ökade mellan kejsaren och de protestantiska staterna. Svenskarna under Gustav II Adolf fortsatte sina operationer och belägrade Frankfurt an der Oder i slutet av mars 1631. Efter en fältgudstjänst den 3 april genomförde svenskarna en framgångsrik stormning av staden. Svenskarna vann en viktig seger och kungen lät sina trupper plundra staden, trots att Frankfurt var en protestantisk stad. Efter erövringen av Landsberg försämrades läget för de kejserliga styrkorna och Tilly tvingades värva fler soldater för att förstärka sin armé.
Plundringen av Magdeburg 1631 var ett av de värsta exemplen av det trettioåriga krigets brutalitet. Magdeburg hade stor strategisk och symbolisk betydelse som protestantisk stad, och flera intressenter, som Gustav II Adolf och den tysk-romerske kejsaren, försökte kontrollera den. Magdeburgs motstånd leddes av ärkebiskopen Kristian Vilhelm av Brandenburg, som hoppades få stöd från Gustav II Adolf. När den svenska armén landsteg i Tyskland sommaren 1630, ingick staden ett försvarsförbund med Gustav II Adolf. Detta skapade stora förhoppningar bland protestanterna. Kungen lät skicka sin hovmarskalk Dietrich von Falkenberg till staden för att organisera dess försvar. Men stadens interna splittring och brist på resurser, i kombination med de kejserliga truppernas övermakt, ledde till katastrofala följder. Efter en lång belägring beordrade Tilly en slutlig stormning av staden den 10 maj 1631. Efter visst motstånd föll Magdeburg snabbt och staden sattes i brand av de kejserliga trupperna. Över 20 000 av stadens invånare dödades och staden jämnades nästan helt med marken. Denna händelse chockade Europa och blev en symbol för den katolska brutaliteten i protestantisk propaganda. Gustav II Adolf försökte distansera sig från ansvaret genom att skylla på bristen på stöd från Sachsen, men hans roll i att uppmana Magdeburg till fortsatt motstånd kom att bli avgörande. Händelsen blev en vändpunkt i kriget och sporrade protestantisk motstånd ytterligare.
Efter att Tilly och Gustav II Adolf dragit sig åt olika håll från Magdeburg, vände Gustav II Adolf sitt fokus mot Brandenburg, medan Tilly marscherade söderut för att förhindra de protestantiska staternas upprustning. Samtidigt misstänkte Tilly Sachsen och försökte hantera dem diplomatiskt. Kejsaren utfärdade en förordning som förbjöd de protestantiska staterna att rekrytera soldater. Sachsen fortsatte dock sina förberedelser under ledning av Arnim. Under samma tid kapitulerade hertig Ludvig Fredrik av Württemberg inför en kejserlig armé, vilket dämpade upprustningen bland flera protestantiska furstar. Men lantgreven Vilhelm av Hessen-Kassel trotsade detta och slöt ett anfalls- och försvarsförbund med Sverige, vilket ledde till att Tilly övervägde att angripa Hessen-Kassel. Relationerna mellan Gustav II Adolf och hans svåger Georg Vilhelm av Brandenburg försämrades kraftigt under sommaren 1631, då kurfursten aktivt motsatte sig ett fullt samarbete med Sverige. Gustav II Adolf blev alltmer frustrerad över kurfurstens passivitet och agerade aggressivt genom att hota med ockupation av Brandenburg. Samtidigt fortsatte Sveriges militära framgångar, där städer som Greifswald och delar av Mecklenburg erövrades av svenska styrkor. I juli 1631 möttes Tilly och Gustav II Adolf vid Werben, men något stort slag uteblev. Vid den tiden hade Leipzigförbundet skapat en tredje kraft i Tyskland, ledd av Sachsen, som försökte balansera mellan kejsaren och Gustav II Adolf.

#### Slaget vid Breitenfeld

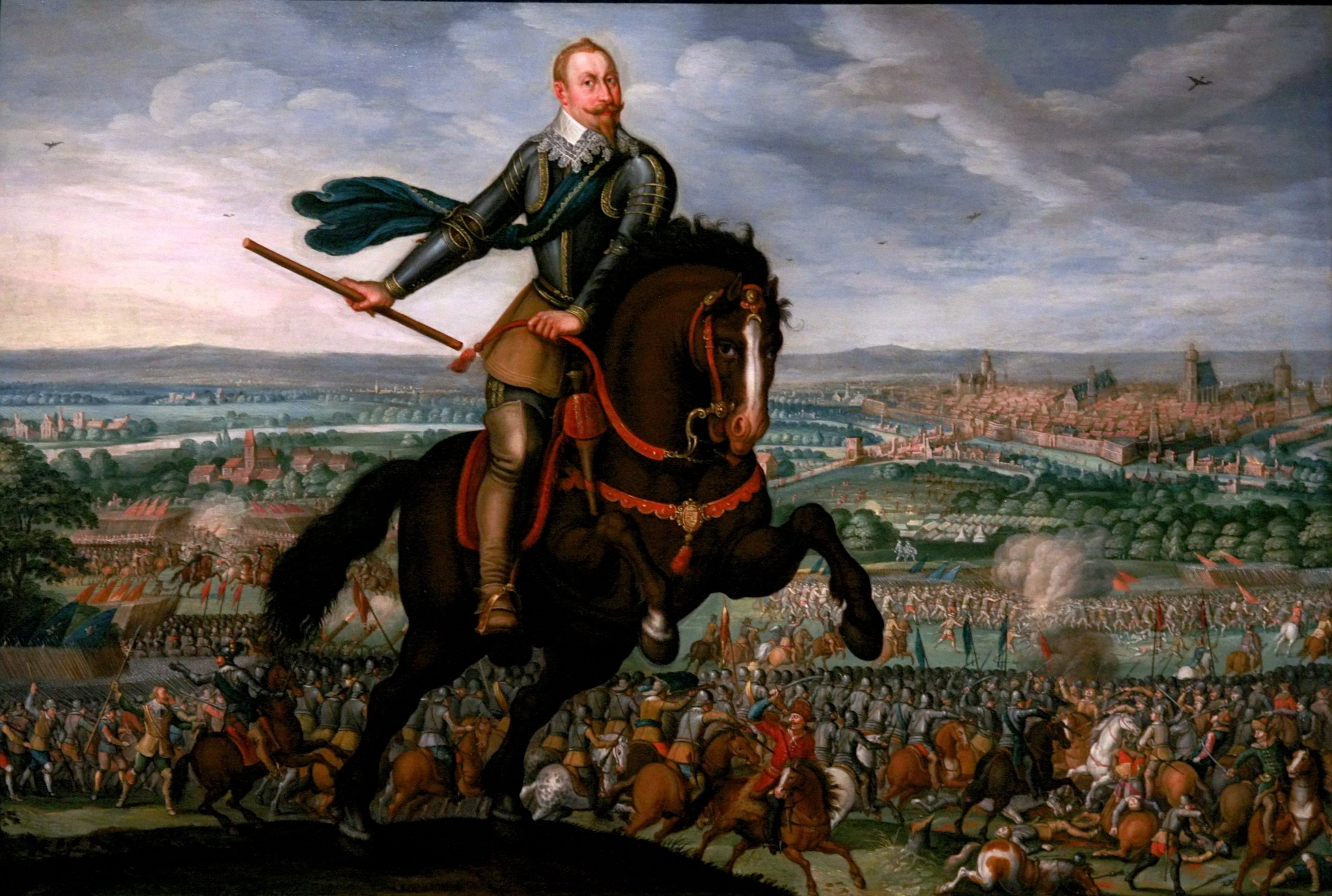
Gustav II Adolf i slaget vid Breitenfeld av Johann Jakob Walther.

Under sensommaren 1631 rådde en osäker politisk situation, där spänningarna mellan kejsaren och de protestantiska kurfurstarna var höga. Johan Georg av Sachsen, som tidigare varit kejsarens allierade, hade börjat rusta sina trupper under ledning av Arnim. Trots försök att förhandla och undvika en militär konfrontation, ledde misslyckade samtal till att kriget blev oundvikligt. Tilly fick fria händer att anfalla Sachsen, och hans styrkor förstärktes med trupper under Pappenheim och Egon von Fürstenberg. Vid denna tid hade de svenska och sachsiska styrkorna börjat närma sig varandra, och i början av september 1631 nådde Gustav II Adolf och Johan Georg en uppgörelse om ett gemensamt militärt agerande. Gustav II Adolf skulle leda den förenade armén, men operationerna skulle beslutas gemensamt av kungen och kurfursten. Dessutom skulle Sachsen stå för de svenska truppernas underhåll så länge de befann sig på sachsisk mark. Samtidigt hade Tilly och hans trupper inlett plundringståg på sachsiskt område och belägrat Leipzig, som slutligen kapitulerade den 5 september. Samma dag förenades de svenska och sachsiska arméerna norr om Leipzig, och Gustav II Adolf tog överbefälet över den sachsiska armén. Under följande krigsråd bestämdes att de allierade skulle gå till strid mot de kejserliga styrkorna. Det kommande fältslaget vid byn Breitenfeld utanför Leipzig blev det största under hela kriget, där den svensk-sachsiska armén på omkring 40 000 man stod mot den kejserliga armén på omkring 31 000 man, där den senare hade ett rykte om att vara nästan oövervinnlig. Även om svenskarna hade stor krigserfarenhet saknade de betydande erfarenhet av fältslag i större skala. Å andra sidan hade den sachsiska armén hastigt värvats och led av bristen på samövning och disciplin.
Slaget vid Breitenfeld inleddes den 7 september 1631 med en kanonbeskjutning från båda sidor. Den kejserliga armén, särskilt Pappenheims kavalleri, gick därefter till anfall mot svenskarna, men blev avvärjd av general Johan Banérs styrkor. Samtidigt bröt den sachsiska armén samman under trycket från Tillys trupper och dess soldater flydde från slagfältet, vilket försatte de kejserliga i numerärt överläge. Gustav II Adolf lyckades dock omgruppera den svenska armén och med dess överlägsna disciplin och eldkraft återtog man kontrollen över slagfältet. Svenskarna erövrade både sachsiskt och kejserligt artilleri, och till slut var den kejserliga armén i full reträtt. Ett resultat av slaget blev att Tillys armé förlorade två tredjedelar av sin styrka, medan de svenska och sachsiska trupperna förlorade omkring 5 000 man. Slaget vid Breitenfeld var en stor seger för Gustav II Adolf och förändrade krigets gång. Den kejserliga armén, som tidigare setts som oövervinnerlig, led sitt första stora nederlag. Detta gav nytt hopp åt de protestantiska staterna och folken i Tyskland, medan de katolska styrkorna drabbades av skräck. Segern stärkte Gustav II Adolfs rykte som en skicklig fältherre och satte honom i centrum för det protestantiska motståndet mot kejsarmakten.

#### Fortsatta krigsföretag

Gustav II Adolfs avsked av sin gemål Maria Eleonora i Erfurt. Målning (1838) av Per Lindhberg efter en original av Mauritz Samuelson.

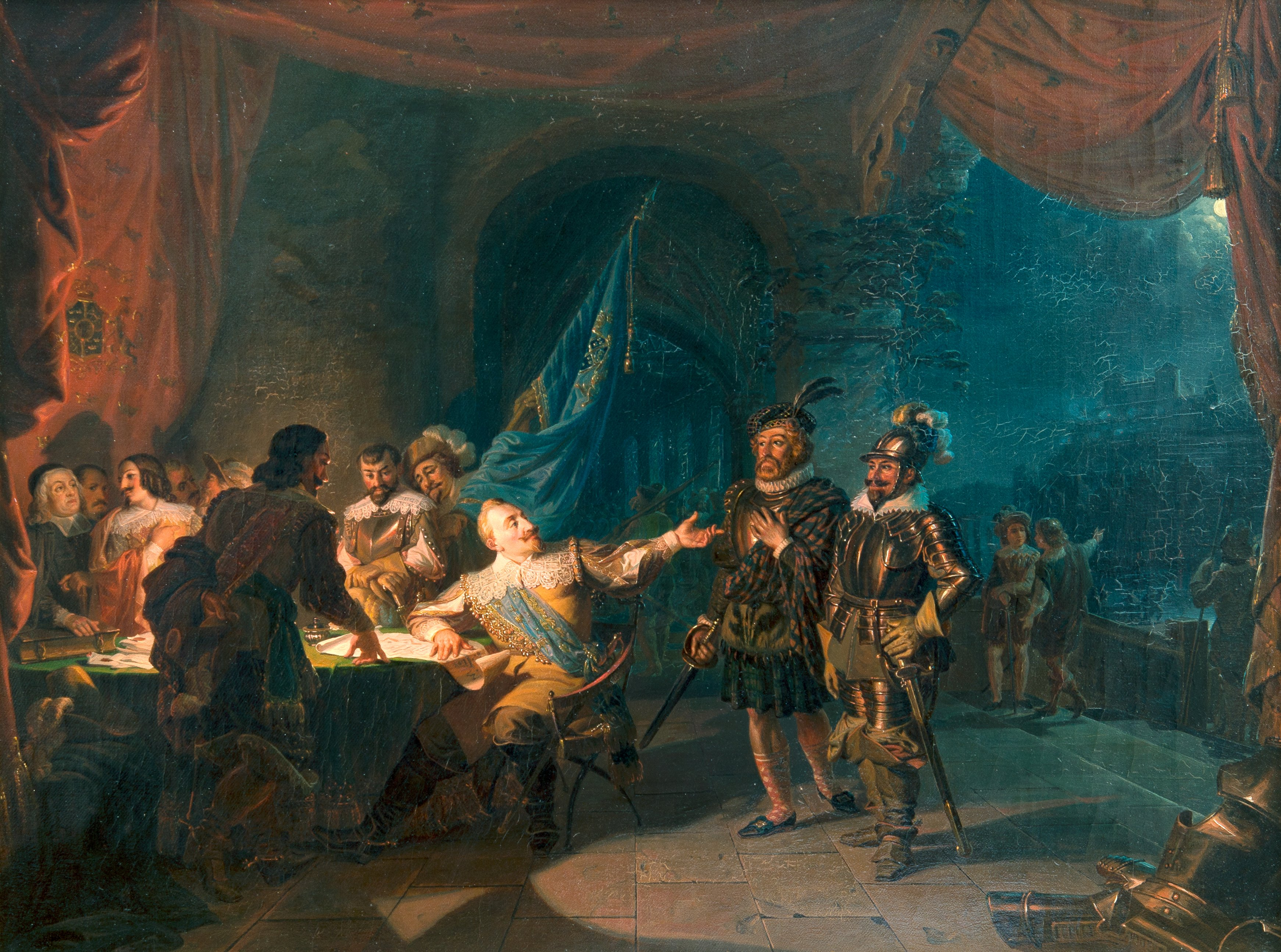
Gustav II Adolfs krigsråd i Würzburg av Robert Wilhelm Ekman.

Efter den svenska segern vid Breitenfeld 1631 hade Gustav II Adolf en stark position i Tyskland. Hans armé kontrollerade stora delar av den tyska Östersjökusten, men istället för att dra sig tillbaka till Sverige valde kungen att fortsätta sitt tyska fälttåg. Efter att ha besegrat den kejserliga armén under Tilly, som drog sig tillbaka till Weserlinjen, inledde Gustav II Adolf överläggningar med sina allierade furstar i Halle. Tre strategiska alternativ övervägdes: att säkra Östersjökusten, att anfalla kejsarens arvländer och huvudstaden Wien, eller att marschera mot katolska områden i Sydtyskland. Kungen valde det tredje alternativet för att låta katolska områden bära större delen av krigskostnaderna. Den svenska armén började sin marsch söderut och erövrade den strategiskt viktiga staden Erfurt i Thüringen. Här etablerade Gustav II Adolf en svensk garnison och tillsatte hertig Vilhelm av Weimar som guvernör. Genom att utnyttja sina framgångar vid Breitenfeld, förhandlade Gustav II Adolf även fram allianser med flera tyska furstar, inklusive Brandenburg, vilket ytterligare stärkte Sveriges ställning i regionen. Han försökte också minska Danmarks inflytande i Nedersachsen genom separata avtal med furstarna där, vilket gav Sverige kontroll över viktiga områden.
Den svenska armén fortsatte sin framryckning in i katolska områden, särskilt genom det katolska furstbiskopsdömet Würzburgs territorium. Där mötte svenskarna större motstånd, men lyckades till slut den 16 oktober 1631 storma fästningen Marienberg och erövra stora mängder krigsmaterial och rikedomar. Gustav II Adolf tillsatte en ny protestantisk regering i Würzburg och skickade ett ultimatum till tre andliga kurfurstar, där han krävde religionsfrihet för protestanter och ekonomiska bidrag till den svenska krigsmaskinen. Kurfurstarna avvisade dock kraven. Samtidigt återhämtade sig Tillys kejserliga armé och började avancera söderut med stöd av Karl av Lothringen. Med uppemot 50 000 man stod Tilly nära den svenska armén, vilket fick Gustav II Adolf att känna osäkerhet. Trots svenskarnas numerära underläge gick Tilly dock inte till anfall, troligen på grund av respekt för den svenska segern vid Breitenfeld och osäkerhet kring sin egen armés lojalitet. Till slut marscherade Tilly söderut, vilket gav Gustav II Adolf andrum att omgruppera sina trupper och fortsätta sitt fälttåg.
I november återupptog Gustav II Adolf sitt fälttåg och tågade mot Frankfurt am Main, där han förhandlade med staden under militärt hot. Han trotsade dock stadens ledning genom att marschera in i staden den 17 november 1631. Efter att ha säkrat Frankfurt riktade kungen sin uppmärksamhet mot Rhen och Mainz, varpå han mötte betydande motstånd, särskilt från spanska trupper som var stationerade i området. En direkt krigsförklaring mot Spanien undveks, vilket var mycket nära särskilt efter att Gustav II Adolf låtit trupper korsa Rhen och besegra de spanska försvararna vid Oppenheim. Samtidigt som kungen övervägde att kapa spanska fartyg som en del av krigföringen, var det svenska riksrådet mer försiktigt och föreslog en privat lösning genom ett kaparkompani.
Efter intagandet av Mainz den 21 december 1631 förstärkte Gustav II Adolf sin ställning ytterligare. Han införlivade stora delar av de erövrade områdena under svensk kontroll, och donationer av landområden till trogna allierade, inklusive svenska befälhavare och familjemedlemmar, genomfördes. Gustav II Adolf etablerade även nya militärlagar för att motverka disciplinproblem i den svenska armén, som vid denna tid hade fått nya mat- och dryckesvanor, bland annat dagliga vinransoner, och som begick grymma våldshandlingar och plundringar gentemot civilbefolkningen. Kungen visade stor hänsynslöshet mot all form av olydnad, vilket framgick tydligt i hans hårda behandling av den unge hovfunktionären Erik Rålamb, som efter att ha brutit mot en kunglig order straffades hårt. Även Eriks far, hovrättspresidenten Broor Andersson Rålamb, riskerade att förlora sina gods och ämbeten, men riksrådets självständighet och Maria Eleonoras samt Oxenstiernas ingripande mildrade straffen. Gustav II Adolfs maktställning vid årsskiftet 1631-1632 var unik för en svensk monark. Mainz och Frankfurt blev centrum för internationell diplomati och kungen fortsatte att föra en expansiv politik. Med stöd från sina allierade och genom erövrade områdens resurser kunde han värva ytterligare soldater och stärka den svenska armén. Vid årsskiftet kunde Gustav II Adolf förfoga över sammanlagt 140 000 soldater, där en minoritet kom från Sverige och Finland, medan 90 procent av kungens garnisons- och fältsoldater var legosoldater från framförallt de tyska staterna men även från Skottland, England, Frankrike och Polen. Med denna armé kunde Gustav II Adolf befästa Sveriges position som en av de ledande aktörerna i det trettioåriga kriget.

### 1632 års fälttåg

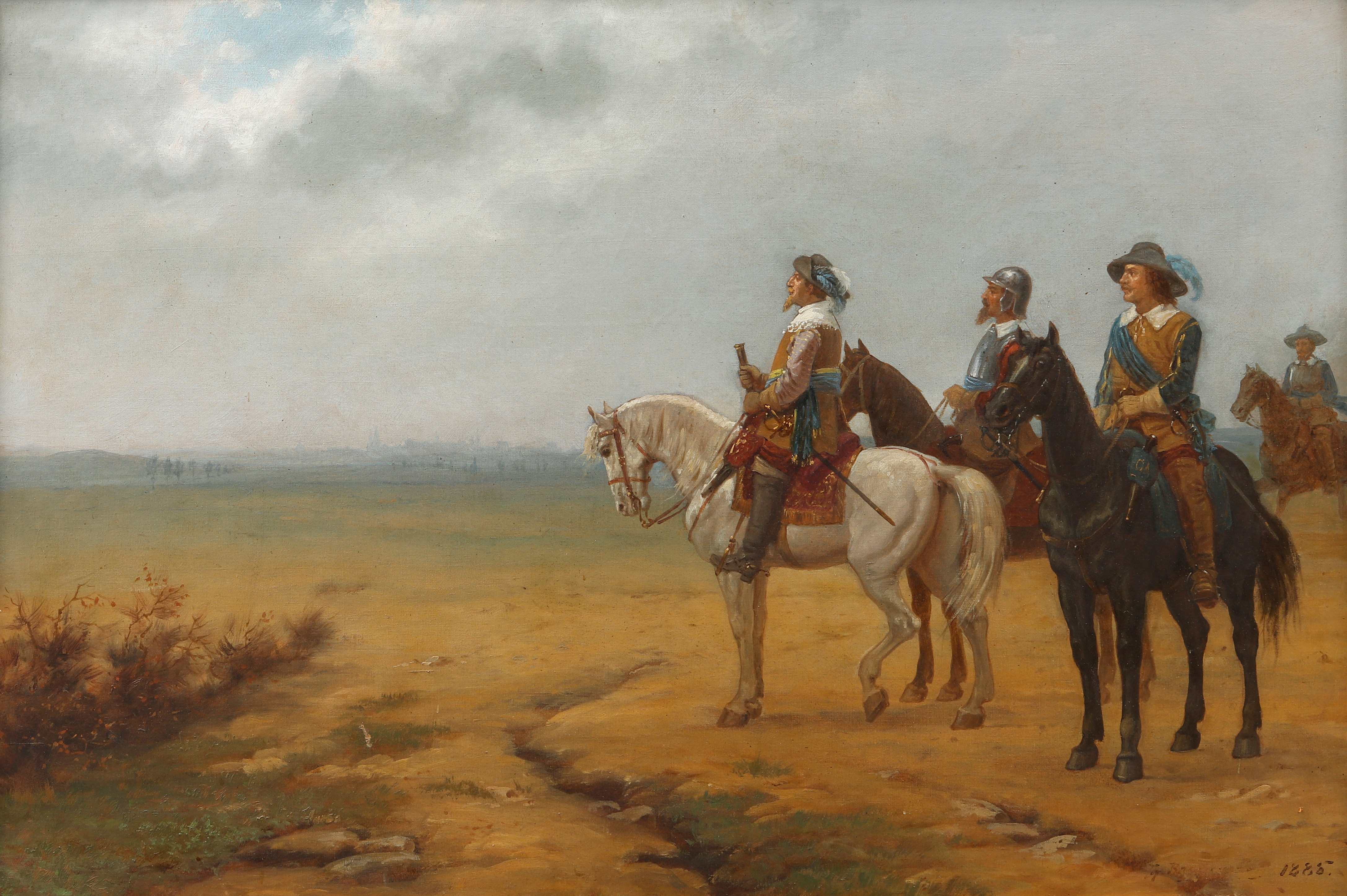
Gustav II Adolf till häst av en okänd konstnär.

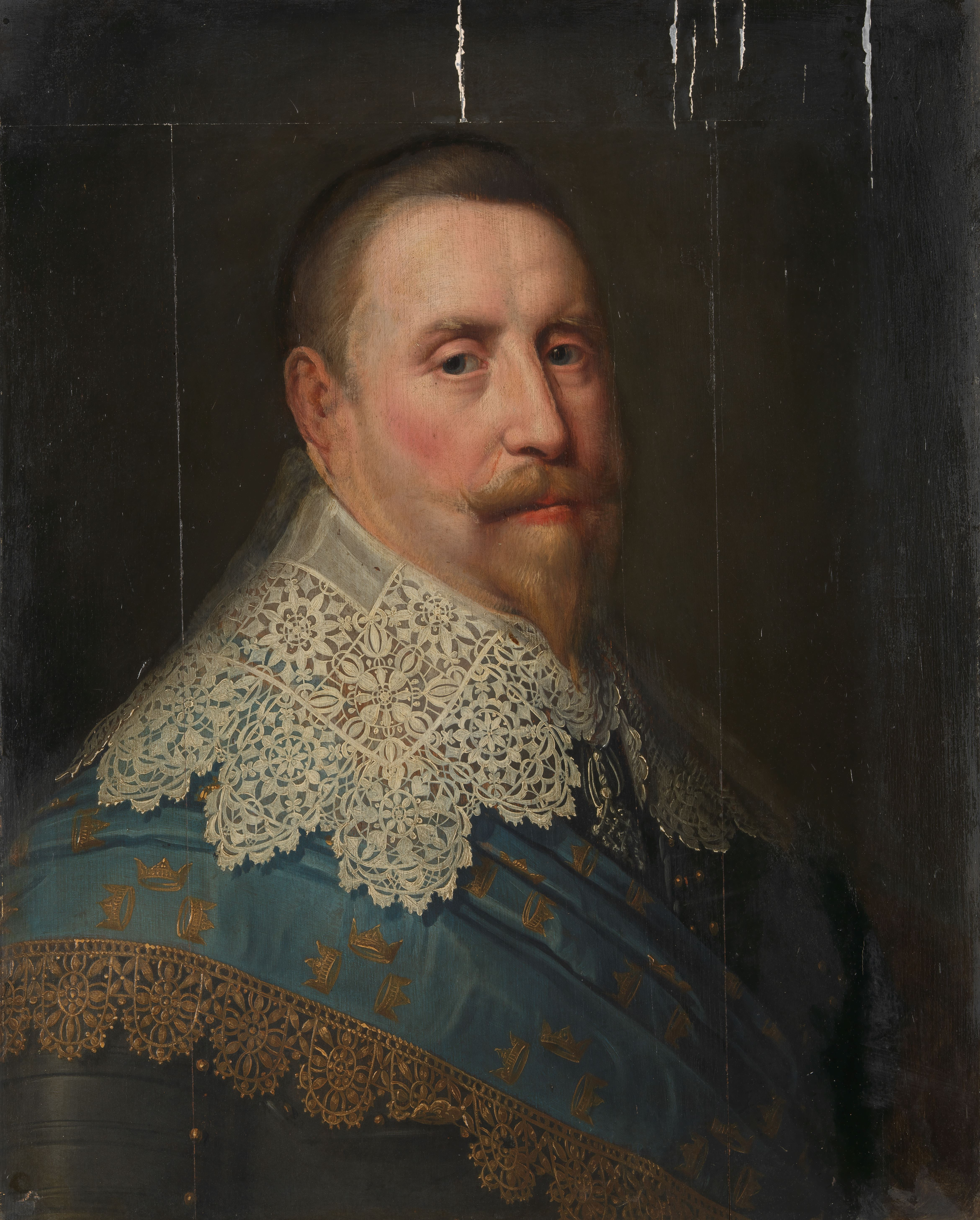
Gustav II Adolf (1633) av Michiel Janszoon van Miereveld.

#### Diplomatisk verksamhet
Under åren 1631 och 1632 spelade Frankrike och kardinal Richelieu ett komplicerat diplomatiskt spel, där de försökte balansera allianser med både Sverige och det katolska Bayern. Detta blev ohållbart när Sverige och Bayern hamnade i konflikt. Richelieu sände flera diplomatiska representanter för att förhandla med både kurfurst Maximilian av Bayern och Gustav II Adolf. Målet var att uppnå neutralitet, men förhandlingarna stötte på hinder då Gustav II Adolf vägrade att återlämna de katolska furstarnas områden utan att först nå en allmän fred. Kungens position var stark militärt, men diplomatisk framgång uteblev oftast på grund av hans hårda och ibland okänsliga diplomatiska stil. Till exempel hotade han med krig mot sin franska allierade om den franske kungen skulle marschera mot honom. Kungen krävde också att protestantiska områden skulle återställas, medan han motsatte sig samma princip för katolska områden. Detta ledde till en vapenvila, men den svenska armén fortsatte sina belägringar, och konflikten med Bayern fördjupades efter att ett brev avslöjade kurfurstens bristande uppriktighet. Gustav II Adolf förde också förhandlingar med England. Förhandlingarna med kung Karl I:s svåger Fredrik av Pfalz ledde dock inte till konkreta resultat och Fredrik tröttnade på Gustav II Adolf efter att ha fått se sitt hemland plundras av svenska trupper. Fredriks död i september 1632 fick ingen större uppmärksamhet, trots att han varit en central person i krigets början.
Vid sidan av förhandlingarna med västeuropeiska stater etablerade Gustav II Adolf allianser med Ryssland och övervägde att använda Osmanska riket som en militär partner för att angripa det habsburgska riket. Han ville till och med bli vald till kung av Polen, ett land han tidigare hade krigat mot. Han övervägde att skapa ett förbund av protestantiska tyska stater, kallad "Corpus evangelicorum", och försöka ta över kejsarens roll som ledare för Tyskland. Samtidigt pressade han på med höga kontributioner från de tyska staterna och städerna, vilket skapade spänningar. Hans långsiktiga mål var att upprätthålla Sveriges dominans i det pågående kriget, och genom sina militära segrar och diplomatiska manövrar fortsatte han att utöva stort inflytande över Europas politiska landskap.

#### Intåget i Bayern
Vid början av 1632 inleddes striderna vid mellersta Elbe, där svenska styrkor under Johan Banér och Vilhelm av Weimar ställdes mot Pappenheim, som ledde en mindre Ligahär. Trots underlägsenhet lyckades Pappenheim bryta den svenska blockaden vid Magdeburg och skapa problem för svenskarna. Gustav II Adolf planerade att slå till vid floderna Main och Donau och beordrade Banér och Vilhelm att förena sig med honom. Under tiden intog Gustaf Horn Bamberg, men förlorade staden och 4 500 soldater när Tilly anföll den 9 mars 1632. Gustav II Adolf ändrade sina planer och marscherade mot Tilly med en armé på 13 000 man. Efter att ha stärkt sin styrka i Nürnberg under mars 1632 fortsatte svenskarna söderut och erövrade Donauwörth, där de fick kraftiga förstärkningar och ökade sin armé till 37 000 man. Tilly drog sig tillbaka till en försvarsposition vid floden Lech, men under april genomförde Gustav II Adolf en övergång av floden med hjälp av en krigslist. Under striden skadades både Tilly och hans ställföreträdare Johann von Aldringen, vilket avgjorde slaget. Svenskarna etablerade sig på Lechs östra sida och satte en svensk garnison i Rain, vilket tvingade kurfurst Maximilian att retirera till Ingolstadt.

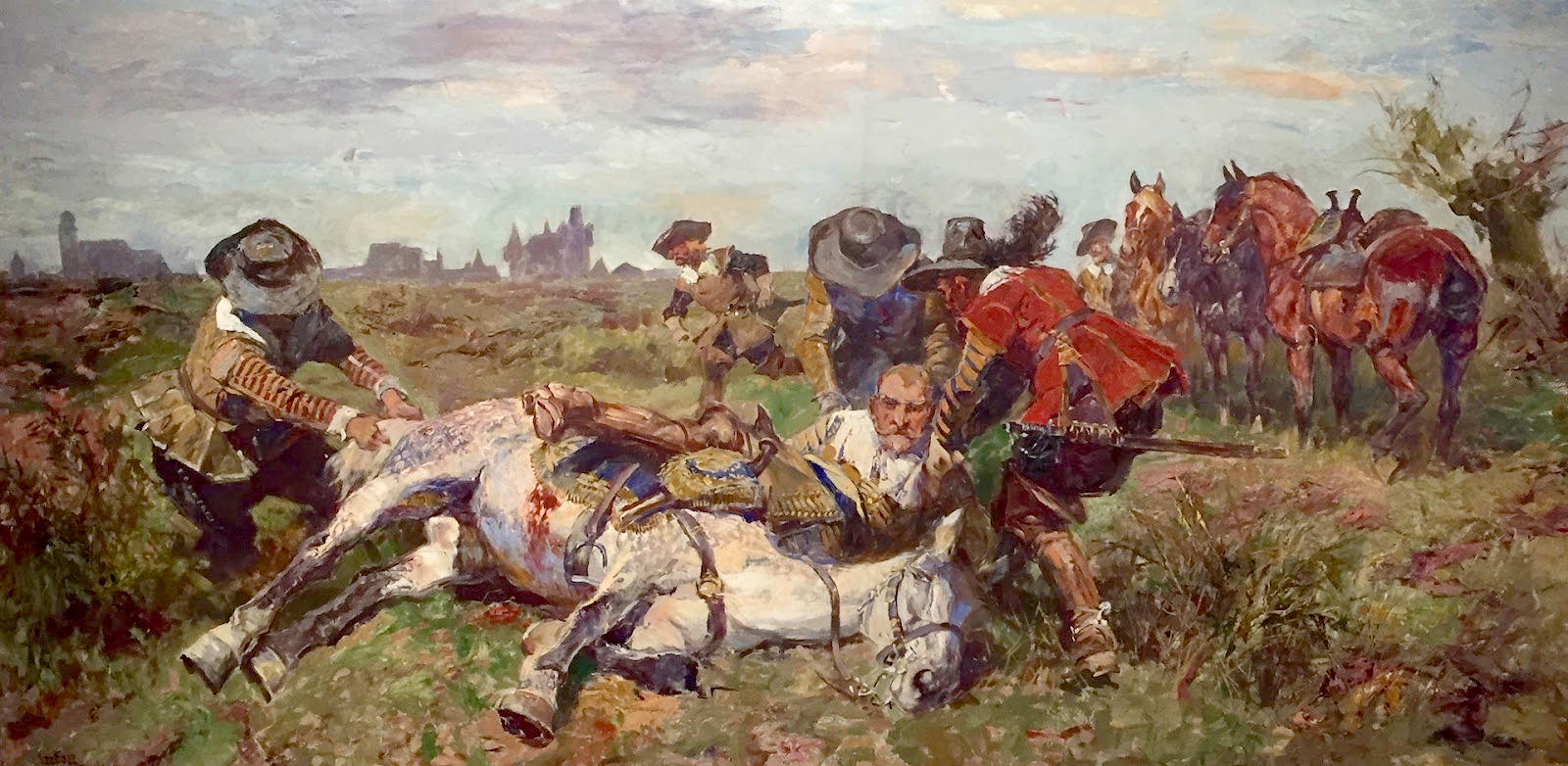
Målning av Anton Hoffman som föreställer när Gustav II Adolfs blir räddad av sina soldater efter att hans häst blivit dödad av en kanonkula vid Ingolstadts belägring den 30 april 1632. Den stympade hästen togs av de belägrade som en souvenir och blev känd som "Der Schwedenschimmel" (den svenska skimmeln).

Efter segern vid Lech 1632 marscherade Gustav II Adolf mot Augsburg. Svenskarna mötte motstånd från garnisonens chef, men stadens råd och den protestantiska befolkningen övertalade honom att låta garnisonen avtåga för att undvika en stormning. Den 14 april intog Gustav II Adolf triumfatoriskt Augsburg, där han ersatte stadens katolska ledning med protestanter och befäste staden kraftigt, vilket gav svenskarna en viktig bas i Sydtyskland. Efter Augsburg inledde Gustav II Adolf den 28 april en belägring av Ingolstadt, där hans främste motståndare, Tilly, låg sårad och avled under belägringen. Den 30 april dödades Gustav II Adolfs häst av en kanonkula under en rekognosering, men kungen överlevde oskadd. Efter flera misslyckade stormningsförsök tvingades Gustav II Adolf avbryta belägringen och drog sig tillbaka den 4 maj. Samtidigt förhandlade kungen med hertigen Maximilian om villkor för neutralitet, vilket innebar att Maximilian skulle avveckla sin armé och återställa det han tagit från Sveriges allierade. När Maximilian avvisade kraven, fortsatte Gustav II Adolf sin marsch mot München, som föll i svenskarnas händer den 7 maj 1632.
München undgick plundring, men Gustav II Adolf tog 42 personer som gisslan, inklusive kyrkliga ledare, och krävde stora lösensummor från staden och omgivande områden. På landsbygden var dock situationen annorlunda; där brändes och plundrades byar och våldsamheter eskalerade. I vissa fall hämnades bayerska bönder genom att brutalt döda svenska soldater. Maximilian gav order att alla svenska soldater, även sjuka och sårade, skulle dödas om de tillfångatogs. Likaså utbröt bondeuppror i södra Schwaben, där bönder tillsammans med kejserliga trupper intog flera områden. I maj 1632 vände sig Gustav II Adolf norrut för att möta Wallenstein, som hotade svenska allierade i Böhmen. Kungens strategi skiftade från att pacificera Bayern till att konfrontera Wallenstein och hindra hans framryckningar, vilket markerade en ny fas i det svenska fälttåget under trettioåriga kriget.

#### Konfrontationen med Wallenstein

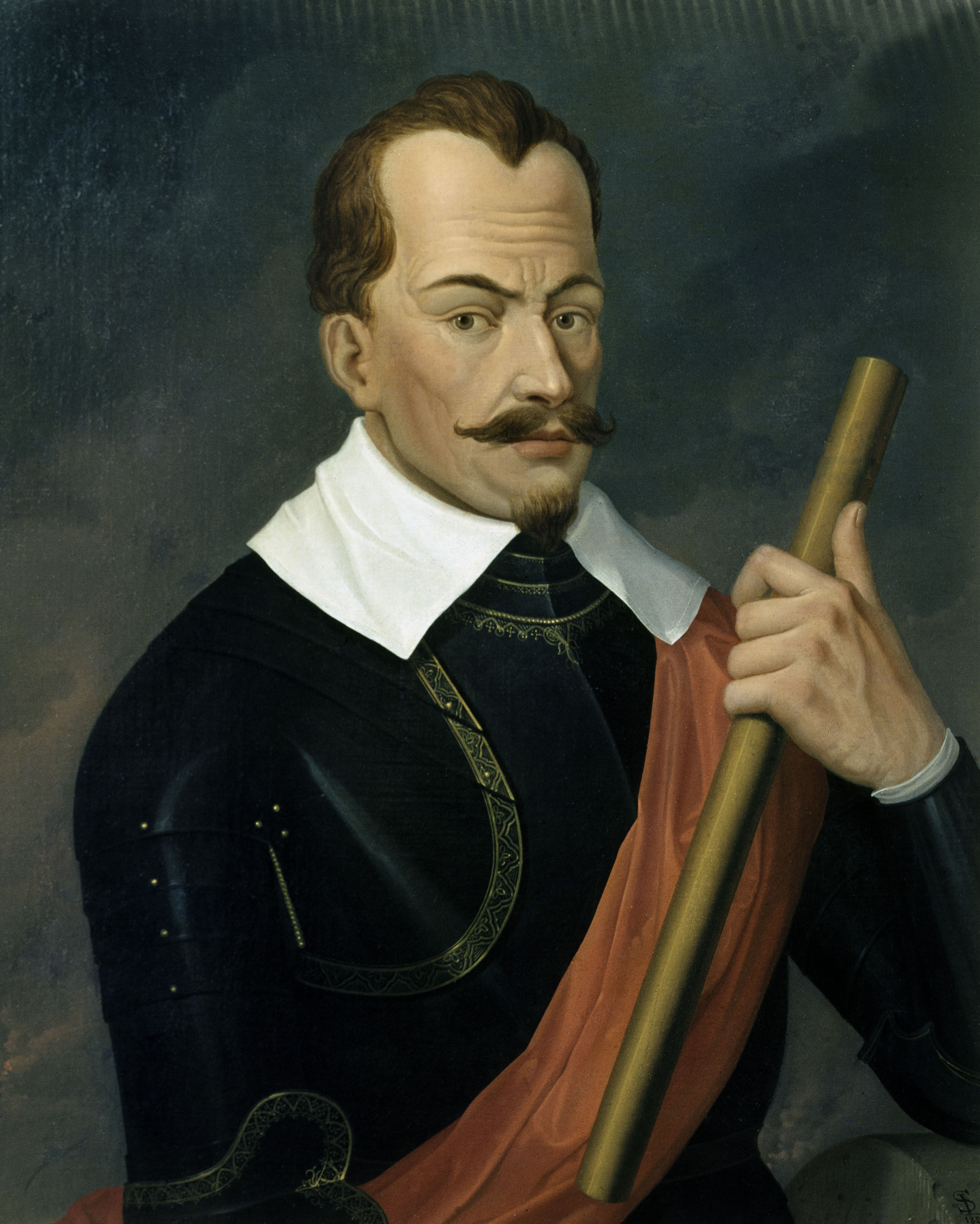
Den kejserliga arméns generalissimus Albrecht von Wallenstein (1629) av Julius Schnorr von Carolsfeld.

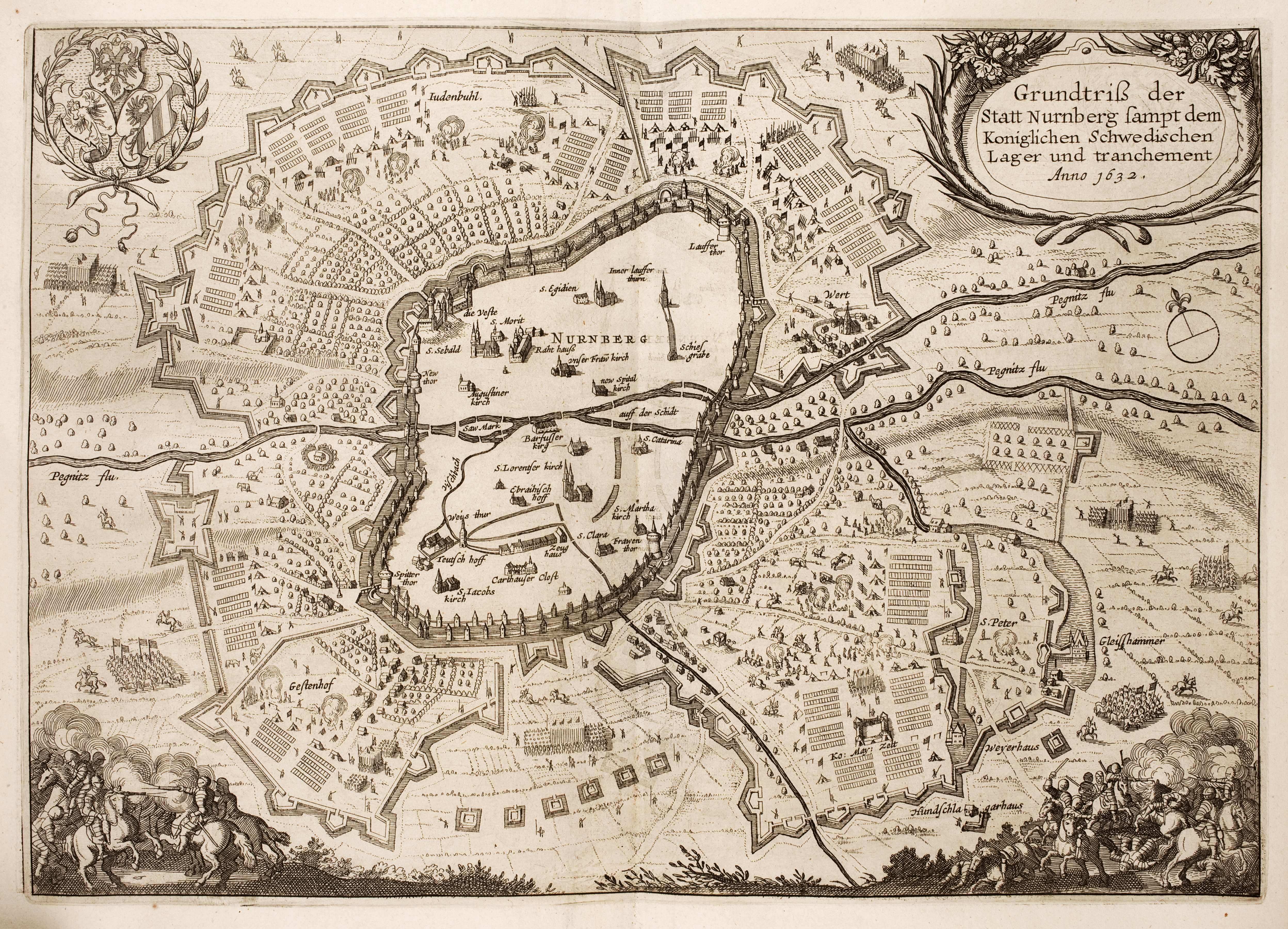
Topografisk karta över den svenska arméns befästningar runt staden Nürnberg år 1632 av Matthäus Merian den äldre.

Efter att Wallenstein avskedades som överbefälhavare 1630 fortsatte hans kontakt med kejsaren. Trots att svenskarna ockuperade stora delar av hans hertigdöme Mecklenburg, förblev invånarna lojala mot honom, då han tidigare förbättrat lagar och minskat skatter. När svenska trupper hotade hans områden i Schlesien och Böhmen, började Wallenstein överlägga med både kejsaren och tidigare allierade, bland annat Arnim, och diskuterade möjligheten att skapa ett neutralt "tredje parti" för att balansera konflikterna. Samtidigt förde Wallenstein hemliga och resultatlösa förhandlingar med svenskarna. Trots inledande tveksamhet gick Wallenstein med på att återta befälet över kejsarens armé i december 1631 och kunde på några månader i Böhmen samla en armé på omkring 100 000 man. Samtidigt kämpade den svenska armén under Gustav II Adolf framgångsrikt på flera fronter, men de mötte motstånd på den nordvästra fronten. Wallenstein vände sin nyorganiserade armé mot Prag i maj 1632 och återtog staden åt kejsaren.
Efter att kurfurst Maximilian förenat sig med Wallenstein i juni 1632, tågade Gustav II Adolfs armé till Nürnberg och förberedde sig för en konfrontation. Svenskarna byggde en imponerande befästning runt staden, men situationen förvärrades när Wallensteins kejserliga trupper anlände och inneslöt staden. Båda arméerna led av brist på förnödenheter, särskilt foder till hästar, vilket ledde till sjukdomar och svält. Gustav II Adolf försökte bryta inneslutningen med dels ett anfall mot Wallensteins läger vid byn Alte Veste utanför Nürnberg den 24 augusti 1632, dels ett anfall mot den närliggande staden Fürth den 25 augusti. Wallensteins armé lyckades hålla stånd och slå tillbaka Gustav II Adolfs båda anfall. Den svenska armén blev alltmer försvagad; den 3 september hade över 10 000 man deserterat från armén, främst på grund av livsmedelsbrist. Trots detta avtågade den svenska armén under flygande fanor i början av september, för att ge intryck av att vara obesegrad. Under tiden utfördes stridshandlingar även på andra håll, med svenska framgångar i Schlesien under sachsisk ledning och vid belägringen av Benfeld vid Rhen. Den svenska arméns situation försvårades dock ytterligare av motgångar i norra och centrala Tyskland, där Pappenheim agerade självständigt och orsakade problem både för svenskarna och för sina egna överordnade.
Efter den misslyckade konfrontationen vid Nürnberg ställdes Gustav II Adolf inför valet att marschera söderut för att fortsätta sina operationer eller bistå sina allierade i Sachsen. Han valde att marschera söderut och pacificera Schwaben. Samtidigt planerade han att stödja ett protestantiskt bondeuppror i Österrike. I slutet av september kapitulerade garnisonen i Rain inför kejserliga trupper, men redan den 1 oktober återtogs staden av svenskarna. Trots framgångar ändrade Gustav II Adolf planerna och valde att marschera norrut för att undvika att bli avskuren från norra Tyskland. Under marschen delades den svenska armén, med en styrka kvar i Schwaben under Kristian av Pfalz för att dra till sig kurfurst Maximilians uppmärksamhet. Samtidigt förberedde sig Wallenstein för en ny konfrontation med Gustav II Adolf genom att dra sina trupper norrut och försökte också få stöd av Pappenheim. Trots förseningar och svårigheter att samla sina allierade, lyckades Gustav II Adolf förena sig med Bernhard av Weimar, vilket ökade hans armé till 20 000 man. Wallenstein förberedde sig för att gå i vinterkvarter och trodde att svenskarna skulle stanna i Naumburg, men han råkade missbedöma situationen.

#### Slaget vid Lützen

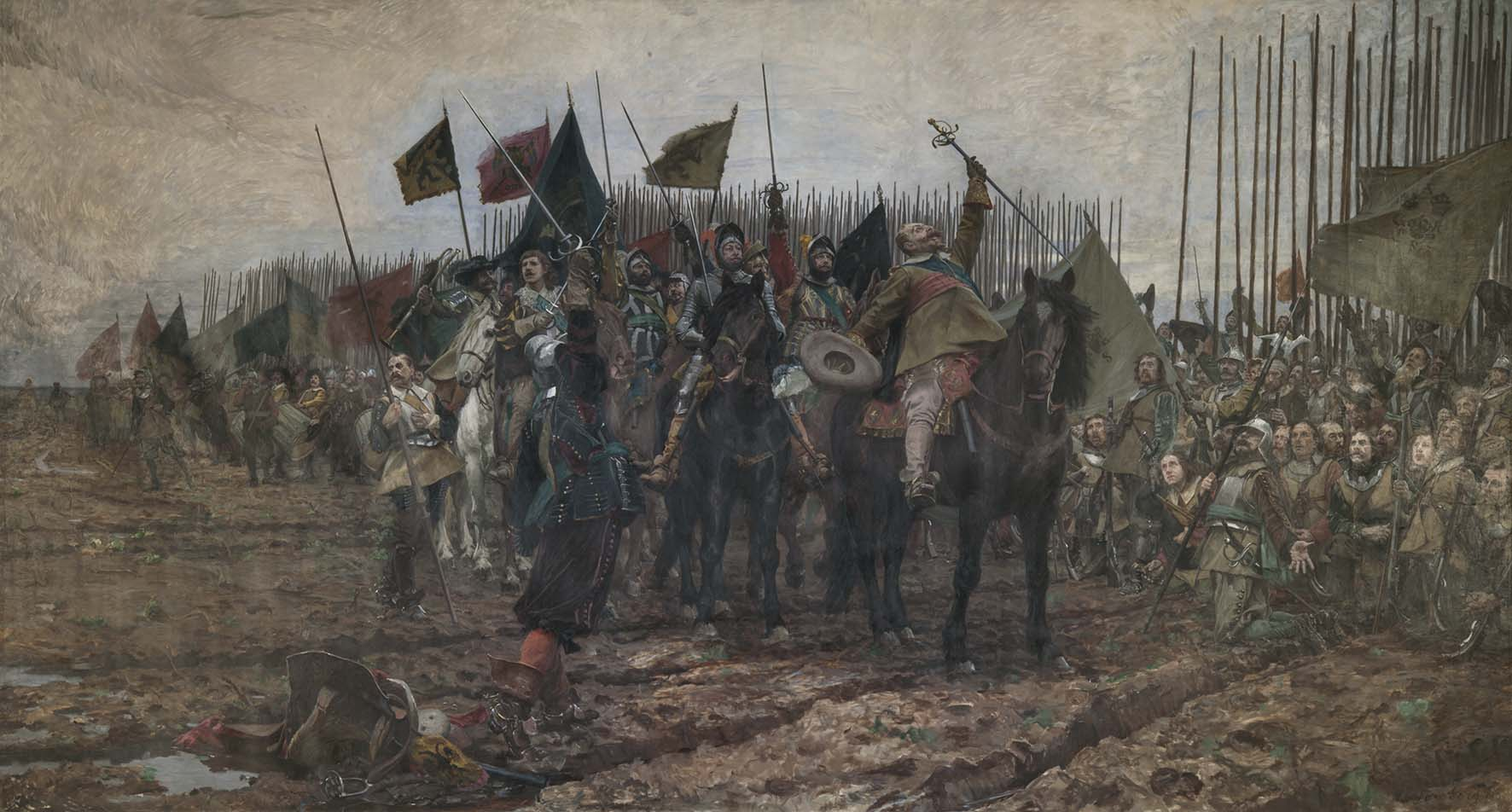
Gustaf II Adolf före slaget vid Lützen (1900) av Nils Forsberg.

Gustav II Adolf fick underrättelser om att Wallenstein planerade att gå i vinterkvarter och att Pappenheim hade skickats till Halle. Kungen beslutade sig för att omedelbart gå till anfall och lämnade Naumburg tidigt den 5 november för att marschera mot Weissenfels. Han förlorade dock överraskningsmomentet när en kejserlig styrka under Rudolf von Colloredo attackerade Gustav II Adolfs förtrupper. Wallenstein hann samla sina trupper och skicka bud till Pappenheim att återvända.
Det avgörande slaget mellan Gustav II Adolf och Wallenstein ägde rum utanför Lützen den 6 november. Wallensteins trupper på 22 000 man ställde sig strategiskt vid väderkvarnar och djupa diken. Den svenska armén, med omkring 19 000 man och 60 artilleripjäser, hade initialt framgångar men pressades tillbaka när Pappenheim anlände med sitt kavalleri. Pappenheim dödades av en kanonkula, vilket försvagade den kejserliga stridsmoralen, men de svenska styrkorna missade en stor framgång på grund av dålig sikt och ett motangrepp från kroatiska ryttare. Mitt under striden red Gustav II Adolf i spetsen för småländska ryttare för att bistå sina trupper. Men han skildes från sina ryttare i dimman och krutröken och vid sin omedelbara närhet hade han hertig Frans Albrekt av Sachsen-Lauenburg, stallmästaren von der Schulenburg, livpagen August von Leublfing och livknekten Anders Jönsson. Under ritten blev kungen träffad av en kula i vänstra armen, varefter hans följeslagare försökte föra bort honom från slagfältet. Men strax efteråt blev kungen träffad av ytterligare skott och värjhugg från fientliga kyrassiärer som anföll hans följe, och han faller från sin häst. På marken blev han sedan träffad av nya skott, bland annat ett dödande skott i tinningen. Gustav II Adolf blev 37 år och 333 dagar. I efterhand konstaterades att kungens lik hittades med fem skottsår, tre slagsår och ett sticksår. Det fanns även misstankar från svensk sida om att hertigen Frans Albrekt kunde ha varit delaktig i kungens död.
Kungens död skapade förvirring och panik bland de svenska trupperna, men fältpredikanten Jakob Fabricius lyckades lugna soldaterna och inspirerade dem att fortsätta striden genom att sjunga en psalm. Befälhavaren Bernhard av Weimar tog över och ledde ett avgörande motangrepp. Slaget var blodigt för båda sidor, med cirka 5 000 döda och sårade på vardera sida. Wallenstein drog sig tillbaka till Böhmen och med förlusten av sin kung vann den svenska armén en pyrrhusseger.

## Kungens likfärd och begravning

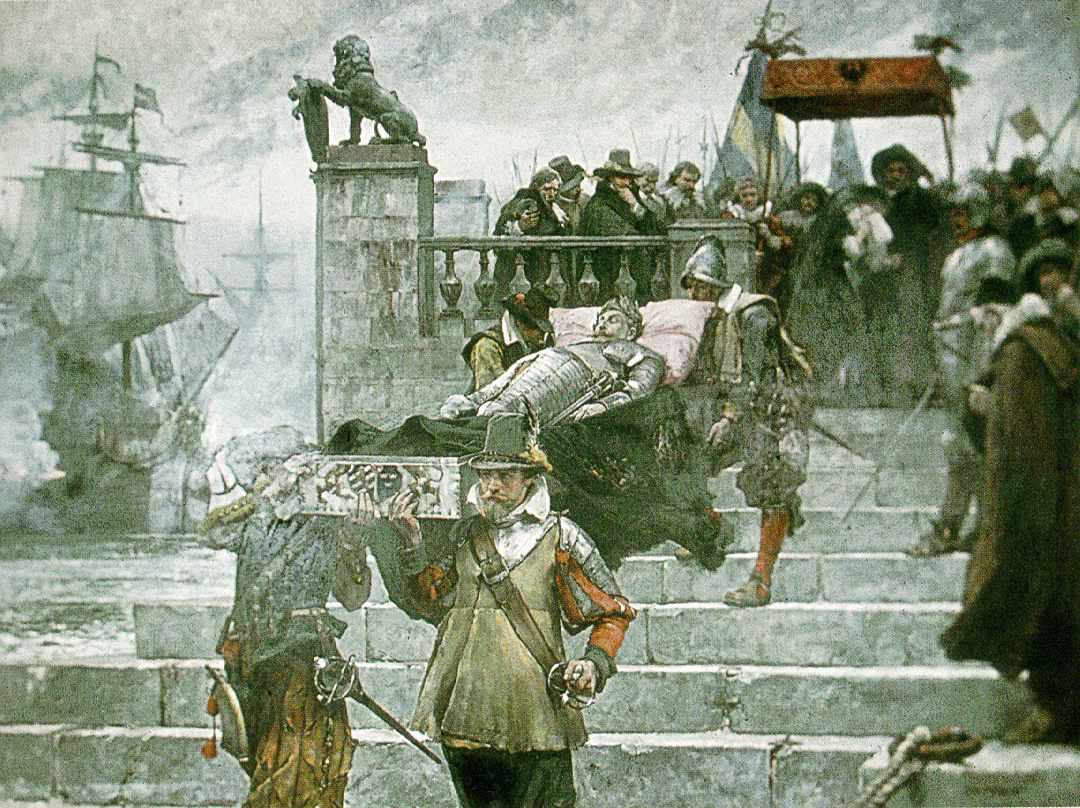
Gustaf II. Adolfs lik inskeppas i Wolgasts hamn 1633 (1885) av Carl Gustaf Hellqvist.

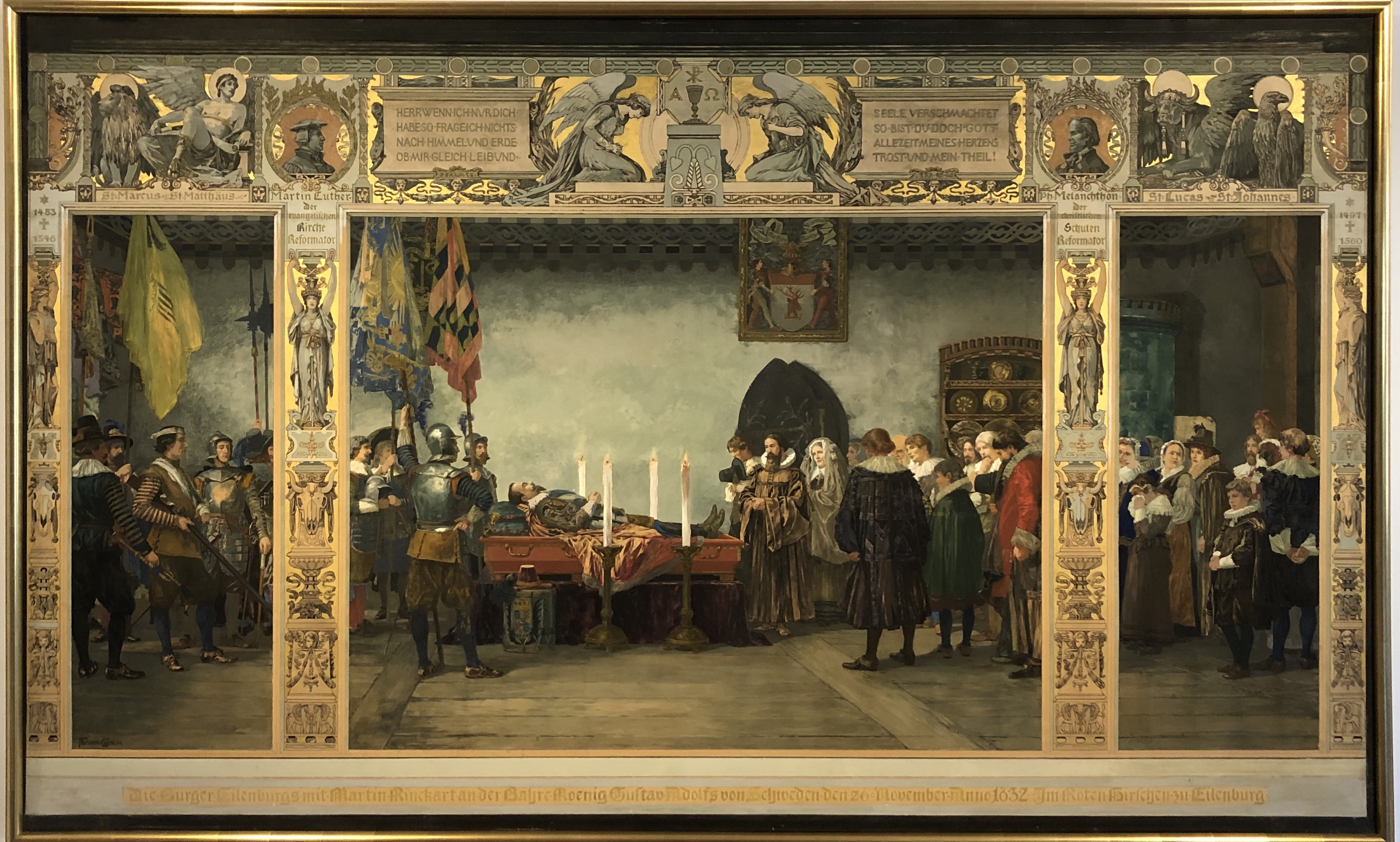
Gustav II Adolf på lit de parade i värdshuset "Zum Roten Hirsch" i Eilenburg den 16 november 1632. Målning (1906) av Ernst Albert Fischer-Cörlin.

På slagfältet vid Lützen påträffades Gustav II Adolfs kropp av svenska soldater, blodig och plundrad. Efter att hans kropp identifierats transporterades den först till Meuchen för att rengöras och sedan till Weissenfels för obduktion och balsamering av apotekaren Kaspar Kenning. Detta trots kungens tidigare uttryckta önskan att inte bli balsamerad. Gustav II Adolfs inälvor togs ut och begravdes i den lilla bykyrkan, hans hjärta behölls av änkedrottningen Maria Eleonora tills begravningen två år senare.
Liktåget från Weissenfels till Sverige inleddes den 10 november 1632 och bestod av en stor procession på 1 000 personer från Sverige och de närliggande områdena. Liktåget passerade genom viktiga städer som Wittenberg och Spandau. I Spandau mötte änkedrottningen sin döde make och hennes intensiva sorg bemöttes med blandade känslor av svenskarna. Efter en veckas uppehåll i Spandau fortsatte processionen till Pommern, där kistan vilade i Wolgasts slottskapell i ett halvår. Under tiden försökte svenska rådsmedlemmar, ledda av Axel Oxenstierna och Gabriel Gustafsson Oxenstierna, begränsa änkedrottningens extravaganta planer för ceremonierna kring kungens kvarlevor.
Sommaren 1633 anlände den svenska flottan under befäl av kungens halvbror Carl Carlsson Gyllenhielm till Wolgast för att transportera kistan vidare till Sverige. Efter en högtidlig ceremoni fördes kistan ombord på fartyget Stora Nyckeln och i augusti anlände man till Nyköping, där Gustav II Adolfs kropp och hans hjärta förvarades i slottet under tio månader. Änkedrottningen ville inte skiljas från vare sig kistan eller hjärtat, vilket ledde till påtryckningar från kyrkan att genomföra begravningen. Den 15 juni 1634 lämnade kistan Nyköping och den 22 juni nådde processionen Stockholm. Kistan bars av adelsmän till Riddarholmskyrkan, där den slutliga begravningen ägde rum med en predikan av biskop Johannes Bothvidi, följt av en stor gästabud som avslutade ceremonin. Kungen hade bett om att bli placerad bredvid sin första dotter Kristina Augusta efter hans död.

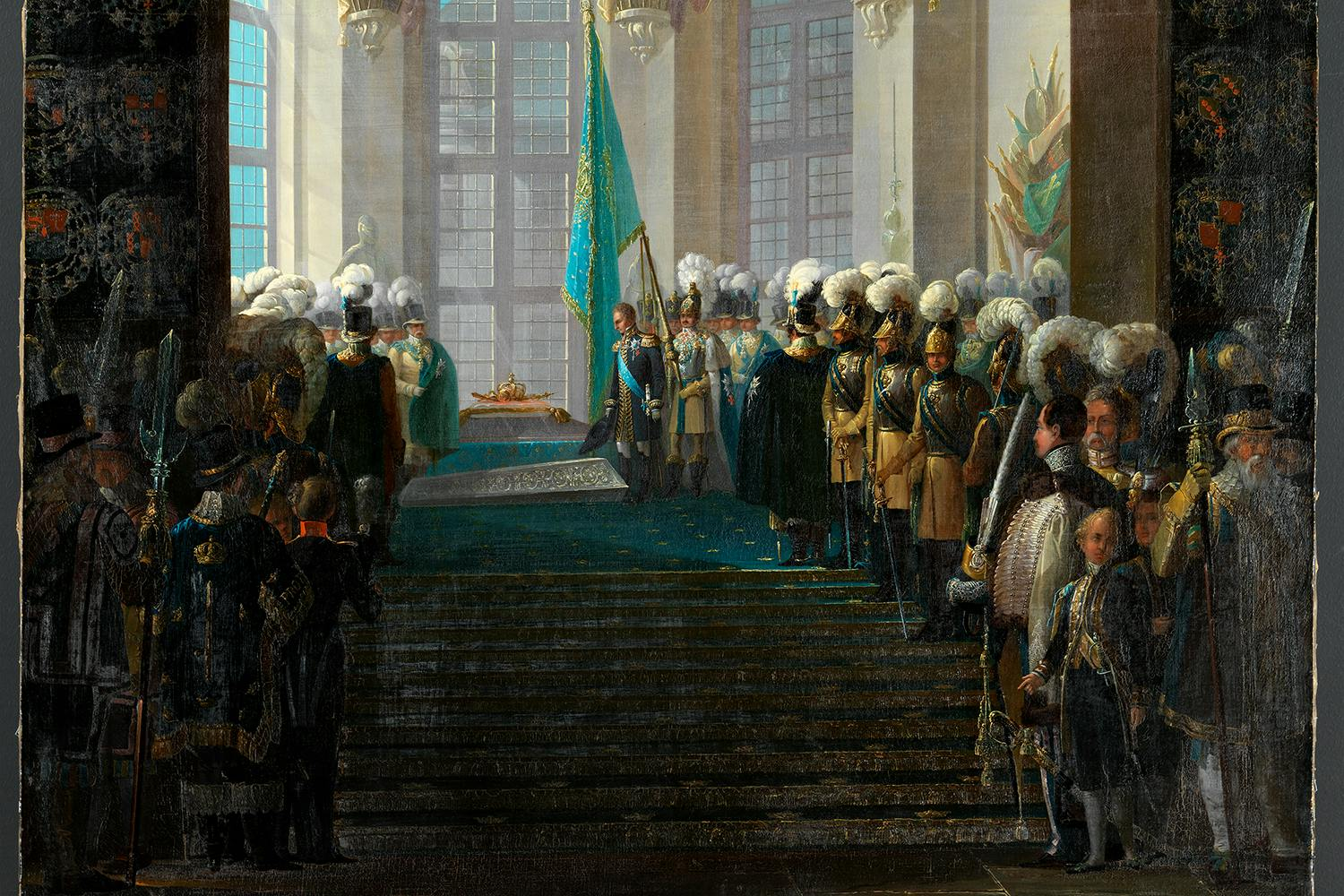
Målning av 1832 års öppning av Gustav II Adolfs kista och placering av kroppen i sarkofagen, med kung Karl XIV Johan närvarande. Målning (1841) av Theodor Lundh.

Vid riksdagen 1633 tog ständerna beslutet att Gustav II Adolf för "evärdelig tid" skulle benämnas som "Gustaf Adolph den Store". Kungen lades i en ekkista som lades i en kista av tenn. Kistan placerades i det av honom utnämnda nya gravkoret i Riddarholmskyrkan. Gustav III lät beställa en sarkofag för Gustav II Adolf som tillverkades mellan 1772 och 1774 i Rom. Den blev inte placerad i kyrkan förrän 1811 och inte använd i ursprungssyftet förrän 200-årsjubileet 1832 då kungens lik placerades i sarkofagen med bland annat kung Karl XIV Johan närvarande. På sarkofagen finns den latinska inskriptionen "Gustavus Adolphus Magnus" (Gustav Adolf den store). En latinsk inskription i Riddarholmskyrkan, om Gustav II Adolf, lyder: "In angustiis intravit" (I trångmål begynte han sin bana), "Pietatem amavit" (Fromheten älskade han), "Hostes prostravit" (Fienderna nedslog han), "Regnum dilatavit" (Riket utvidgade han), "Suecos exaltavit" (Svenskarna upphöjde han), "Oppressos liberavit" (De förtryckta befriade han), "Moriens triumphavit" (I döden triumferade han).

## Konsekvenserna av kungens död

### Fortsättningen och avslutningen av det trettioåriga kriget

Gustav II Adolf av David Klöcker Ehrenstrahl.

Som en följd av Gustav II Adolfs död förlorade det svenska deltagandet i det trettioåriga kriget sin ursprungliga religiösa karaktär och övergick till en maktkamp om land och resurser. Axel Oxenstierna blev i praktiken Sveriges regent 1632, då den nyblivna drottningen Kristina bara var fem år gammal och därmed omyndig. Under Oxenstiernas ledning fortsatte Sveriges krigsinsatser med blandad framgång. Trots alliansen med Frankrike försvagades Sveriges ställning på grund av interna konflikter, ekonomiska svårigheter och myterier i armén. Vid slaget vid Nördlingen 1634 led svenskarna ett katastrofalt nederlag, vilket ledde till att många av deras tyska allierade, inklusive Sachsen och Brandenburg, slöt fred med kejsaren. Trots motgångarna lyckades Gustav II Adolfs tidigare generaler, särskilt Johan Banér och Lennart Torstenson, vända krigslyckan. Torstenson vann viktiga militära segrar vid bland annat Leipzig 1642 och Jankov 1645, vilket försvagade kejsarens ställning och ökade viljan till fredsförhandlingar. Torstensson genomförde även ett framgångsrikt fälttåg mot Danmark, som efter undertecknandet av freden i Brömsebro i augusti 1645 tvingades avträda flera provinser till Sverige. Frankrike förklarade krig mot Spanien 1635 och blev en viktig allierad. Kriget avslutades inte förrän efter ytterligare plundringar och strider, med stora förluster och lidanden för civilbefolkningen, särskilt i Tyskland. Det trettioåriga kriget blev en av de mest förödande perioderna i tysk historia, med en befolkningsminskning på cirka 20 procent och stora regionala skillnader i krigets effekter.
Westfaliska freden slöts i oktober 1648, vilket markerade slutet på trettioåriga kriget. Huvudfrågorna rörde religiös tolerans, territoriella gränser och amnesti för kejsarens upproriska vasaller. Kalvinismen erkändes jämte katolicismen och lutherdomen, och 1624 blev det normerande året för konfessionella tillhörigheter i Tyskland. Sverige fick Vorpommern, delar av Hinterpommern, Wismar samt biskopsdömena Bremen och Verden, medan Frankrike stärkte sin position i Alsace. Nederländerna och Schweiz erkändes som självständiga stater. Freden betraktas som ett diplomatiskt genombrott, där kejsarens makt begränsades och en ny europeisk maktbalans upprättades, särskilt för Frankrike.

### Kungens inflytande i Sverige och Europa
Gustav II Adolf lärde sig krigföring av Moritz av Oranien och blev själv en viktig läromästare för svenska och internationella befälhavare. Hans offensiva strategi och disciplin påverkade bland andra Johan Banér, Lennart Torstensson och Bernhard av Weimar samt Oliver Cromwells "New Model Army". Under trettioåriga kriget bidrog Gustav II Adolf till en sekularisering av politiken och en försvagning av Habsburgs makt i Tyskland, där regionala stater stärktes på bekostnad av den centrala makten. Hans insatser hjälpte också Sverige till att bli en stormakt, med dominans i Norden och Östersjöregionen. Detta bekräftades vid Westfaliska freden, då Sverige fick territorier i Tyskland. Genom fälttågen mot Polen och Ryssland stärkte han Sveriges position, men dessa krig undergrävde också Polen, vilket bidrog till dess delning på 1700-talet. Freden i Stolbova 1617 gav Sverige kontroll över finska viken och utestängde Ryssland från Östersjön. Gustav II Adolfs inflytande påverkade även grannländerna; Danmark försvagades militärt och politiskt, och det svenska enväldet inspirerade reformer i danska förvaltningen. Hans militaristiska tradition levde vidare i Brandenburg och Preussen, vilket ledde till Preussens roll i Tysklands enande på 1800-talet. Gustav II Adolfs arv formade Europas politiska landskap och Sveriges status som militär stormakt under 1600- och 1700-talen.
Under Gustav II Adolfs regeringstid blev Sverige den dominerande nationen runt Östersjön, en position som stärktes av den starka svenska armén och de erövringar som följde under kungarna Karl X Gustav och Karl XII. Detta ledde till att Sverige blev en militaristisk stat med en brutaliserad befolkning, vilket har skildrats av samtida observatörer. Sverige förlorade sin stormaktsställning efter stora nordiska kriget under början av 1700-talet, där man förlorade flera territorier till Preussen, Ryssland och andra makter. Även om drömmen om stormakten levde kvar i svensk nationalism under 1800-talet, blev Sverige gradvis ett mer långsträckt nord-sydligt rike efter att ha avstått områden som Finland och Pommern. Gustav II Adolfs tid var också präglad av administrativa reformer, särskilt genom Axel Oxenstierna, som bidrog till en mer strukturerad stat. Utbildningsväsendet stärktes med grundandet av flera universitet. Stockholm expanderade och flera nya städer grundades. Samtidigt ökade aristokratins rikedomar, medan bönderna led av krigspolitiken. Sveriges långvariga krig resulterade i stor befolkningsförlust, särskilt i Finland. Den svenska adeln hade också stärkt sin makt och fått privilegier, även om kungamakten behöll kontroll genom samarbete med aristokratin, särskilt under Gustav II Adolf och Axel Oxenstierna. Denna maktdelning mellan monarkin och adeln var central för det politiska systemet under stormaktstiden. Begravningsceremonierna för Gustav II Adolf speglade dessa förändringar och samhällsordningen, där både kungens och adelns roll i statsbildningen framhävdes.

## Bilden av Gustav II Adolf

Gustav II Adolf av en okänd konstnär.

Gustav II Adolf är känd både för sin fysik och sin skicklighet som ledare. Han beskrevs som högväxt och reslig, men med tiden blev han ganska fet, vilket många noterat i olika skildringar. Holländska och tyska observatörer beskrev honom som blond och välbyggd, medan hans fetma tydligt framträdde på senare porträtt. Den första litterära beskrivningen av Gustav II Adolfs yttre kom från sommaren 1616, då ett av de holländska sändebuden skildrade honom: "Hans Majestät var reslig till växten, av proportionerlig kroppsbyggnad, och hade ett ljuslätt och något långlagt ansikte, blont hår samt tillspetsat skägg, något stötande i gult."
Året efter Gustav II Adolfs död kom boken Le soldat Suédois ut, skriven av Friedrich Spanheim den äldre och Christoph Ludwig Rasche, där Rasche tecknade kungen enligt följande:
| ” | Denne furstes egenskaper voro i sanning ägnade att väcka beundran. En på samma gång majestätisk och behaglig hållning, kraftig och fyllig figur, genomträngande blick, en ton av härskare, en alltid till buds stående rörlighet och vighet — sådant var hans yttre framträdande. Men det tjusande i hela hans yttre person förhöjdes av stora inre egenskaper, en storsint själ, skarpt och klokt omdöme, beundransvärt mod, outtröttlig arbetshåg och sällsynta ledareegenskaper, och med allt detta var det först och främst som han gjorde sina erövringar och tillvann sig folkens beundran ... Framför allt var han stor i sin gudsfruktan, och det hände aldrig, att hans fromma övningar inställdes, vad som än var för handen ... Kunde man tilläventyrs hos honom finna något mindre regelbundet drag, så var det hans häftiga lynne, som lätt brusade upp, så snart han blev det minsta otålig ... Medgivas skall, att ännu ett fel av många blivit anmärkt hos denne furste: han borde ha bättre skilt karbiniärens plikter från härförarens, han borde ej ha utsatt ett så dyrbart blod så ofta för faran. | „ |
| – | |   |

Gustav II Adolf var också retoriskt begåvad och talade oftast i Ciceros stil. Hans talekonst, där han argumenterade pro et contra, var ett viktigt redskap för att övertyga om nödvändigheten av krig, särskilt under hans tyska fälttåg 1630. Kungen var hetlevrad och känslig för frågor som rörde hans ära. Han kunde vara glad och vänlig när han fick sin vilja igenom, men vredesutbrott var inte ovanliga när han blev motsagd. Hans relation med kanslern Axel Oxenstierna reflekterade denna dynamik, där Oxenstierna kylde ner kungens hetta med eftertänksamhet. Gustav II Adolfs misstänksamhet mot omgivningen präglades av Vasasläktens historia av uppror och rädsla för att förlora makten. Hans starka tro på evangelisk legitimitet användes som ett medel för att befästa sin auktoritet som regent.
Norrköpings arvförening 1604 fastställde regler som tog avstånd från tidigare kungar, särskilt Erik XIV, Johan III och Sigismund. Kungen skulle inte gifta sig utan ständernas godkännande, och katolicism förbjöds för både kung och rådgivare. Personalunioner där kungen vistades i utlandet förbjöds också, vilket riktade sig mot Sigismund. Karl IX och hans son Gustav II Adolf sågs som legitima kungar eftersom de hade "rätt tro". Gustav II Adolfs krigföring legitimerades genom hans evangeliska tro, särskilt under hans deltagande i trettioåriga kriget, där han framställdes som en stridsman för den protestantiska saken. Trots internationell kritik, exempelvis från Jakob I av England som argumenterade att Polen kämpade för kristendomen mot Osmanska riket, fortsatte Gustav II Adolf sitt krig med motiveringen att Sigismund saknade fredsvilja. Hans svart-vita världsbild framträdde tydligt under förhandlingar och maktpolitik blandades med religiös övertygelse. Gustav II Adolf visade stor krigsduglighet men utsatte sig själv flera gånger för livsfara, och hans regering präglades av krigslystnad. Efter segern vid Breitenfeld 1631 förde han kriget in i katolska områden, vilket delvis kan ha varit för egna maktambitioner snarare än för Sveriges bästa.
Sverker Oredsson ansåg att Gustav II Adolf delade flera likheter med Alexander den store. Båda var unga och modiga härskare som ledde sina arméer i ett flertal fälttåg, med starka band till sina soldater och en otydlig gräns för sina krigsmål. Samtidigt skilde de sig åt i synen på kultur och religion, där Alexander var tolerant medan Gustav II Adolf var religiöst fanatisk. Militärteoretikern Carl von Clausewitz har också jämfört Gustav II Adolf med Alexander den store i sitt bokverk Om kriget (1832).

## Eftermäle

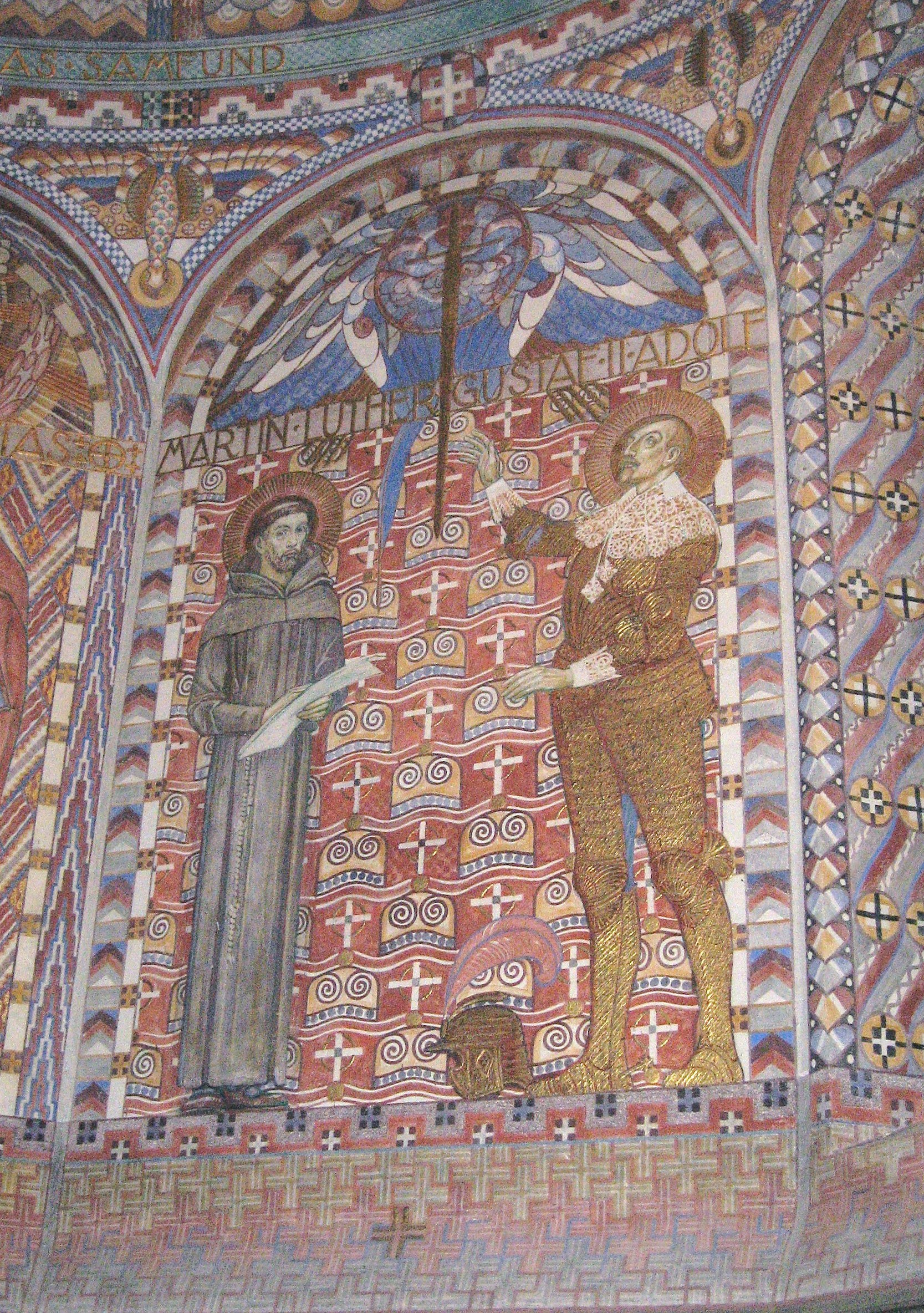
Målning föreställande Martin Luther och Gustav II Adolf av Olle Hjortzberg i Uppenbarelsekyrkan, Saltsjöbaden.

### Från religiös hjälte till nationalistisk symbol (1600–1800-talen)
Kort efter Gustav II Adolfs död hyllades han som en hjälte och hans insatser liknades vid gammaltestamentliga gestalter. Historiska verk från 1600-talet, författade av de tysk-svenska författarna Bogislaus Philipp von Chemnitz och Samuel von Pufendorf, beskrev hans roll i det trettioåriga kriget med fokus på saklighet och dokumentation, där Chemnitz betonade Sveriges försök till fred medan Pufendorf lyfte fram kungen som både krigslysten och ivrig att skydda religionen. Samtidigt skrevs från det kejserliga perspektivet av Franz Christoph Khevenhüller, som såg Gustav II Adolfs död som Guds straff för hans ambitioner. Under 1700-talet skrevs flera biografier om Gustav II Adolf, både i England och Frankrike, där han framställdes som en moralisk och religiös hjälte. Både Fredrik II av Preussen och författaren Friedrich Schiller kritiserade hans ambitioner, men erkände hans betydelse för att skydda tysk frihet. Schiller framhävde att Gustav II Adolfs död kunde ha varit fördelaktig för Tysklands frihet, då han ansåg att kungen eftersträvade kejsartronen. I Sverige på 1700-talet bevarades minnet av Gustav II Adolf, men det producerades inga stora historiska verk om honom. Hans betydelse framhävdes dock bland annat av Gustav III, som såg honom som en förebild och skrev en teaterpjäs om honom 1785. Ett varaktigt monument från denna tid är ryttarstatyn på Gustav Adolfs torg i Stockholm, som färdigställdes under 1700-talets slut.

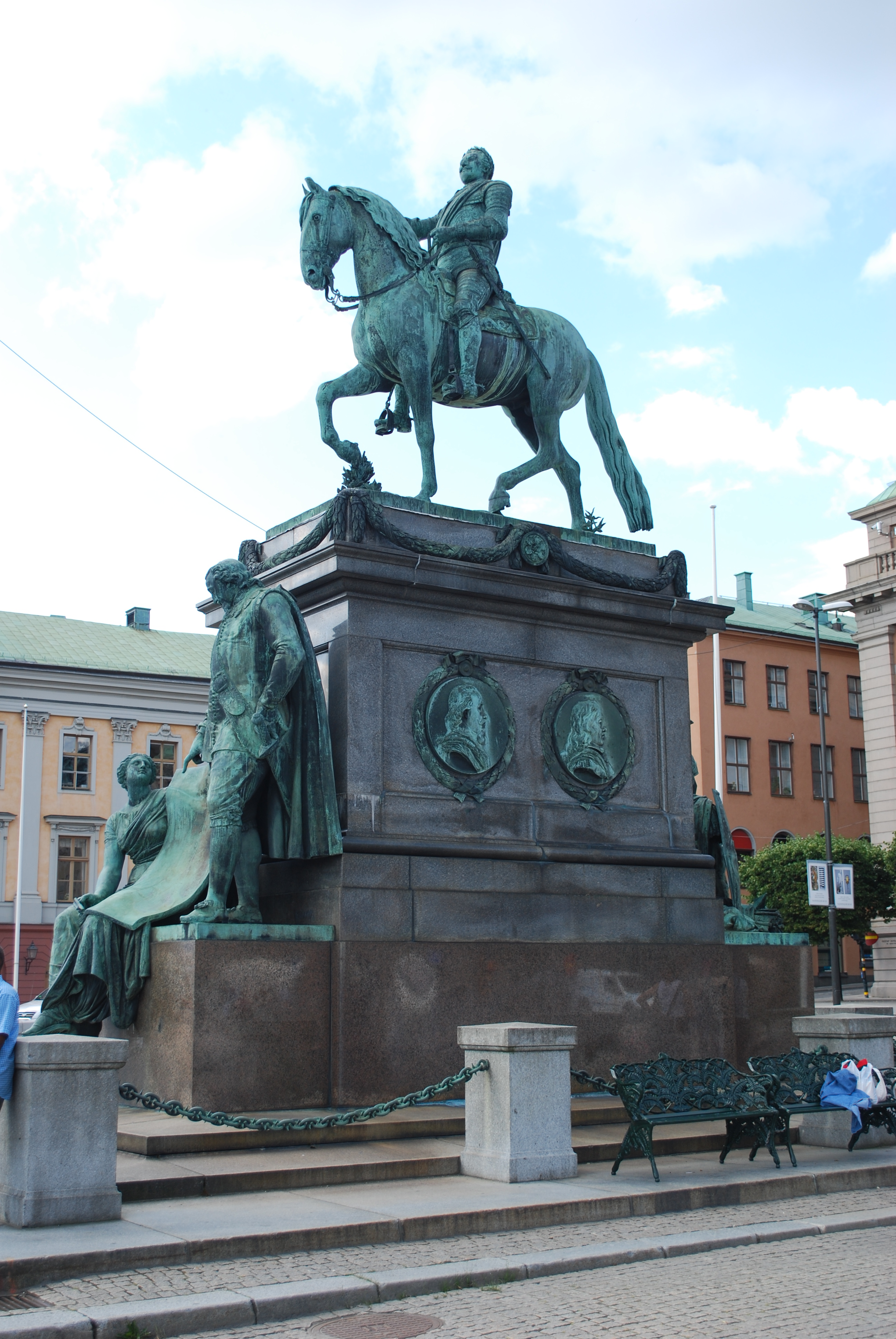
Ryttarstatyn av kungen på Gustav Adolfs torg i Stockholm. Skapad av Pierre Hubert L'Archevêque och Johan Tobias Sergel och invigdes den 17 november 1796.

Under 1800-talet blev minnet av Gustav II Adolf en central del av både svensk och tysk nationalism. Hans insats i det trettioåriga kriget framhölls som avgörande för protestantismens överlevnad och trosfriheten i Europa. Svenska och tyska historiker, som Christian Friedrich Rühs och Ernst Moritz Arndt, framhävde Gustav II Adolf som en nationell hjälte och firandet av hans död den 6 november 1632 blev alltmer betydelsefullt. Vid 200-årsdagen av hans död samlades tusentals för att hedra hans minne, både i Sverige och Tyskland. Detta ledde till uppförandet av monument och bildandet av Gustav Adolfs-föreningen, som stödde protestantiska församlingar i diaspora. Samtidigt kritiserades Gustav II Adolf av vissa röster, såsom historikern Heinrich Leo, som ansåg att hans ingripande i Tyskland var oönskat och förödande för landet. I Sverige fördes en debatt om Gustav II Adolfs roll, där historiker som Erik Gustaf Geijer och Anders Fryxell försvarade hans agerande som nödvändigt för Europas frihet. Firandet av Gustav II Adolfs dödsdag kom att symbolisera en kombination av religiös och patriotisk uppbyggelse, och blev under 1800-talet en av de viktigaste årliga högtiderna i både Sverige och Tyskland.
Under slutet av 1800-talet nådde kulten kring Gustav II Adolf sin höjdpunkt, särskilt under firandet av 250-årsminnet av hans död och 300-årsminnet av hans födelse. I protestantiska kretsar framhölls Gustav II Adolf som en hjälte och föregångare för protestantismens och det tyska kejsardömets framväxt, medan katolska och socialistiska kritiker, som Johannes Janssen och Franz Mehring, såg honom som en aggressiv erövrare. Janssen hävdade att Gustav II Adolf bedrev ett politiskt erövringskrig snarare än ett religionskrig och jämförde honom negativt med Napoleon. Socialistiska författare som Mehring kritiserade kungen som en exploatör av både Sverige och Tyskland, och ansåg att hans insatser för lutherdomen snarare stagnerade än befriade Tyskland. Samtidigt hyllades Gustav II Adolf av protestantiska tänkare som Heinrich von Treitschke och Samuel Rawson Gardiner för att ha säkrat protestantismens överlevnad, vilket bidrog till Tysklands intellektuella storhet under senare århundraden.
Firandet av Gustav II Adolf präglades även av nationalistiska strömningar, där hans roll som militär ledare och försvarare av den evangeliska tron förblev central, trots den växande kritiken från både katolska och radikala röster. Historiker som Julius Mankell och Clas Theodor Odhner hade skilda åsikter om kungen; Mankell kritiserade Gustav II Adolfs krigföring som aggressiv, medan Odhner hyllade honom som en försvarare av protestantismen och ett moraliskt föredöme. Kulten kring Gustav II Adolf förstärktes genom flera jubileer, där särskilt 300-årsfirandet av hans födelse 1894 markerade ett närmande till Tyskland. Hans hjältebild användes också för att förstärka banden mellan de germanska folken, något som betonades av forskare som Martin Weibull och Harald Hjärne. I Göteborg blev Gustav II Adolf central för stadens identitet. August Strindbergs drama från 1900 utmanade den glorifierade bilden genom att porträttera Gustav II Adolf som en ledare som inte förstod det större sammanhanget av kriget. Kulten kring Gustav II Adolf levde vidare, särskilt inom den svenska skolan och i Finland, där Gustav Adolfsdagen firades som en hyllning till svensk kultur och historia. Sedan 2010 firas Gustav Adolfsdagen i Tartu universitet i Estland.

### Skiftande tolkningar och efterkrigstidens synsätt (1900–2000-talen)
Under perioden 1914 och 1945 levde minnet av Gustav II Adolf starkt kvar, särskilt vid 300-årsjubileet 1932. Tidsperioden präglades av skiftande politiska tolkningar, inklusive nationalsocialismens påverkan. Den tyske historikern Johannes Paul framställde Gustav II Adolf som en hjälte för både Sverige och Tyskland, medan andra kritiker som Joseph Grisar betonade att kungen saknade religiösa motiv och bidrog till att splittra det tyska riket. I Sverige publicerade Generalstaben ett omfattande verk om Gustav II Adolfs krig, medan Nils Ahnlund skrev hyllningsboken Gustav Adolf den store (1932) där kungens gärningar tolkades positivt. Samtidigt nyanserades bilden, där Curt Weibull framhöll att Gustav II Adolf inte var en frihetsapostel utan en erövrare, och Axel Strindberg kritiserade den svåra situationen för bönderna som en följd av kungens stormaktsambitioner. Jubileet 1932 firades stort i Sverige, med ceremonier och kransnedläggning, där både politiska och religiösa aspekter diskuterades. I Finland skapade firandet konflikt mellan finsktalande och svensktalande grupper, med gatuslagsmål som följd. Nationalsocialister både i Sverige och Tyskland försökte dock inte i lika hög grad som med Karl XII göra Gustav II Adolf till en kultfigur.

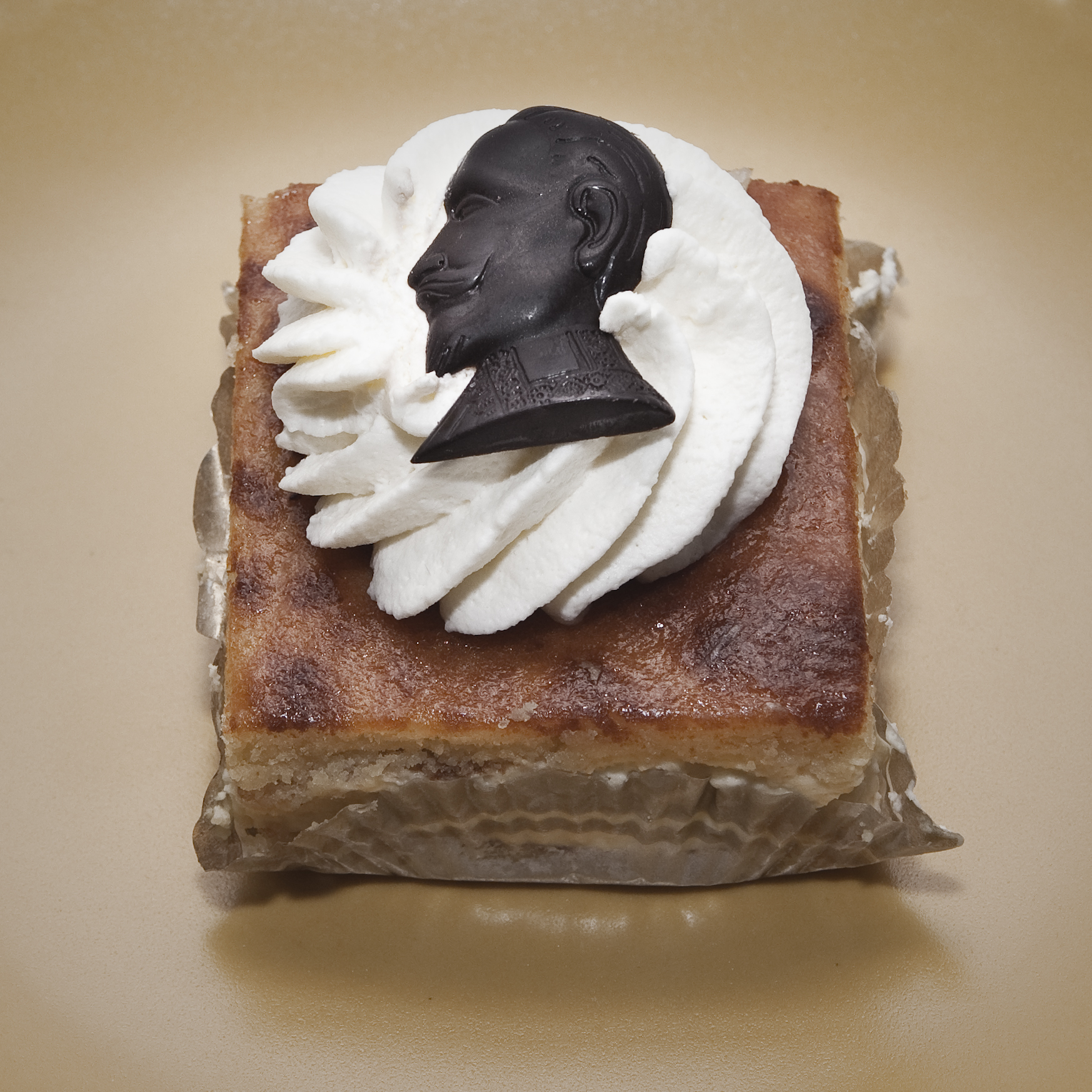
En Gustav Adolfsbakelse från 2009, som bakas årligen i Sverige och Finland under Gustav Adolfsdagen den 6 november.

Under perioden 1945 och 2000 avtog kulten kring Gustav II Adolf, särskilt i Sverige, där 350- och 400-årsminnen av hans död och födelse passerade relativt obemärkta. Det internationella intresset för hans utrikespolitik, särskilt i Tyskland och Storbritannien, var däremot fortsatt stort. I Tyskland under efterkrigstiden fanns fortfarande idealiserade uppfattningar om Gustav II Adolf, till exempel hos historikern Walter Hubatsch, som såg honom som en religiös befrielsehjälte. Andra tyska historiker, som Jan Peters och Herbert Langer, kritiserade dock denna syn och framställde honom istället som ett verktyg för svenska adelsintressen. Gustav II Adolfs roll som en modern politisk och militär ledare lyftes fram av forskare som Marcus Junkelmann, som beskrev hur han reformerade Sverige och utvecklade en stark och effektiv armé. Samtidigt fanns kritiska röster, såsom Junkelmanns anmärkning att svenska krigsfinansieringen påminde om moderna maffiametoder. Vid firandet av Westfaliska freden 1998 diskuterade man det trettioåriga krigets eftermäle, och historikern Johannes Burkhardt betonade att inga av de stridande makterna, inklusive Sverige, uppnådde sitt mål om att dominera Europa. Vidare hävdade Burkhardt att Sveriges erövringar i Tyskland var en expansiv handling snarare än en defensiv och att Gustav II Adolf troligen skulle ha strävat efter kejsarkronan i det Tysk-romerska riket om han levt längre. Författaren Vilhelm Moberg riktade skarp kritik mot Gustav II Adolf och belyste hur den svenska historieskrivningen glorifierade Gustav II Adolf samtidigt som man undvek att nämna hans grymma handlingar, som exempelvis hans våldsamma plundringståg i Skåne 1612. I Sverige tonades Gustav II Adolfs minne ned, och firandet av hans gärningar minskade, även om Herman Lindqvist i sin bokserie Historien om Sverige framhöll stormaktstiden som en period att vara stolt över. Det folkliga firandet av Gustav Adolfsdagen minskade också under 1960-talet. Tidigare omfattande firanden, som i Göteborg där tusentals deltog, ersattes gradvis av ett symboliskt firande som främst lever vidare genom konsumtionen av Gustav Adolfsbakelser.

### Minnesmärken och kulturella referenser
Gustav II Adolf har flera statyer och monument rest till hans minne, både i Sverige och utomlands. Den äldsta statyn finns i universitetet i Padua i Italien, som färdigställdes 1784, trots att han inte studerat där. Statyer av kungen finns också i Stockholm, Göteborg, Sundsvall, Umeå, Svartsjö slott, Halmstad, och Tartu. Vid Åbo hovrätt står en staty av Gustav II Adolf, som är den enda helfigurstatyn av en svensk kung i Finland. Tunnelbanestationen Gustav-Adolf-Straße i Nürnbergs tunnelbana är döpt efter honom. Gustav-Adolf-Werk (GAW), grundat i Tyskland vid 200-årsjubileet av kungens död, är ett sällskap inom Tysklands evangeliska kyrka som stödjer och har etablerat ett flertal lutherska kyrkor med kungens namn runtom i Tyskland och främjar Gustav II Adolfs idéer. Sällskapet har även internationella grenar, inklusive i Österrike. Den svenska kungafamiljen besökte GAW:s högkvarter i Leipzig 1994 på kungens 400-årsdag. Glasmålningar som föreställer kungen finns i lutherska kyrkor i Altenburg, Bexbach, Hockenheim, Leipzig, Mörbisch, Ravensburg, Sopron, Speyer och Stralsund, och en minnestavla över kungen finns på S:t Nikolai-katedralen i Greifswald. Bland övriga minnesmärken över kungen finns obelisken i Odinslund i Uppsala, Schwedensäule i Riedstadt och Schwedenstein i Lützen. Kungens namn gav upphov till Gustavus Adolphus College, ett fristående college i St. Peter, Minnesota som grundades av svenskamerikaner under ledning av Eric Norelius år 1862 och är ansluten till Evangelical Lutheran Church in America. Även Gustav Adolfs Gymnasium i Tallinn är döpt efter honom.
Den svenske kompositören Franz Berwald komponerade år 1845 ett körverk om kungen vid namn Gustaf Adolph den stores seger och död vid Lützen. Kungen framträder också som huvudperson i Max Bruchs körverk Gustav Adolf från 1898. Det svenska power metal-bandet Sabaton skrev låten "Lejonet från Norden", som skildrar Gustav II Adolfs liv och finns med i deras album Carolus Rex från 2012. Det tyska ölmärket Ur-Krostitzer från Leipzig använder en bild på Gustav II Adolf som deras varumärke.

## Familj

### Anfäder
|                 |  |  |  |  |  |  |  |                              |  |  |  |  |  |  |  |                                      |  |  |  |  |  |  |  | Erik Johansson (Vasa)           |
|                 |  |  |  |  |  |  |  |                              |  |  |  |  |  |  |  |                                      |  |  |  |  |  |  |  |                                 |
|                 |  |  |  |  |  |  |  |                              |  |  |  |  |  |  |  | Gustav Vasa                          |  |  |  |  |  |  |  |                                 |
|                 |  |  |  |  |  |  |  |                              |  |  |  |  |  |  |  |                                      |  |  |  |  |  |  |  |                                 |
|                 |  |  |  |  |  |  |  |                              |  |  |  |  |  |  |  |                                      |  |  |  |  |  |  |  | Cecilia Månsdotter (Ekaätten)   |
|                 |  |  |  |  |  |  |  |                              |  |  |  |  |  |  |  |                                      |  |  |  |  |  |  |  |                                 |
|                 |  |  |  |  |  |  |  | Karl IX                      |  |  |  |  |  |  |  |                                      |  |  |  |  |  |  |  |                                 |
|                 |  |  |  |  |  |  |  |                              |  |  |  |  |  |  |  |                                      |  |  |  |  |  |  |  |                                 |
|                 |  |  |  |  |  |  |  |                              |  |  |  |  |  |  |  |                                      |  |  |  |  |  |  |  | Erik Abrahamsson (Leijonhufvud) |
|                 |  |  |  |  |  |  |  |                              |  |  |  |  |  |  |  |                                      |  |  |  |  |  |  |  |                                 |
|                 |  |  |  |  |  |  |  |                              |  |  |  |  |  |  |  | Margareta Eriksdotter (Leijonhufvud) |  |  |  |  |  |  |  |                                 |
|                 |  |  |  |  |  |  |  |                              |  |  |  |  |  |  |  |                                      |  |  |  |  |  |  |  |                                 |
|                 |  |  |  |  |  |  |  |                              |  |  |  |  |  |  |  |                                      |  |  |  |  |  |  |  | Ebba Eriksdotter (Vasa)         |
|                 |  |  |  |  |  |  |  |                              |  |  |  |  |  |  |  |                                      |  |  |  |  |  |  |  |                                 |
| Gustav II Adolf |  |  |  |  |  |  |  |                              |  |  |  |  |  |  |  |                                      |  |  |  |  |  |  |  |                                 |
|                 |  |  |  |  |  |  |  |                              |  |  |  |  |  |  |  |                                      |  |  |  |  |  |  |  | Fredrik I av Danmark            |
|                 |  |  |  |  |  |  |  |                              |  |  |  |  |  |  |  |                                      |  |  |  |  |  |  |  |                                 |
|                 |  |  |  |  |  |  |  |                              |  |  |  |  |  |  |  | Adolf av Holstein-Gottorp            |  |  |  |  |  |  |  |                                 |
|                 |  |  |  |  |  |  |  |                              |  |  |  |  |  |  |  |                                      |  |  |  |  |  |  |  |                                 |
|                 |  |  |  |  |  |  |  |                              |  |  |  |  |  |  |  |                                      |  |  |  |  |  |  |  | Sophie av Pommern               |
|                 |  |  |  |  |  |  |  |                              |  |  |  |  |  |  |  |                                      |  |  |  |  |  |  |  |                                 |
|                 |  |  |  |  |  |  |  | Kristina av Holstein-Gottorp |  |  |  |  |  |  |  |                                      |  |  |  |  |  |  |  |                                 |
|                 |  |  |  |  |  |  |  |                              |  |  |  |  |  |  |  |                                      |  |  |  |  |  |  |  |                                 |
|                 |  |  |  |  |  |  |  |                              |  |  |  |  |  |  |  |                                      |  |  |  |  |  |  |  | Filip den ädelmodige            |
|                 |  |  |  |  |  |  |  |                              |  |  |  |  |  |  |  |                                      |  |  |  |  |  |  |  |                                 |
|                 |  |  |  |  |  |  |  |                              |  |  |  |  |  |  |  | Kristina av Hessen                   |  |  |  |  |  |  |  |                                 |
|                 |  |  |  |  |  |  |  |                              |  |  |  |  |  |  |  |                                      |  |  |  |  |  |  |  |                                 |
|                 |  |  |  |  |  |  |  |                              |  |  |  |  |  |  |  |                                      |  |  |  |  |  |  |  | Kristina av Sachsen             |
|                 |  |  |  |  |  |  |  |                              |  |  |  |  |  |  |  |                                      |  |  |  |  |  |  |  |                                 |

### Gemål, älskarinna och barn
Barn med drottning Maria Eleonora.
- En namnlös dotter, dödfödd (1621).
- Kristina Augusta (1623–1624).
- En namnlös son, dödfödd (1625).
- Kristina (1626–1689), regerande drottning av Sverige 1632–1654.

Barn med älskarinnan Margareta Slots.
- Gustaf Gustafsson af Vasaborg (1616–1653).